# Presidenza di Ulysses S. Grant
La presidenza di Ulysses S. Grant ebbe inizio il 4 marzo 1869, con la cerimonia d'inaugurazione e relativo discorso d'insediamento come 18º presidente degli Stati Uniti d'America, e si concluse alla scadenza naturale del secondo mandato, il 4 marzo 1877.
Grant entrò in carica poco dopo il termine della guerra di secessione americana e presiedette gran parte dell'Era della Ricostruzione; candidato del Partito Repubblicano, sconfisse l'esponente del Partito Democratico Horatio Seymour nelle elezioni presidenziali del 1868. Fu confermato alla presidenza vincendo le elezioni presidenziali del 1872 con un ampio scarto, riuscendo a superare una scissione del Partito Repubblicano che aveva portato alla formazione del "Liberal Republican Party" e alla candidatura di Horace Greeley. A Grant succedette il repubblicano Rutherford Hayes, a seguito delle controverse elezioni presidenziali del 1876.
La Ricostruzione dopo la guerra civile fu il compito principale del primo mandato di Grant. Prima della fine del 1870 tutti gli ex Stati Confederati d'America furono riammessi negli Stati Uniti d'America ed erano rappresentati al Congresso, ma il governo federale continuò a sorvegliare su tutto il profondo Sud per proteggere i diritti civili degli ex schiavi afroamericani. Durante questi anni, il Congresso elaborò tre severe leggi sulla Ricostruzione, dette Enforcement Acts, istituì il dipartimento di Giustizia e l'Ufficio dell'avvocatura generale. Queste azioni rafforzarono le capacità dell'amministrazione Grant a far applicare le leggi federali, in particolare quelle emanate a protezione dei diritti politici dei liberti. Il neonato dipartimento di Giustizia perseguì migliaia di membri del Ku Klux Klan grazie alle nuove rigide normative; Grant firmò la legge sui diritti civili del 1871 che rese il KKK un'organizzazione illegale.
Grant sostenne anche l'approvazione del XV emendamento, ratificato il 3 febbraio 1870 (terzo e ultimo degli emendamenti della Ricostruzione); esso proibì ai governi federali e statali di negare ad un cittadino il diritto di voto sulla base della "razza, del colore della pelle o della precedente condizione di schiavitù". Grant non riuscì a crearsi un gruppo di consiglieri politici affidabili, scegliendo in modo autonomo i membri del proprio governo; fece molto affidamento sugli ex colleghi dell'esercito unionista, che però avevano un'assai scarsa sottigliezza politica e un senso molto debole dell'etica civile. Nel corso del suo mandato si verificarono vari scandali, circondati da accuse di corruzione dilagante, frode e favoritismi. Nel 1872 ratificò la legge che istituì il parco nazionale di Yellowstone, il primo dei parchi nazionali statunitensi.
All'inizio del secondo mandato, la nazione risultava prospera; fu ridotto l'intervento pubblico nell'economia, abbassando la spesa pubblica, il debito pubblico e i dazi doganali; anche il numero dei dipendenti federali fu ridotto; vi fu un netto aumento delle entrate fiscali. Il Congresso stabilì il sistema aureo, che portò ad una deflazione "de facto", che ridusse l'importanza dei greenbacks (obbligazioni di guerra non convertibili) nell'economia; tuttavia il panico del 1873 scosse il paese fino alle radici e distrusse gran parte dei progressi economici del primo periodo dell'amministrazione. La crisi provocò una grave depressione economica a livello nazionale che portò l'opinione pubblica a criticare pesantemente l'operato presidenziale.

La firma autografa del presidente Grant.

Come immediata conseguenza i democratici tornarono ad avere la maggioranza alla Camera dei rappresentanti nelle elezioni di medio termine del 1874. Gli scandali correlati agli episodi di corruzione aumentarono, anche se i riformatori nominati da Grant furono in grado di ripulire alcuni servizi federali. In particolare il segretario al tesoro Benjamin Helm Bristow colpì la "catena del whisky", portando al processo contro il segretario particolare di Grant, Orville Elias Babcock. Il segretario alla Guerra William Worth Belknap si dovette dimettere nel febbraio 1876 dopo essere stato messo sotto accusa dalla Camera per aver intascato tangenti.
Il presidente continuò a sostenere la Ricostruzione e controfirmò la legge sui diritti civili del 1875 che proibì la discriminazione nell'accesso ai pubblici esercizi, come alberghi e ristoranti. Tuttavia, al termine della sua presidenza, la coalizione dei bianchi democratici del Sud (i "redeemers") riuscirono a riprendere il controllo dei governi statali meridionali, spesso con la violenza, l'intimidazione e la repressione del voto dei neri.
Nel corso degli otto anni di Grant, gli Stati Uniti non ebbero conflitti con altri paesi, sebbene la gestione della politica estera fu alquanto irregolare e le tensioni con i nativi americani continuarono. Soprattutto grazie al talento del segretario di Stato Hamilton Fish, il trattato di Washington (1871) ripristinò i rapporti con l'impero britannico e risolse la controversia delle pretese della CSS Alabama, mentre l'"affare Virginius", in cui l'amministrazione si trovò in contrasto con l'impero spagnolo, fu appianato pacificamente.
Grant tentò l'annessione della Repubblica Dominicana, ma la proposta verrà bloccata dal Senato. Con il completamento della prima ferrovia transcontinentale nel 1869, il West si aprì definitivamente alla colonizzazione; a tale espansione si opposero apertamente i nativi. Grant cercò per quanto possibile di perseguire una "politica di pace" con le tribù, ma il continuo afflusso di migranti e pionieri verso Occidente rese sempre più difficoltoso evitare il conflitto aperto. Esplose così la grande guerra Sioux del 1876, oltre ad altri episodici scontri con altri gruppi.
La presidenza Grant è stata lungamente denunciata dagli storici come quella funestata dalla più ampia corruzione dell'intera storia degli Stati Uniti; la sua reputazione nella classifica storica dei presidenti degli Stati Uniti d'America migliorò gradualmente solo negli ultimi decenni, tenendo conto delle nette prese di posizione e delle leggi adottate a favore dei diritti civili degli afroamericani e delle riforme della funzione pubblica.

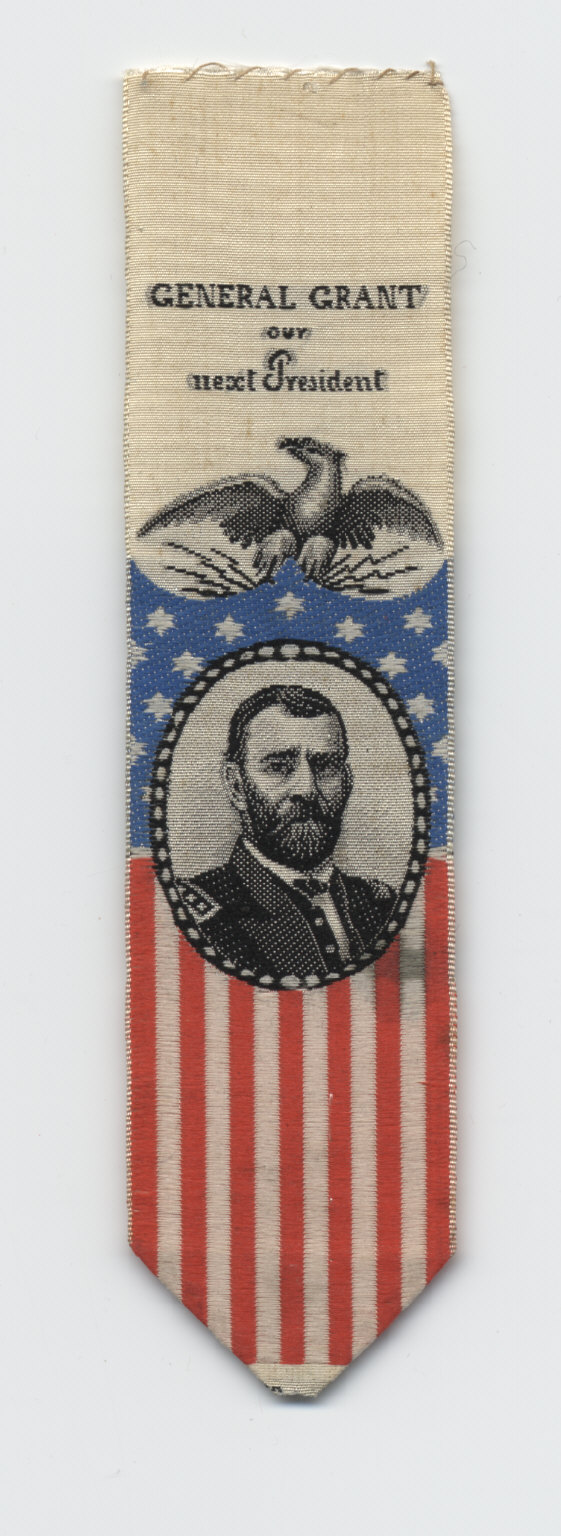
Nastro della campagna elettorale Repubblicana

## Elezioni presidenziali del 1868
Grant non ebbe rivali alla nomination repubblicana, ottenendo la candidatura unanime alla prima votazione della Convention, tenutasi a Chicago il 20 e il 21 maggio 1868. Gli fu affiancato il presidente della Camera Schuyler Colfax. Il programma elettorale sosteneva il diritto di voto per gli afroamericani negli Stati Uniti meridionali come parte del passaggio alla piena cittadinanza degli ex schiavi. Accettava invece che gli Stati settentrionali decidessero autonomamente in proposito. Si opponeva all'uso dei greenbacks (le obbligazioni di guerra) per finanziare il debito pubblico nazionale, incoraggiava l'immigrazione, chiedeva pieni diritti ai cittadini naturalizzati ed era a favore di una ricostruzione "radicale", in contrapposizione alla politica più conciliante della precedente presidenza di Andrew Johnson. Nella sua lettera di accettazione, Grant scrisse "Let us have peace" (Diamoci la pace). Lo storico Brooks Simpson dice che queste quattro semplici parole espressero i desideri più profondi di molti statunitensi.
Nel 1868 erano due le principali questioni che dividevano il paese; la prima era la continuazione della Ricostruzione nel Sud. I Democratici sostenevano che agli ex militari confederati dovesse essere consentito presentarsi come candidati alle elezioni; i Repubblicani si preparavano invece ad approvare il XV emendamento che avrebbe consentito agli ex schiavi di votare. L'altra questione riguardava la riscossione delle obbligazioni di guerra con oro oppure con i titoli noti come greenbacks. I Democratici proponevano un riscatto con 100 milioni di dollari in carta e il resto con oro; i greenbacks erano considerati come "soldi a buon mercato" e avrebbero provocato inflazione. I Repubblicani volevano un rimborso esclusivamente in oro, una posizione assai attraente per gli investitori e i banchieri.

I risultati elettorali: le vittorie di Grant sono quelle segnate in rosso.

I Democratici non considerarono come possibile candidato il presidente uscente Andrew Johnson, che a causa del suo continuo scontro con il Congresso si era politicamente danneggiato in maniera grave, nominarono invece Horatio Seymour e gli affiancarono il generale Frank P. Blair Jr.. Seymour, un facoltoso conservatore di primo piano, venne attaccato dai Repubblicani per l'estrema accondiscendenza dimostrata durante tutta la guerra di secessione oltre che per aver appoggiato i Democratici favorevoli alla pace, i cosiddetti copperheads. La campagna elettorale si combatté senza esclusione di colpi bassi; i Repubblicani agitarono la "camicia insanguinata" accusando di tradimento i cosiddetti "democratici della pace".
Come era uso a quel tempo, nessuno dei due candidati si impegnò di persona nella campagna elettorale, sebbene Grant avesse pubblicato un messaggio di scuse pubbliche agli elettori ebrei americani per il suo ordine esecutivo nº 11 del 1862, che aveva vietato la presenza dei commercianti ebrei nella zona sotto il suo controllo durante la guerra civile, a causa di presunti accaparramenti, mercato nero e contrabbando (vedi i particolari in storia degli ebrei negli Stati Uniti d'America).
Grant ottenne una vittoria travolgente nel collegio elettorale conseguendo 214 grandi elettori contro 80, con il 52,7% di maggioranza nel voto popolare. Il suo scarto venne rafforzato anche dal fatto che sei Stati del profondo Sud erano sotto il diretto controllo dei Repubblicani, che limitavano il diritto di voto agli ex confederati.
Partiti politici: 
  Repubblicano
| Presidente                     |         | Ulysses S. Grant         | 1869 - 1877 |  |  |
| Vicepresidente                 |         | Schuyler Colfax          | 1869 - 1873 |  |  |
| Vicepresidente                 |         | Henry Wilson             | 1873 - 1875 |  |  |
| Vicepresidente                 | Vacante |                          | 1875 - 1877 |  |  |
|                                |         |                          |             |  |  |
| Segretario di Stato            |         | Elihu Benjamin Washburne | 1869        |  |  |
| Segretario di Stato            |         | Hamilton Fish            | 1869 - 1877 |  |  |
| Segretario al tesoro           |         | George Sewall Boutwell   | 1869 - 1873 |  |  |
| Segretario al tesoro           |         | William Adams Richardson | 1873 - 1874 |  |  |
| Segretario al tesoro           |         | Benjamin Helm Bristow    | 1874 - 1876 |  |  |
| Segretario al tesoro           |         | Lot M. Morrill           | 1876 - 1877 |  |  |
| Segretario alla Guerra         |         | John Schofield           | 1869        |  |  |
| Segretario alla Guerra         |         | John Aaron Rawlins       | 1869        |  |  |
| Segretario alla Guerra         |         | William Worth Belknap    | 1869 - 1876 |  |  |
| Segretario alla Guerra         |         | Alphonso Taft            | 1876        |  |  |
| Segretario alla Guerra         |         | James Donald Cameron     | 1876 - 1877 |  |  |
| Procuratore generale           |         | Ebenezer Rockwood Hoar   | 1869 - 1870 |  |  |
| Procuratore generale           |         | Amos Tappan Akerman      | 1870 - 1871 |  |  |
| Procuratore generale           |         | George Henry Williams    | 1871 - 1875 |  |  |
| Procuratore generale           |         | Edwards Pierrepont       | 1875 - 1876 |  |  |
| Procuratore generale           |         | Alphonso Taft            | 1876 - 1877 |  |  |
| Direttore generale delle poste |         | John Creswell            | 1869 - 1874 |  |  |
| Direttore generale delle poste |         | James William Marshall   | 1874        |  |  |
| Direttore generale delle poste |         | Marshall Jewell          | 1874 - 1876 |  |  |
| Direttore generale delle poste |         | James Noble Tyner        | 1876 - 1877 |  |  |
| Segretario alla Marina         |         | Adolph Edward Borie      | 1869        |  |  |
| Segretario alla Marina         |         | George Maxwell Robeson   | 1869 - 1877 |  |  |
| Segretario agli Interni        |         | Jacob D. Cox             | 1869 - 1870 |  |  |
| Segretario agli Interni        |         | Columbus Delano          | 1870 - 1875 |  |  |
| Segretario agli Interni        |         | Zachariah Chandler       | 1875 - 1877 |  |  |

## Amministrazione
Gli avvenimenti salienti della presidenza Grant furono:
1869
- prosecuzione dell'Era della Ricostruzione avviata nel 1865;
- inizio della Gilded Age;
- tentativo di annessione della Repubblica Dominicana;
- fondazione del American Museum of Natural History;
- fondazione dell'Università Purdue;
- fondazione della "National Woman Suffrage Association" ad opera delle suffragette Susan B. Anthony e Elizabeth Cady Stanton;
- invenzione della celluloide da parte di John Wesley Hyatt;
- concessione del suffragio femminile da parte del territorio dello Wyoming;
- morte dell'ex presidente Franklin Pierce;
- morte dell'ex ministro Edwin McMasters Stanton;
- prima gara di football americano tra la College of New Jersey Tigers football 1869 e la Rutgers Queensmen football 1869;

1870
- inizio dei lavori per la costruzione del ponte di Brooklyn;
- acquisizione della Standard Oil da parte di John Davison Rockefeller;
- riammissione della Virginia nell'Unione;
- ratifica del XV emendamento;
- legge sulla naturalizzazione;
- concessione del suffragio femminile da parte del territorio dello Utah;
- primo afroamericano eletto al Senato (Hiram Rhodes Revels);
- apertura del Beach Pneumatic Transit sotto Broadway, primo tratto di quella che sarebbe divenuta la metropolitana di New York;
- fondazione dell'Università statale dell'Ohio;
- fondazione dell'Università di Syracuse;
- riammissione del Texas nell'Unione;
- primo afroamericano a votare dopo la ratifica del XV emendamento (Thomas Mundy Peterson);
- creazione del dipartimento di Giustizia;
- dichiarazione del Natale cristiano come festa federale;
- riammissione della Georgia nell'Unione;
- prima donna eletta, Louisa Ann Swain a Laramie;
- morte del contrammiraglio David G. Farragut;
- morte del generale Robert Edward Lee;

1871
- firma della legge sui diritti civili, espressamente pensata per combattere il Ku Klux Klan;
- firma del trattato di Washington con l'impero britannico;
- esplosione dello Staten Island Ferry, che provocò 75 morti e 135 feriti;
- spedizione Polaris;
- grande incendio di Chicago;
- fondazione della National Rifle Association of America;

1872
- arresto del capo della Chiesa di Gesù Cristo dei santi degli ultimi giorni Brigham Young con l'accusa di poligamia;
- morte di Samuel Morse, inventore dell'alfabeto Morse;
- apertura del Metropolitan Museum of Art;
- istituzione del parco nazionale di Yellowstone;
- firma della Amnesty Act;
- Giubileo della Pace e Festival Internazionale della Musica;
- prima donna candidata alla Presidenza, (Victoria Woodhull);
- fondazione della Virginia Polytechnic Institute and State University;
- fondazione della Morgan State University;
- morte dell'ex ministro William H. Seward;
- rielezione di Ulysses S. Grant alle elezioni presidenziali;
- misterioso rinvenimento della Mary Celeste;
- inizio della guerra modoc;
- morte del candidato presidenziale Horace Greeley;
- primo afroamericano eletto governatore statale (Pinckney Benton Stewart Pinchback in Louisiana);

1873
- produzione e vendita della prima macchina per scrivere da parte della "E. Remington and Sons";
- morte del presidente della Corte Suprema Salmon Portland Chase
- brevetto del tessuto denim da parte di Levi Strauss e Jacob Davis, che produssero i primi blue jeans, messi in vendita a 13,50 dollari;
- esplosione del panico del 1873, che diede il via a una grande depressione;
- istituzione della "Woman's Christian Temperance Union";
- completamento di Central Park così come lo vediamo ai giorni nostri;

1874
- integrazione del quartiere The Bronx nella città di New York;
- morte dell'ex presidente Millard Fillmore;
- massacro di Colfax;
- prima comparsa sulle macchine per scrivere dello schema QWERTY;
- arresto del capo indiano Orso Bianco;

1875
- promulgazione della legge sui diritti civili del 1875;
- morte dell'ex candidato sudista alle elezioni presidenziali del 1860 John C. Breckinridge;
- esplosione dello scandalo Whisky Ring;
- fondazione della Brigham Young University;
- morte dell'ex presidente Andrew Johnson;
- fondazione della "Società teosofica" da parte di Helena Blavatsky;
- morte del vicepresidente Henry Wilson;

1876
- fondazione dell'Università Johns Hopkins;
- brevetto del telefono da parte di Alexander Graham Bell;
- apertura dell'esposizione di Filadelfia);
- attraversamento dell'intero paese da parte della prima ferrovia transcontinentale (New York-San Francisco in 83 ore e 39 minuti);
- pubblicazione de Le avventure di Tom Sawyer, scritto da Mark Twain;
- scoppio della grande guerra Sioux del 1876;
- battaglia del Little Bighorn, che vide l'uccisione dell'intero 7º Reggimento di cavalleria guidato da George Armstrong Custer;
- battaglia del Rosebud;
- ammissione del Colorado nell'Unione;
- inaugurazione della tratta ferroviaria monorotaia Centennial Monorail;
- brevetto del ciclostile da parte di Thomas Edison;
- fondazione della Texas A&M University;
- forti contestazioni seguite ai risultati incerti delle elezioni presidenziali del 1876;

1877
- stipula del "compromesso del 1877", che consentì la ratifica dell'elezione del repubblicano Rutherford Hayes in cambio della fine della Ricostruzione al Sud.

Grant adottò un approccio molto poco ortodosso nella definizione delle politiche del suo governo, non ebbe quasi nessuna consultazione con il Senato e mantenne le sue decisioni segrete fino al momento di presentarle per ottenerne la conferma esecutiva; evitò volutamente di avere nel governo i leader del Partito, nel dichiarato intento di ricreare l'armonia nazionale.

### Gabinetto ministeriale e prime sostituzioni
Nominò come segretario di Stato Elihu Washburne, che però fu in carica solamente per dodici giorni prima di rassegnare le dimissioni per motivi di salute. Durante il breve periodo in cui Grant fu segretario di Stato, Washburne era un diplomatico, per cui lo inviò come ambasciatore presso il secondo Impero francese. Al suo posto nominò quindi il brillante newyorkese Hamilton Fish, che sarebbe divenuto di lì a poco uno dei ministri più influenti e di successo; la relazione di Fish col presidente nasceva dalla forte amicizia delle loro mogli.
Al Tesoro scelse inizialmente l'uomo d'affari newyorkese Alexander Turney Stewart il quale fu dapprima confermato dal Senato, ma venne immediatamente dopo scartato in quanto una legge del 1789 impediva l'accesso alla carica agli imprenditori nel campo del commercio. I senatori Charles Sumner e Roscoe Conkling, leader dei Repubblicani al Congresso, si rifiutarono di modificare la legge; come sostituto Grant nominò allora il radicale George Boutwell.
Per la Guerra Grant inizialmente mantenne in carica Schofield, segretario alla Guerra durante la presidenza di Andrew Johnson,, ma poi nominò uno dei suoi primi ufficiali, John Rawlins, che morì tuttavia di tubercolosi pochi mesi dopo; il suo posto fu preso da William Belknap dietro raccomandazione di William Tecumseh Sherman. Adolph Borie, trovando la carica di segretario della Marina troppo complessa per le sue forze, si dimise dopo pochi mesi; lo sostituì un avvocato relativamente sconosciuto del New Jersey, George Robeson. Le altre nomine, di Jacob Cox all'Interno, John Creswell alle Poste e Ebenezer Hoar come procuratore generale, vennero tutte accolte senza alcuna controversia. Boutwell, tuttavia, creò uno squilibrio geografico in quanto sia lui che Hoar erano del Massachusetts; per riequilibrare la compagine governativa Grant obbligò Hoar a dimettersi nel novembre del 1870; il suo posto fu preso dal georgiano Amos Akerman.
In totale il presidente sostituì quattro membri del suo governo durante il primo anno in carica.

### Operato riformista e avvicendamenti
Il governo di Grant vide sia audaci tentativi riformatori sia una pratica di favoritismi, clientelismo e corruzione. Alcuni componenti importanti del governo furono persone riformiste di eccezionale abilità e diedero molti contributi positivi all'amministrazione; questi resistettero alle richieste dei Repubblicani di selezionare i funzionari pubblici tra i membri del partito, optando al contrario per l'efficienza e le capacità personali. Fish, dopo essere stato confermato il 17 marzo, si recò immediatamente a lavorare e raccolse, classificò, indicizzò e legò settecento volumi di corrispondenza. Istituì un nuovo sistema di indicizzazione che ha semplificato il recupero delle informazioni da parte degli impiegati. Fish inoltre creò una regola per cui i candidati consoli dovessero prima superare un esame scritto ufficiale; in precedenza le nomine erano compiute esclusivamente basandosi sulle raccomandazioni dei congressisti. Ciò migliorò il livello del servizio e quando alcuni esponenti del Congresso ebbero qualcosa da obiettare, poté mostrare loro che il loro raccomandato non aveva superato la prova scritta. Secondo lo storico e biografo di Fish, Amos Elwood Corning, ancora nel 1919 Fish era conosciuto per essere "un gentiluomo di grande esperienza, in cui le capacità dell'organizzatore erano felicemente unite con un giudizio ben equilibrato e un'ampia cultura".
Un altro riformista fu il segretario del Tesoro G. Boutwell, confermato dal Senato il 12 marzo. Si dedicò a riorganizzare e a ristrutturare il suo dipartimento. Istituì un sistema di sorveglianza della stampa delle banconote per garantire che non venissero rubate dai dipendenti.. Egli riuscì a persuadere il presidente a rimuovere il capo del servizio delle entrate statali Alfred Pleasonton per aver compiuto un errore riguardo a un rimborso fiscale da 60.000 dollari. Insieme ad Akerman, fu il membro più forte del governo Grant a difendere la giustizia razziale per gli afroamericani.

Emblema del Ku Klux Klan - una croce bianca all'interno di un cerchio con la "goccia di sangue" al centro; inscritta talvolta in un quadrato girato di 45°.

Durante la permanenza in carica di Akerman, furono intentate migliaia di cause contro appartenenti al Ku Klux Klan, in applicazione della legge sui diritti civili del 1866, la legge sulla naturalizzazione del 1870 e la Enforcement Act del 1870. Nato a Portsmouth (New Hampshire) egli si trasferì nella Georgia dopo aver terminato gli studi e qui possedette degli schiavi; combatté per gli Stati Confederati d'America e divenne uno scalawag durante l'Era della Ricostruzione, prendendo posizione a favore dei diritti civili degli afroamericani. Diventando procuratore generale fu il primo ex confederato a raggiungere una carica governativa.
Akerman non ebbe alcun timore del Klan e si impegnò a proteggere la vita e i diritti civili dei neri minacciati dal linciaggio. Per rafforzarne le capacità investigative, Grant inviò agenti del servizio segreto dal dipartimento di Giustizia per infiltrarsi nel Klan e raccogliere prove per l'accusa. Le indagini rivelarono che molti bianchi americani partecipavano alle attività terroriste. Nel 1870 Grant mandò le truppe federali in nove contee della Carolina del Sud per stroncare le attività violente del Klan, protetto dai politici locali. Il presidente incoraggiò Akerman, che in collaborazione con il suo alto funzionario Benjamin Bristow, nativo del Kentucky, perseguì migliaia di membri del Klan riportando due anni di relativa quiete nella turbolenta era della Ricostruzione.
Bristow divenne segretario al Tesoro nel giugno 1874. Intraprese subito un'azione energica contro la corruzione nel dipartimento; scoprì che il Tesoro non riceveva l'intero importo delle entrate fiscali dai distillatori e produttori di whisky di diverse città occidentali, in particolare Saint Louis (Missouri). Nel 1874 rivelò che il governo era stato truffato di 1,2 milioni di dollari. Il 13 maggio 1875, armato di informazioni sufficienti, Bristow colpì duramente l'associazione per delinquere, fece sequestrare gli impianti di distillazione e arrestare centinaia di persone; il "giro del whisky" (whiskey ring) cessò di esistere. Anche se non era un amico stretto del presidente, Bristow desiderò sinceramente di salvare la reputazione di Grant da uno scandalo. In totale, alla fine delle procedure contro il whiskey ring, nel 1876, si contavano 238 processati, 110 condannati e tre milioni di dollari in entrate fiscali restituite al dipartimento del Tesoro.
Nel 1875 Grant aveva affiancato Bristow con Edwards Pierrepont, un laureato dell'Università Yale, come procuratore generale. I due rapidamente assursero alla celebrità grazie alla loro azione contro il whiskey ring. Pierrepont faceva parte del gruppo riformista conosciuto come "Comitato dei settanta" che era riuscito a porre termine alla rete di corruzione e di riciclaggio di denaro intorno all'organizzazione detta Tammany Hall, guidata da William M. Tweed. 
La reputazione di Grant ne uscì in questo caso notevolmente rafforzata, Pierrepont però mostrò una certa indifferenza nel 1875 sulla situazione dei liberti, evitando l'intervento federale quando i razzisti bianchi terrorizzarono i cittadini afroamericani del Mississippi per falsare le elezioni a favore dei Democratici.

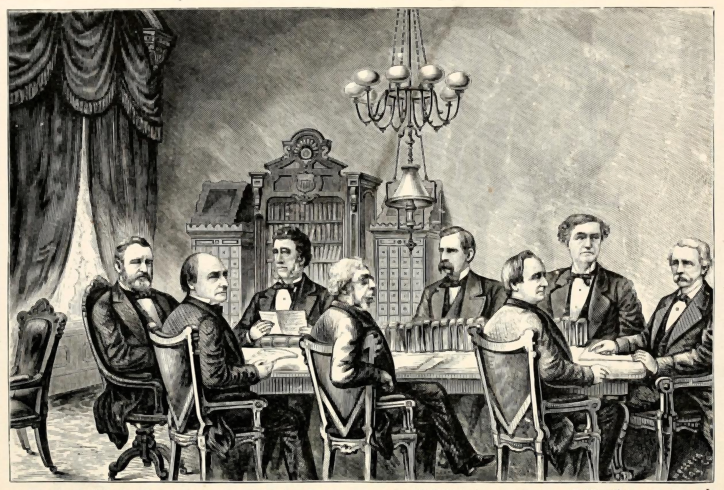
Ritratto del governo Grant nel 1876

Ogni sostituzione effettuata dal presidente comportò qualche costo politico. Quando il presidente dovette trovare un sostituto per il segretario della Guerra dopo che Belknap improvvisamente si dimise nel 1876 a seguito di uno scandalo, si rivolse al suo buon amico Alphonso Taft di Cincinnati. Questi si rivelò abile nel suo incarico, riducendo le spese e cambiando le procedure interne, messe a dura prova dallo scandalo Belknap. Grant lo spostò poi alla carica di procuratore generale, più adatta a Taft, un saggio studioso e giurista formatosi a Yale. Durante le controverse elezioni presidenziali del 1876 tra Rutherford Hayes e Samuel Tilden, Taft e il membro della Camera James Proctor Knott si incontrarono molte volte per deciderne l'esito. Il risultato dei negoziati fu l'istituzione di una commissione elettorale, approvata dal Congresso e sottoscritta dal presidente il 29 gennaio 1877. Essa era costituita da 15 membri di entrambi gli schieramenti e il suo ruolo era appositamente eleggere il prossimo presidente. La Hayes vinse con un solo voto di scarto all'interno della commissione, appena due giorni prima dell'insediamento presidenziale del 4 marzo. Alphonso Taft era il padre del futuro presidente William Howard Taft.
Nel 1875 il dipartimento degli Interni si trovava in gravi difficoltà a causa della corruzione e della manifesta incompetenza. Il risultato fu che il segretario degli interni Columbus Delano, dopo che si accertò che ebbe intascato tangenti per procurare indebiti contratti, si trovò costretto a dimettersi il 15 ottobre 1875. Il 19 ottobre, in un tentativo di riforma del dipartimento, Grant nominò Zachariah Chandler, confermato dal Senato a dicembre. Egli si mise immediatamente al lavoro sulla riforma del dipartimento, destituendo tutti i più importanti impiegati dell'ufficio brevetti e marchi; aveva scoperto che impiegati truffaldini incassavano compensi senza eseguire i servizi corrispondenti. Per ordine del presidente licenziò tutti gli agenti corrotti presso il Bureau of Indian Affairs. Proibì inoltre la pratica sfruttatrice degli "avvocati indiani", pagati otto dollari al giorno, più le spese, dalle tribù di nativi in cambio di una finta tutela a Washington.
Il direttore delle poste John A. J. Creswell si rivelò essere uno degli organizzatori più abili mai arrivati a quella carica. Tagliò i costi aumentando notevolmente il numero dei percorsi postali, gli impiegati e i corrieri, e lavorò in sinergia con Fish per rivedere i trattati postali. Essendo un agguerrito radicale, utilizzò il vasto potere di nomine delle poste per sostenere la coalizione di Grant. Chiese l'abolizione totale dell'esenzione dall'affrancatura poiché questo riduceva le entrate del 5%; fino ad allora aveva permesso ai membri del Congresso di inviare posta a spese del governo.

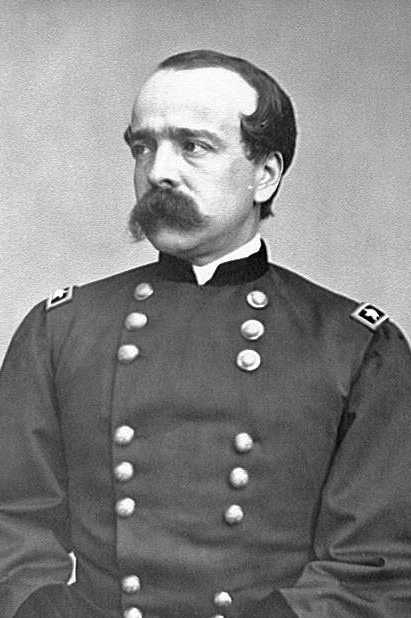
Il maggiore generale Daniel Adams Butterfield

### Scandali ministeriali e nuovi incarichi
L'amministrazione Grant fu quella con il maggior numero di alti incaricati coinvolti in scandali o attività criminose dell'intera storia repubblicana.
- Daniel Adams Butterfield, assistente al segretariato del Tesoro: scandalo Fisk-Gould e "Venerdì nero" del 24 settembre 1869, costretto alle dimissioni dal presidente.
- William Adams Richardson, segretario al tesoro: incidente dei contratti Sanborn del 1874, rimosso dalla carica e nominato giudice federale.
- George Henry Williams, procuratore generale: caso Pratt & Boyd del 1875, dimesso.
- Columbus Delano, segretario agli Interni: falsi rappresentanti del 1875, dimesso.
- Orville Elias Babcock, segretario particolare di Grant: Venerdì Nero del 1869; whiskey ring del 1875. Assolto a Saint Louis nel "processo sul whisky" dalla giuria grazie alla testimonianza difensiva del presidente a suo favore.
- John McDonald, supervisore delle entrate municipali di Saint Louis: whiskey ring del 1875. Indagato e condannato, fu incarcerato quando dichiarò che Grant era coinvolto nell'affare del whiskey, ma senza poter fornire alcuna prova a carico.

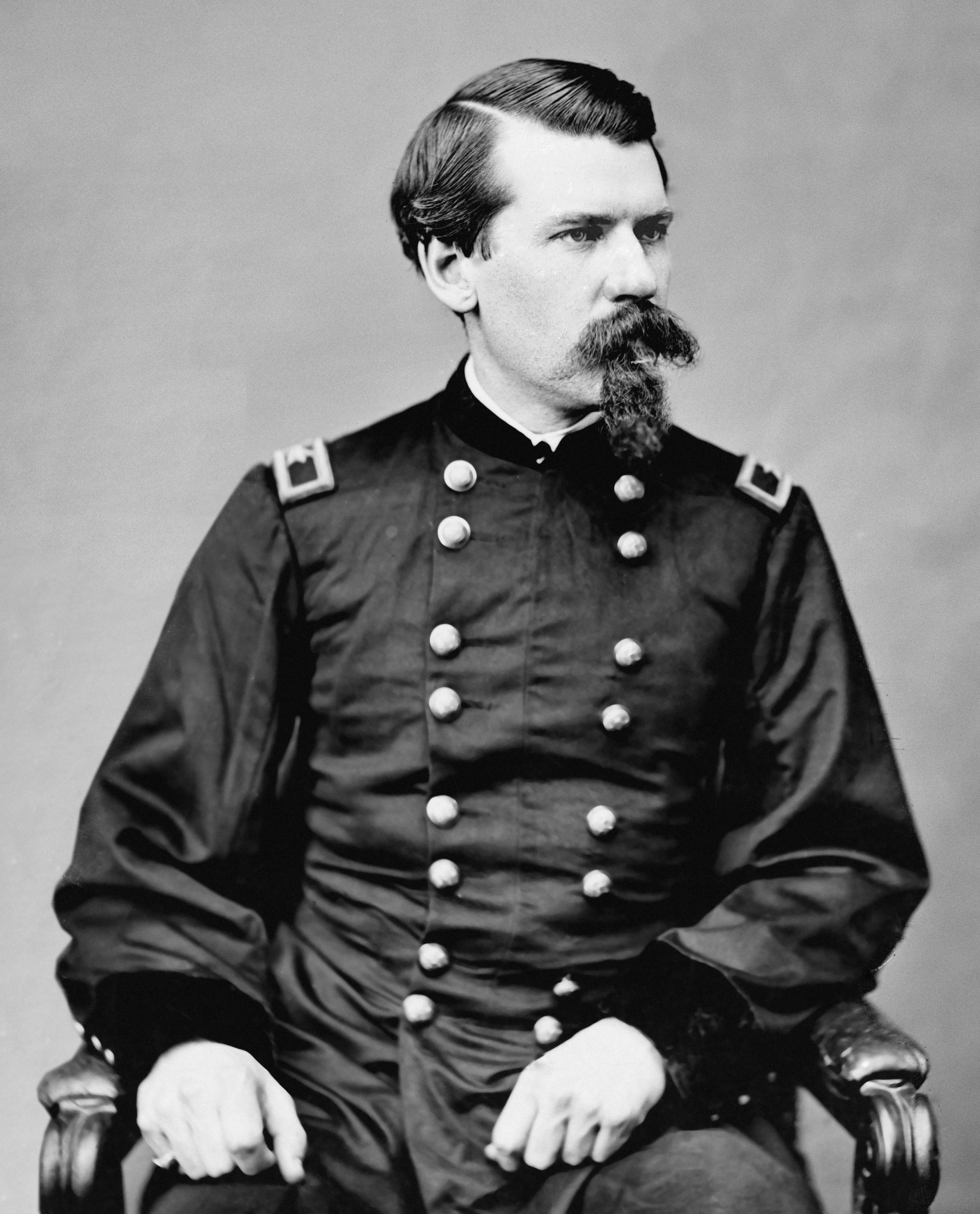
Il generale Horace Porter.

- Horace Porter, consigliere personale: whiskey ring del 1875.
- William Worth Belknap, segretario alla Guerra: scandalo "Trading Post" del 1876. Dimesso, condannato dalla Camera fu assolto dal Senato; le accuse contro di lui furono archiviate dal giudice su espressa richiesta del presidente e del procuratore generale Alphonso Taft.
- George Maxwell Robeson, segretario alla Marina: scandalo dei reparti navali del 1876. Il presidente lo difese apertamente nel suo discorso sullo stato dell'Unione. Grant credeva che Robeson avesse ammodernato molto la United States Navy durante il suo lungo mandato.

### Nomine giuridiche
Durante la sua presidenza Grant nominò quattro giudici alla Corte suprema; quando era entrato in carica essa era composta da otto membri. Il Congresso aveva promulgato nel 1866 la legge detta Judicial Circuits Act che prevedeva l'eliminazione di un posto ogni volta che un giudice si fosse ritirato, per impedire alla presidenza di Andrew Johnson di nominare dei sostituti; nell'aprile 1869 approvò però una legge che fissò le dimensioni della Corte Suprema a nove membri. Grant ebbe quindi l'opportunità di riempire due posti vacanti, i suoi candidati iniziali furono Ebenezer Rockwood Hoar, scelto il 14 dicembre ma respinto dal Senato (con un voto di 24 contro 33) il 3 febbraio 1870, e Edwin McMasters Stanton, scelto il 20 dicembre, confermato dal Senato il giorno stesso (con un voto di 46 contro 11), ma morto prima di poter entrare in carica.
In seguito presentò altri due candidati: William Strong, scelto il 7 febbraio 1870 e confermato dal Senato il 18 successivo, e Joseph Philo Bradley, scelto il 7 febbraio e confermato dal Senato (con un voto di 46 contro 9) il 21 di marzo.
Entrambi erano avvocati di compagnie ferroviarie e la loro nomina suscitò accuse contro Grant, insinuando l'ipotesi che intendesse far ribaltare la sentenza del caso Hepburn contro Griswold, decisa lo stesso giorno in cui furono nominati. Quella sentenza, sgradita agli imprenditori, riteneva che il debito federale sostenuto prima del 1862 dovesse essere pagato in oro e non in banconote. Tuttavia sia Strong che Bradley furono confermati e l'anno seguente la sentenza fu effettivamente rovesciata.
Grant ebbe modo di nominare altri due giudici durante il suo secondo mandato. Per il primo nominò Ward Hunt, scelto il 3 dicembre 1872 e confermato dal Senato l'11 successivo. Nel maggio del 1873, il presidente della Corte suprema Salmon Portland Chase morì improvvisamente. Il presidente inizialmente provò ad offrire l'incarico al senatore Roscoe Conkling, che però rifiutò, così come fece anche il senatore Timothy Otis Howe. Grant compì tre tentativi di assegnare il posto vacante. Il primo fu con George Henry Williams, scelto il 1º dicembre 1873, ritirato l'8 gennaio 1874; il Senato aveva un'opinione negativa dell'operato di Williams presso il dipartimento di Giustizia e si rifiutò di convalidare la nomina. Il secondo fu con Caleb Cushing, scelto il 9 gennaio 1874 e ritirato il 13 gennaio 1874; Cushing era un avvocato eminente e rispettato nel suo campo, ma le indiscrezioni sulla sua corrispondenza di guerra con Jefferson Davis ne condannò definitivamente la candidatura.

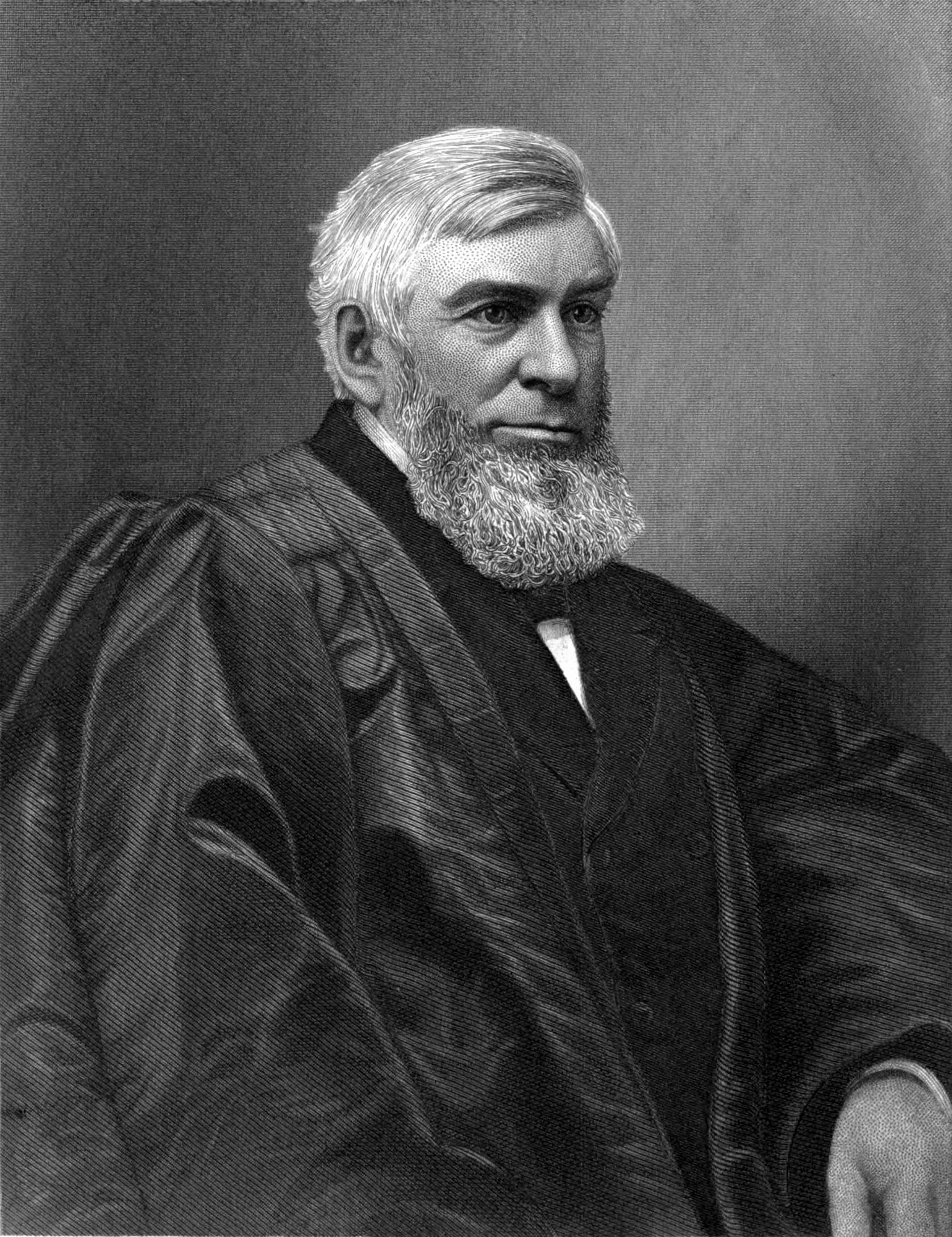
Morrison Remick Waite, Presidente della Corte Suprema eletto da Grant.

L'ultimo tentativo di Grant fu con Morrison Remick Waite, scelto il 19 gennaio 1874 e confermato dal Senato (con un voto di 63 contro 0) il 21 successivo. La candidatura di Waite non trovò opposizione, ma durante la sua presidenza la Corte emise due delle sentenze (Stati Uniti contro Reese e Stati Uniti contro Cruikshank) che sfruttarono al meglio le leggi dell'era della Ricostruzione per la protezione degli afroamericani.
| Nome                  | Seggio     | Stato        | Inizio servizio attivo | Termine servizio attivo |
| Joseph P. Bradley     | 10°        | New Jersey   | 21 marzo 1870          | 22 gennaio 1892         |
| Ward Hunt             | 4°         | New York     | 11 dicembre 1872       | 27 gennaio 1882         |
| William Strong        | 1°         | Pennsylvania | 18 febbraio 1870       | 14 dicembre 1880        |
| Morrison Remick Waite | Presidente | Connecticut  | 21 gennaio 1874        | 23 marzo 1888           |

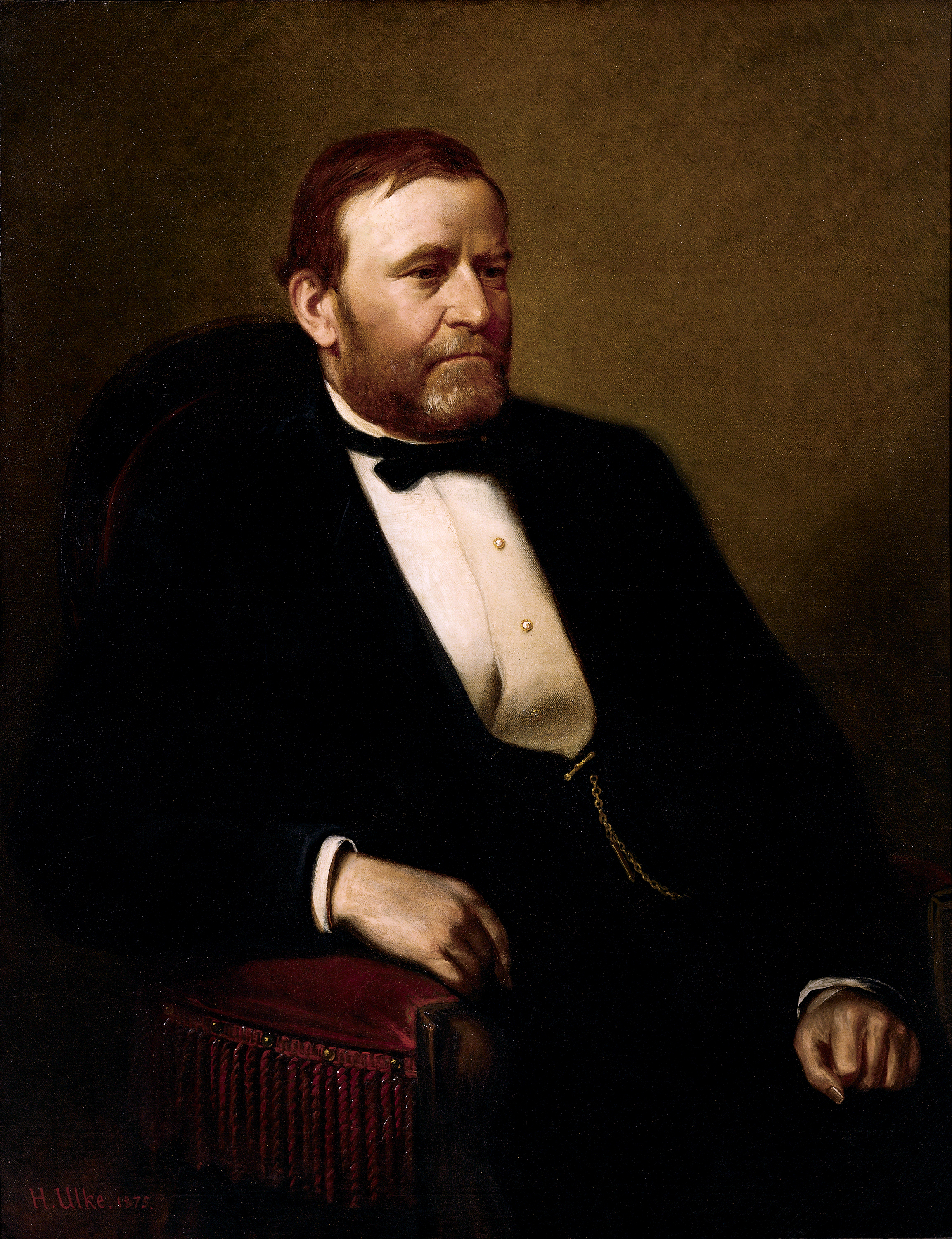
Ritratto ufficiale del presidente

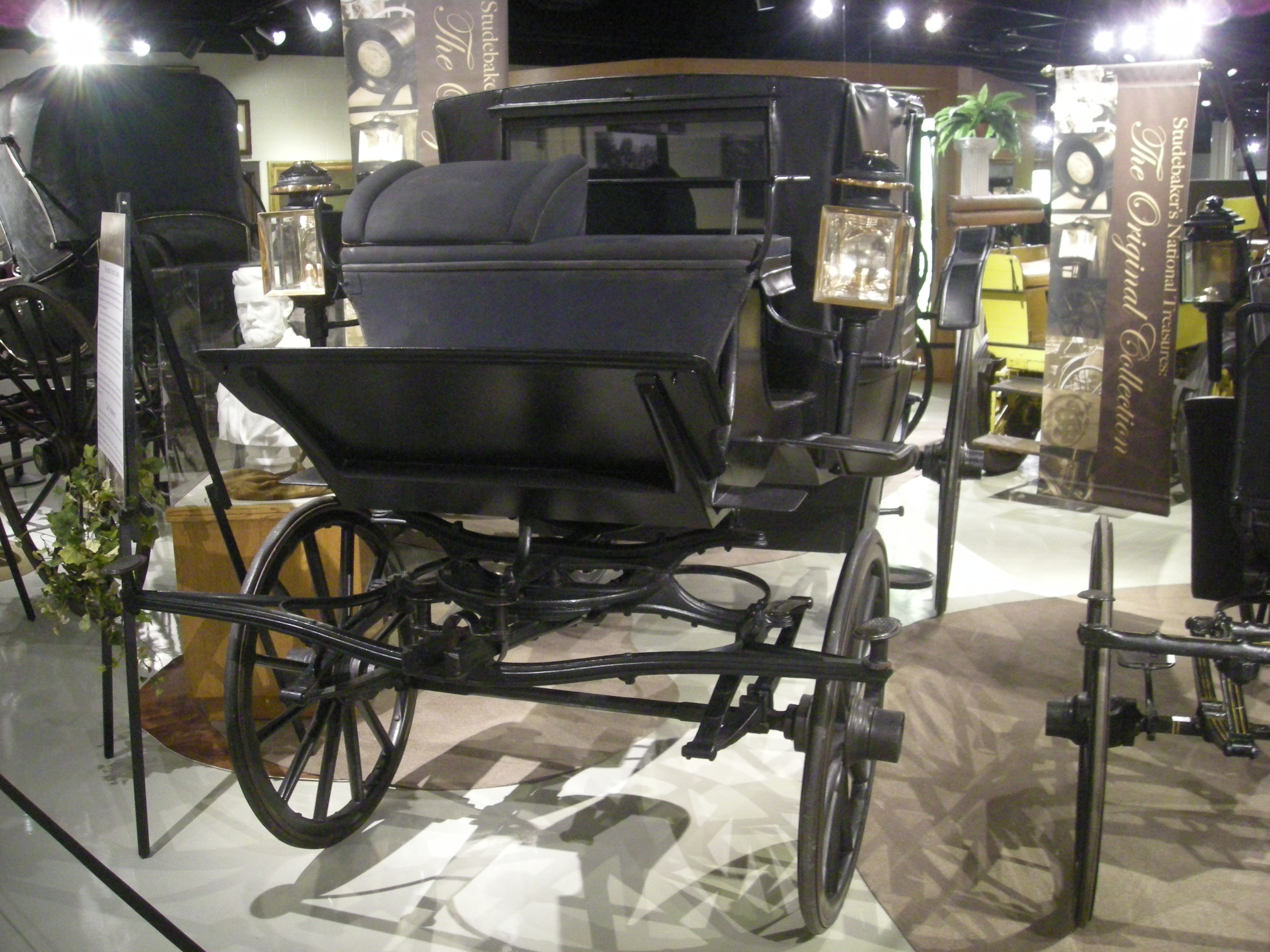
Il landò presidenziale allo Studebaker National Museum

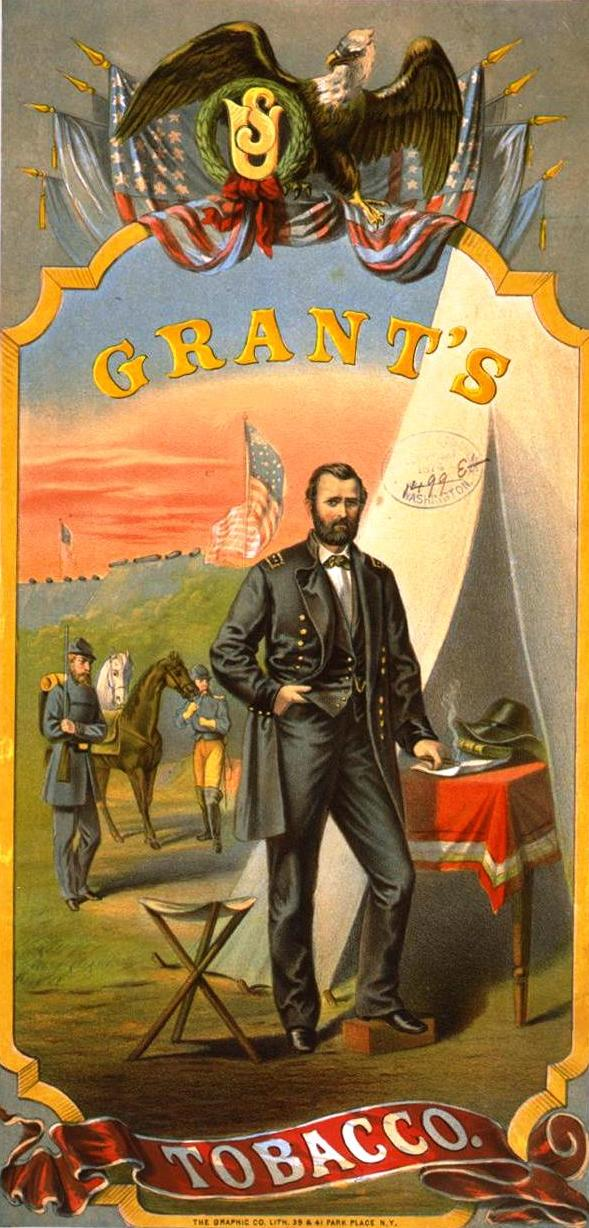
Pubblicità del "tabacco Grant" (1874 circa)

La bandiera degli Stati Uniti d'America a 38 stelle adottata dopo l'ingresso del Colorado nell'Unione nel 1876.

Nominò anche dieci giudici per le Corti federali circoscrizionali:
| Nome                       | Circuito | Inizio servizio attivo | Termine servizio attivo |
| Hugh Lennox Bond           | 4°       | 13 luglio 1870         | 24 ottobre 1893         |
| John Forrest Dillon        | 8°       | 22 dicembre 1869       | 1º settembre 1879       |
| Thomas Drummond            | 7°       | 22 dicembre 1869       | 18 luglio 1884          |
| Halmer Hull Emmons         | 6°       | 17 gennaio 1870        | 14 maggio 1877          |
| Alexander Smith Johnson    | 2°       | 15 dicembre 1875       | 26 gennaio 1878         |
| William McKennan           | 3°       | 22 dicembre 1869       | 3 gennaio 1891          |
| Lorenzo Sawyer             | 9°       | 10 gennaio 1870        | 7 settembre 1891        |
| George Foster Shepley      | 1°       | 22 dicembre 1869       | 20 luglio 1878          |
| Lewis Bartholomew Woodruff | 2°       | 22 dicembre 1869       | 10 settembre 1875       |
| William Burnham Woods      | 5°       | 22 dicembre 1869       | 23 dicembre 1880        |

Nominò infine 32 giudici per le corti distrettuali (di cui uno rigettato) e due per la Corte di cassazione:

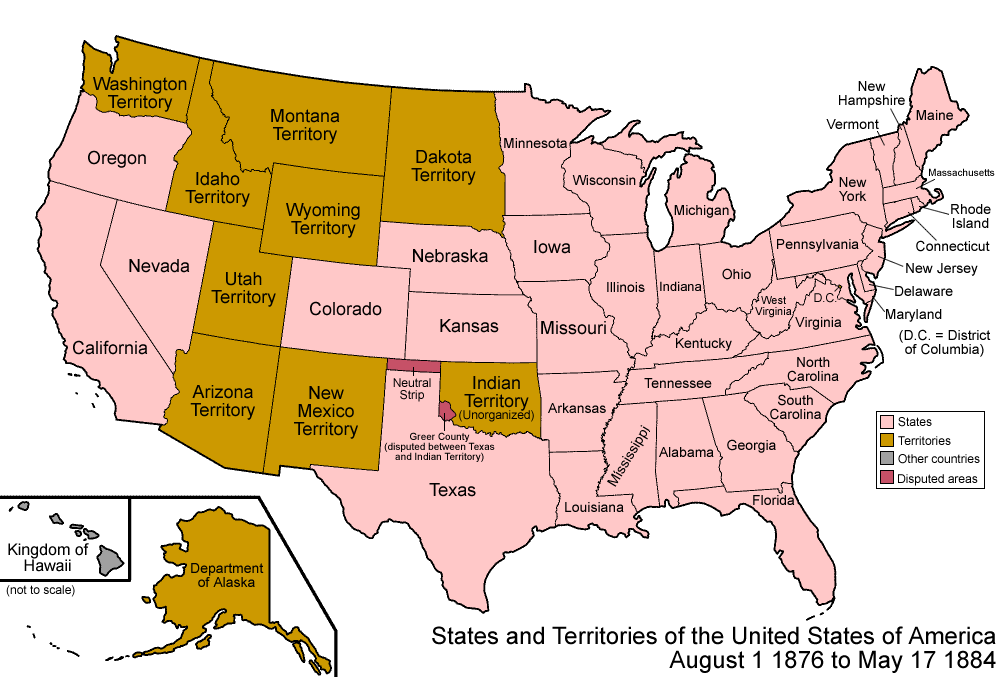
Gli Stati Uniti nel 1876, dopo l'ammissione del Colorado.

| Nome                     | Corte                                                       | Inizio servizio attivo | Termine servizio attivo           |
| Edward Coke Billings     | Louisiana Orientale                                         | 10 febbraio 1876       | 1º dicembre 1893                  |
| Henry Williams Blodgett  | Illinois Settentrionale                                     | 11 gennaio 1870        | 5 dicembre 1892                   |
| Edward Green Bradford    | Delaware                                                    | 12 dicembre 1871       | 16 gennaio 1884                   |
| Henry Billings Brown     | Michigan Orientale                                          | 19 marzo 1875          | 30 dicembre 1890                  |
| John Bruce               | Alabama Meridionale Alabama Settentrionale Alabama Centrale | 27 febbraio 1875       | 1º gennaio 1901 1º ottobre 1901 - |
| Robert Paine Dick        | Carolina del Nord Occidentale                               | 7 giugno 1872          | 6 luglio 1898                     |
| Charles E. Dyer          | Wisconsin Orientale                                         | 10 febbraio 1875       | 18 maggio 1888                    |
| Cassius Gaius Foster     | Kansas                                                      | 10 marzo 1874          | 28 febbraio 1899                  |
| Walter Quintin Gresham   | Indiana                                                     | 1º settembre 1869      | 9 aprile 1883                     |
| Moses Hallett            | Colorado                                                    | 12 gennaio 1877        | 7 aprile 1906                     |
| Edgar Winters Hillyer    | Nevada                                                      | 21 dicembre 1869       | 10 maggio 1882                    |
| James Campbell Hopkins   | Wisconsin Occidentale                                       | 9 luglio 1870          | 3 settembre 1877                  |
| James Henry Howe         | Wisconsin Orientale                                         | 11 dicembre 1873       | 1º gennaio 1875                   |
| Robert William Hughes    | Virginia Orientale                                          | 14 gennaio 1874        | 22 febbraio 1898                  |
| David Campbell Humphreys | Distretto di Columbia                                       | 13 maggio 1870         | 2 luglio 1879                     |
| Winthrop Welles Ketcham  | Pennsylvania Occidentale                                    | 26 giugno 1876         | 6 dicembre 1879                   |
| John Power Knowles       | Rhode Island                                                | 9 ottobre 1869         | 21 marzo 188                      |
| James William Locke      | Florida Meridionale                                         | 1º febbraio 1872       | 4 luglio 1912                     |
| John Wesley Longyear     | Michigan Orientale                                          | 18 febbraio 1870       | 10 marzo 1875                     |
| Arthur MacArthur Sr.     | Distretto di Columbia                                       | 15 luglio 1870         | 1º aprile 1887                    |
| John McKinney            | Florida Meridionale                                         | 8 novembre 1870        | 12 ottobre 1871                   |
| Amos Morrill             | Texas Orientale                                             | 5 febbraio 1872        | 18 ottobre 1883                   |
| John Thompson Nixon      | New Jersey                                                  | 28 aprile 1870         | 28 settembre 1889                 |
| Isaac Charles Parker     | Arkansas Occidentale                                        | 19 marzo 1875          | 17 novembre 1896                  |
| Alexander Rives          | Virginia Occidentale                                        | 6 febbraio 1871        | 1º agosto 1882                    |
| Thomas B. Settle         | Florida Settentrionale                                      | 30 gennaio 1877        | 1º dicembre 1888                  |
| Nathaniel Shipman        | Connecticut                                                 | 16 aprile 1873         | 22 marzo 1892                     |
| William Story            | Arkansas Occidentale                                        | 3 marzo 1871           | 17 giugno 1874                    |
| Philip Bergen Swing      | Ohio Meridionale                                            | 30 marzo 1871          | 31 ottobre 1882                   |
| William James Wallace    | New York Settentrionale                                     | 7 aprile 1874          | 25 aprile 1882                    |
| Martin Welker            | Ohio Settentrionale                                         | 25 novembre 1873       | 1º giugno 1889                    |
| Joel C. C. Winch         | Texas Orientale                                             | 11 ottobre 1870        | 3 marzo 1871                      |

| Nome                     | Inizio servizio attivo | Termine servizio attivo |
| ------------------------ | ---------------------- | ----------------------- |
| Charles Daniel Drake     | 1870                   | 1885                    |
| William Adams Richardson | 1874                   | 1896                    |

### Nuove agenzie federali
- 1870: dipartimento di Giustizia degli Stati Uniti d'America.
- 1870: ufficio dell'avvocatura generale (solicitor general).
- 1870: ufficio meteorologico dell'esercito (Army Weather Bureau), divenuto poi il servizio nazionale di meteorologia (National Weather Service).
- 1871: Commissione sulla funzione pubblica (United States Civil Service Commission), incaricata di selezionare i funzionari pubblici tramite concorsi ed esami. Gli stanziamenti congressuali giunsero a scadenza nel 1873, ma la Commissione continuò a funzionare. La legge detta Pendleton Civil Service Reform Act rinnovò gli stanziamenti nel 1883 e rafforzò il potere federale e la portata della Commissione. Amos T. Akerman stabilì che la commissione era costituzionalmente legittima, in quanto il suo scopo era di aumentare l'efficacia del governo alzando il livello dei funzionari[48]. Stabilì invece che la commissione non aveva il potere costituzionale per bloccare o impedire le nomine[48].
- 1871: ufficio del chirurgo generale degli Stati Uniti.

### Veti
Grant pose il veto su leggi del Congresso più di qualsiasi predecessore, con 93 veti tra il 41º e il 44º Congresso; 45 furono veti regolari, mentre 48 furono "veto taciti" (pocket veto). Quattro suoi veto furono annullati in parte o del tutto dal Congresso.

### Nuovi Stati ammessi nell'Unione
- Colorado - entrò a far parte degli Stati Uniti d'America a partire dal 1º agosto 1876.

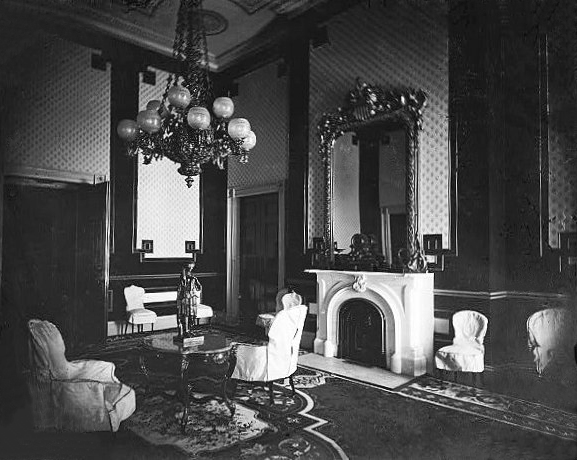
Interno della Casa Bianca (Old Green Room) facente funzioni di studio presidenziale (anni 1870).

## Primo mandato

### Modifiche al Tenure of Office Act
Nel marzo 1869 il presidente rese noto che desiderava abrogare la legge detta Tenure of Office Act affermando che "era un passo avanti verso una rivoluzione all'interno del nostro sistema liberale". Promulgata due anni prima, era stata voluta dai Repubblicani radicali nell'intento di limitare il presidente Andrew Johnson nelle nomine politiche; la legge, assai controversa, fu invocata durante il procedimento d'impeachment contro Johnson nel 1868. Il 5 marzo 1869 fu presentato un disegno di legge di abrogazione, ma il senatore radicale Charles Sumner vi si oppose, non essendo disposto a dare a Grant mano libera sulle nomine. Per rafforzare la sua posizione, il presidente si rifiutò allora di effettuare nuove nomine, ad eccezione del riempimento dei posti vacanti, fino a quando la legge non fosse stata annullata. Sotto la pressione nazionale per un'ampia riforma del governo, venne raggiunto un compromesso e fu approvata una nuova legge che diede al presidente il completo controllo sulla rimozione di esponenti della propria amministrazione, ma le nomine avrebbero avuto bisogno dell'approvazione del Congresso entro trenta giorni. Grant, non desiderando che il Partito si dividesse sulla questione, approvò la proposta; in seguito ricevette critiche per non essere riuscito ad ottenere la completa abrogazione; la norma fu totalmente eliminata dalla presidenza di Grover Cleveland nel 1887.
Grant fu criticato per aver nominato molti membri del suo ristretto circolo familiare, non considerati idonei ad assumere posizioni pubbliche altamente qualificate. Il presidente e Sumner furono spesso in conflitto tra di loro in materia di affari esteri e di nomine politiche; il senatore perseguì la sua politica estera e detestò la pratica nepotistica attuata da Grant nel mettere ai maggiori posti di comando parenti e amici. La storica Mary L. Hinsdale ha descritto l'amministrazione Grant come "una serie straordinaria di allontanamenti dal corso normativo civile normale" e una "regola militare" in stretta connessione con un gruppo selezionato di senatori repubblicani.

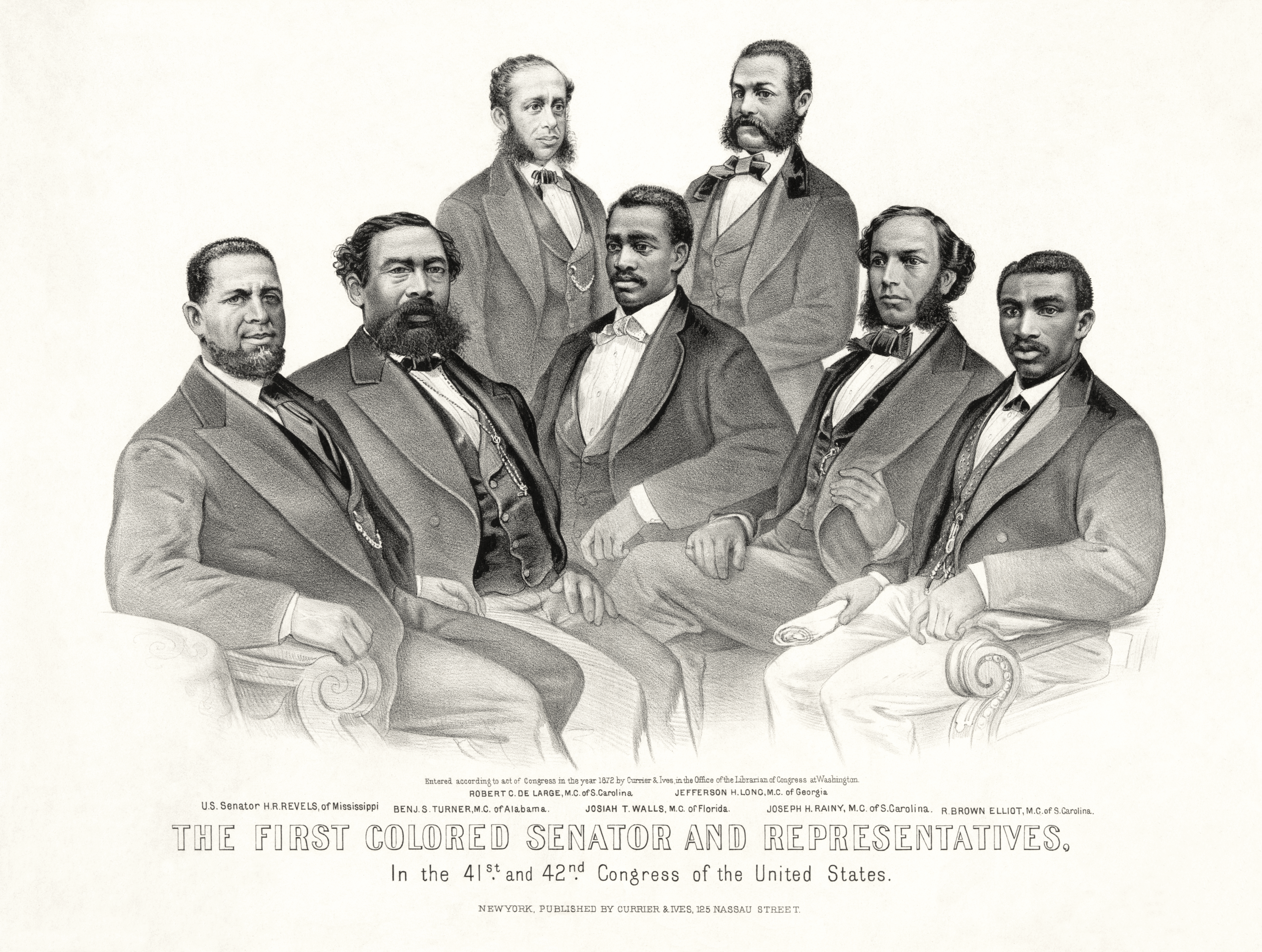
I primi afroamericani repubblicani eletti al Congresso: senatore Hiram Rhodes Revels (Mississippi); deputati Benjamin S. Turner (Alabama), Robert C. De Large (Carolina del Sud), Josiah T. Walls (Florida), Jefferson F. Long (Georgia), Joseph Rainey e Robert Brown Elliott (Carolina del Sud) nel 1872.

### Ricostruzione e diritti umani e civili
Durante la Ricostruzione i "freedmen" (gli schiavi liberati) furono per la prima volta eletti al Congresso e divennero attivi nella politica statale; quattordici entrarono al Senato. In ambito statale poterono diventare governatori o segretari di Stato. Essi formarono la base elettorale del Partito Repubblicano, insieme ad alcuni bianchi locali detti scalawag e ai nuovi sopraggiunti dal Nord (chiamati carpetbagger). La maggior parte dei bianchi sudisti vi si opposero ed assunsero il nome di conservatori o "redeemers".
Grant assunse ripetutamente un ruolo rilevante negli affari interni degli Stati; il 24 dicembre 1869 ad esempio stabilì il regolamento federale militare nella Georgia e ripristinò i parlamentari neri che erano stai espulsi dall'assemblea legislativa statale. La maggior parte degli storici del XXI secolo considera amaramente che la Ricostruzione si concluse con un completo fallimento e che il Nord alla fine rinunziò alla protezione dei diritti civili degli afroamericani. Tuttavia Mark Summers nel 2014 ha sostenuto che "se vediamo lo scopo della ricostruzione come quello di assicurare che i principali obiettivi della guerra fossero raggiunti, di un'Unione che tornò ad essere unita per sempre, di un Nord e di un Sud in grado di lavorare insieme, dell'estirpazione della schiavitù e delle rivalità di fazione, del timore di scoraggiare troppo gli appelli alla sovranità statale attraverso l'impiego sostenuto delle forze armate, allora la ricostruzione sembra sia stata, a questo proposito, un successo durevole ma incompreso".

#### XV emendamento
Secondo il biografo William S. McFeely, Grant e molti del Nord credevano che la guerra civile avesse esteso la democrazia ai liberati afroamericani. Il presidente s'impegnò molto per garantire la ratifica del XV emendamento, approvato dal Congresso e inviato agli Stati per la ratifica durante gli ultimi giorni della presidenza di Andrew Johnson; esso avrebbe impedito ai governi federali e statali di negare ad un cittadino il proprio legittimo diritto di voto sulla base della "razza", del colore della pelle umana o della precedente condizione di schiavitù.
Il 3 febbraio 1870 l'emendamento raggiunse il numero necessario di ratifiche statali (27) e venne pertanto integrato nella Costituzione statunitense. Grant salutò il provvedimento come "una misura dall'importanza più elevata rispetto ad ogni altra legge del genere, a partire dalla fondazione del nostro libero governo fino al tempo presente". Molti del Sud però erano ben determinati nel rendere nei fatti quasi del tutto inapplicabile il suffragio dei maschi afroamericani adulti.

Stemma del dipartimento di Giustizia istituito dal presidente Grant.

#### Dipartimento di Giustizia
Il 22 giugno 1870 Grant ratificò la legge approvata dal Congresso che creava il dipartimento di Giustizia e che doveva aiutare l'ufficio dell'avvocatura generale; il presidente designò Amos Akerman come nuovo procuratore generale al posto di Hoar e Benjamin Bristow come primo avvocato generale. I due utilizzarono il dipartimento per perseguire vigorosamente i membri del Ku Klux Klan per tutta la prima metà degli anni 1870; nel corso del primo mandato di Grant si avviarono 1.000 procedimenti penali contro i membri del Klan, con oltre 550 sentenze di colpevolezza. Durante il solo 1871 vi furono 3.000 processi e 600 condanne; la maggioranza di queste prevedeva pene detentive minori per affiliati di poco conto, mentre quelli identificati come i capi della società segreta furono condannati fino a cinque anni di reclusione nel penitenziario federale di Albany (New York). Il risultato immediato fu una decisiva diminuzione della violenza generale e del linciaggio in particolare. Akerman riconobbe il merito del presidente, dicendo ad un amico che nessuno allora era "più forte" o "migliore" di lui nel perseguire i terroristi. Il successore di Akerman a partire dal dicembre 1871, George H. Williams, continuò a dare la caccia agli affiliati al Klan per tutto il 1872 e fino alla primavera del 1873, all'epoca del secondo mandato di Grant. La clemenza e la moratoria promosse da Williams sui processi al Klan furono dovute in parte al fatto che il dipartimento, inondato di casi inerenti al Klan, non aveva gli effettivi necessari per proseguire tutte le azioni giudiziarie.

#### Legge sulla naturalizzazione del 1870
Il 14 luglio 1870 Grant controfirmò, rendendola esecutiva, la legge sulla naturalizzazione, che consentì a tutte le persone di origini africane di diventare a pieno titolo cittadini degli Stati Uniti. Questa legge rivide una disposizione precedente, la legge sulla naturalizzazione del 1790, che consentiva solo alle persone bianche e "di buon carattere morale" di diventare cittadini della neonata repubblica. La legge perseguì inoltre anche le persone che utilizzarono nomi fittizi, che rilasciavano false dichiarazioni o identità di individui deceduti nella richiesta di cittadinanza.

#### Force Acts del 1870 e 1871
Per rafforzare l'esecuzione del XV emendamento il Congresso approvò una legge che garantì la protezione del diritto di voto per gli afroamericani. Grant firmò il disegno di legge, noto come Enforcement Act of 1870, il 31 maggio; questa legge fu progettata apertamente per impedire ai cosiddetti "redeemers" dall'attaccare o minacciare gli ex schiavi. La norma impose severe sanzioni contro intimidazioni, corruzione o aggressioni fisiche per impedire ai cittadini di votare e di indire comitati elettorali, come previsto dalla giurisdizione federale.
Il 31 gennaio 1871 il presidente presentò una relazione sulle violenze compiute dal Klan nei territori sudisti; il 20 marzo dichiarò ad un'assemblea riluttante che la grave situazione nel Sud rendeva necessaria una legge federale atta "ad assicurare la vita, la libertà, la proprietà e l'applicazione delle leggi ugualmente in tutte le regioni della nazione". Il presidente dichiarò inoltre che il servizio postale e la raccolta delle entrate si trovavano in pericolo per colpa delle aggressioni terroristiche.

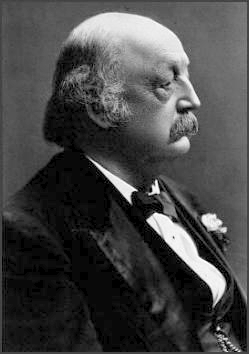
Benjamin Butler redasse la versione iniziale della 3ª Enforcement Bill, la futura Civil Rights Act (1871).

Il Congresso approvò una prima legge, detta First Enforcement Act of 1871, seguita di lì a poco dalla legge sui diritti civili del 1871 per facilitare la continuazione del contrasto al Klan. Quest'ultima legge, conosciuta come KKK Act e scritta dal deputato Benjamin Butler, fu approvata dal Congresso avendo come obiettivo le unità locali del Klan. Benché sensibile alle accuse di voler istituire una dittatura militare, Grant firmò la legge il 20 aprile, dopo essere stato convinto dal segretario al Tesoro Boutwell che essa risultava giustificata dalla protezione federale da garantire ai neri, citando tutta una serie di atrocità documentate nei loro confronti. Questa norma permise al presidente di sospendere l'"habeas corpus" nei riguardi dei gruppi armati e del Klan; la legge autorizzò a porre in stato immediato d'arresto chiunque compisse azioni vessatorie, sequestri e danneggiamenti notturni protetti da maschere o travestimenti. Le pratiche d'azione del Klan vennero pertanto definite crimini e atti di ribellione contro l'autorità federale.
Il KKK consisteva di associazioni segrete su base locale, formatesi per opporsi con la violenza alla democrazia repubblicana durante gran parte dell'Era della Ricostruzione; in questo periodo non vi era alcun livello gerarchico, all'interno del Klan, al di sopra di quello locale. Indossando cappucci bianchi per nascondere la propria identità, gli affiliati al Klan attaccavano e minacciavano pesantemente i repubblicani del Sud. Esso fu relativamente forte soprattutto nella Carolina del Sud tra il 1868 e il 1870; il governatore della Carolina del Sud Robert Kingston Scott, che era rimasto invischiato in una serie di accuse di corruzione, permise al Klan di assumere il potere effettivo del territorio. Grant, indignato dalla loro tattica violenta, ordinò al KKK di disperdersi dalla Carolina del Sud, giungendo al punto di farla occupare da truppe federali e rimetterla sotto l'autorità delle Enforcement Acts il 12 ottobre 1871. Il 17 ottobre, non avendo ottenuto una risposta soddisfacente, emise l'ordinanza di sospensione dell'"habeas corpus" in tutte le nove contee dello Stato. Le truppe federali statali diedero così il via a una caccia serrata; coloro che vennero catturati subirono pesanti condanne, comminate da Akermann e Bristow. Col Klan praticamente distrutto, iniziarono però ad emergere al suo posto altri gruppi di suprematisti del potere bianco come la "White League" (Lega bianca) e le "Red Shirts" (Camicie rosse).

#### Amnesty Act del 1872
La Virginia venne riammessa nella federazione il 26 gennaio 1870, il Mississippi il 23 febbraio, il Texas il 30 marzo; la Georgia fu l'ultimo degli ex membri degli Stati Confederati d'America ad essere ricondotto nell'Unione il 15 luglio. Il Congresso preparò i posti per i rappresentanti dei tre rimanenti Stati secessionisti; almeno tecnicamente gli Stati Uniti d'America ritornarono una nazione unita, pronta a diventare un paese d'importanza mondiale.
Al fine di alleviare le tensioni, il presidente firmò l'"Amnesty Act" il 23 maggio 1872, una legge che concesse l'amnistia a tutti gli ex ribelli. Questa norma consentì alla maggior parte dei leader secessionisti, che prima della guerra avevano prestato giuramento di difendere la Costituzione degli Stati Uniti, di potersi candidare alle elezioni di cariche pubbliche. Solo 500 irriducibili rimasero "non perdonati" e pertanto preclusi da incarichi.

#### Poligamia nel territorio dello Utah
Nel 1862, durante la guerra di secessione, il presidente Abraham Lincoln firmò la legge detta Morrill Anti-Bigamy Act, che bandì la poligamia in tutti i territori statunitensi. La maggior parte dei mormoni che la praticavano nel territorio dello Utah resistettero alla nuova norma imposta dal governatore del territorio. Nel corso della campagna elettorale del 1868 Grant menzionò il fatto che avrebbe fatto applicare rigorosamente la legge. Le tensioni cominciarono già nel 1870 quando i fedeli alla Chiesa di Gesù Cristo dei santi degli ultimi giorni di Ogden iniziarono ad armarsi e a praticare esercitazioni militari. Il 4 luglio 1871, giorno dell'Indipendenza, la milizia mormone di Salt Lake City fu sul punto di scontrarsi apertamente contro le truppe del governo locale; gli inviti alla calma però prevalsero e il previsto scoppio di violenza fu scongiurato. Grant però, credendo che lo Utah si trovasse in una situazione di aperta ribellione, era determinato a far arrestare tutti coloro che praticassero la poligamia, ufficialmente bandita. Nel mese di ottobre centinaia di mormoni furono arrestati in retate da parte dei soldati, messi in campi di prigionia, imprigionati e processati; i verdetti di condanna potevano ammontare a 500 dollari di multa e tre anni di carcere ai lavori forzati.

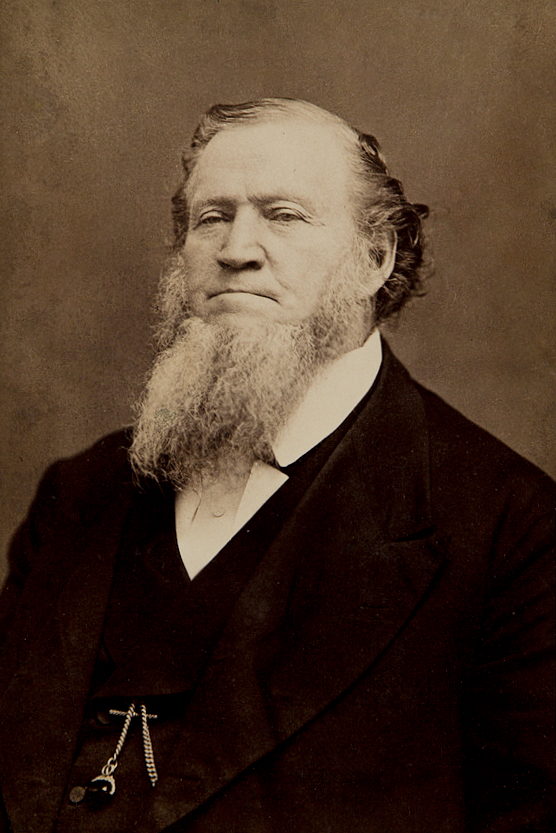
Il leader della Chiesa di Gesù Cristo dei santi degli ultimi giorni Brigham Young fu arrestato nel novembre 1871 con l'accusa di violazione della legge contro la poligamia.

Il 20 novembre il leader mormone Brigham Young, gravemente ammalato, venne accusato di poligamia. L'avvocato difensore dichiarò che il proprio assistito non aveva alcuna intenzione di sottrarsi al giudizio della corte; durante quel tentativo di repressione della poligamia, altre persone furono accusate di omicidio o tentato omicidio. La legge si rivelò comunque assai difficile da applicare poiché, per stabilire un verdetto di colpevolezza, era necessario acquisire la prova degli avvenuti matrimoni. Il 4 dicembre Grant affermò che i poligami dello Utah costituivano "un avanzo della barbarie, ripugnanti per la civiltà e le leggi statunitensi".

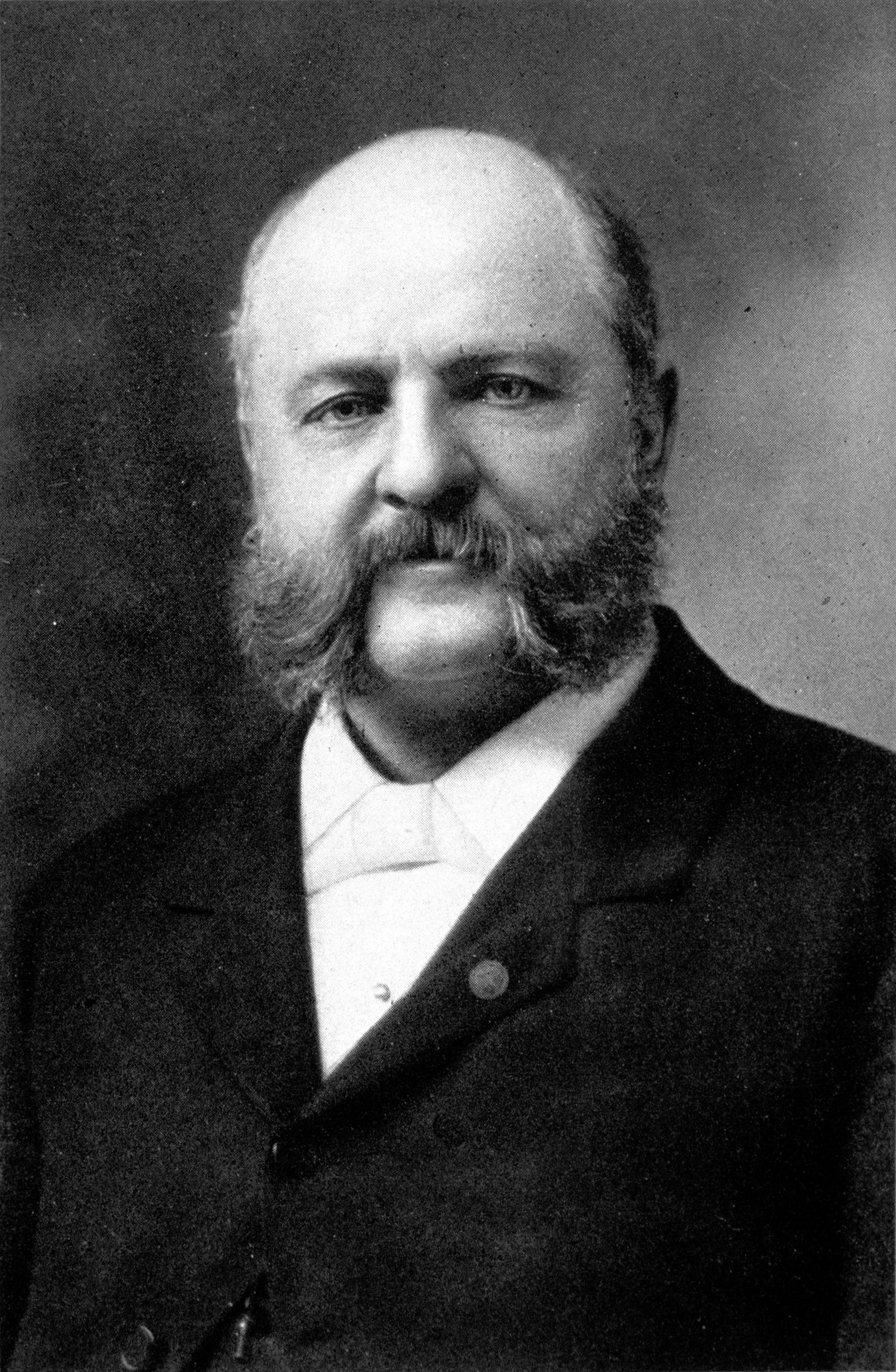
Anthony Comstock, propugnatore della legge omonima con cui cercò di mettere al bando i "cattivi libri" che inducevano alla corruzione morale ed ogni opuscolo informativo sulla contraccezione.

#### Comstock Act
Nel marzo 1873 i "moralisti anti-oscenità" guidati da Anthony Comstock dell'YMCA riuscirono con facilità ad assicurarsi l'approvazione della legge, detta Comstock Act, che rese un crimine federale punibile con il carcere inviare per posta "qualsiasi materiale per uso indecente o immorale". Grant ratificò la disposizione dopo essersi assicurato che lo stesso Comstock si sarebbe impegnato per farla applicare; questi divenne agente speciale dell'ufficio postale (nominato direttamente dalla segreteria del direttore generale delle poste James Cresswell). Comstock fece mettere sotto processo pornografi e arrestare sostenitori dell'aborto, mise al bando il nudo artistico, vietò l'invio di qualsiasi informazione sulla contraccezione e cercò di mettere al bando i "cattivi libri".

#### Primo movimento delle suffragette
Durante la presidenza Grant la prima ondata femminista, guidata da Susan B. Anthony e da Elizabeth Cady Stanton, a favore del suffragio femminile cominciò a guadagnarsi l'attenzione nazionale. Anthony organizzava pressioni per ottenere il diritto di voto, l'uguaglianza nella retribuzione di genere e la protezione della proprietà privata per le donne di Washington (per i particolari vedi la storia del femminismo).

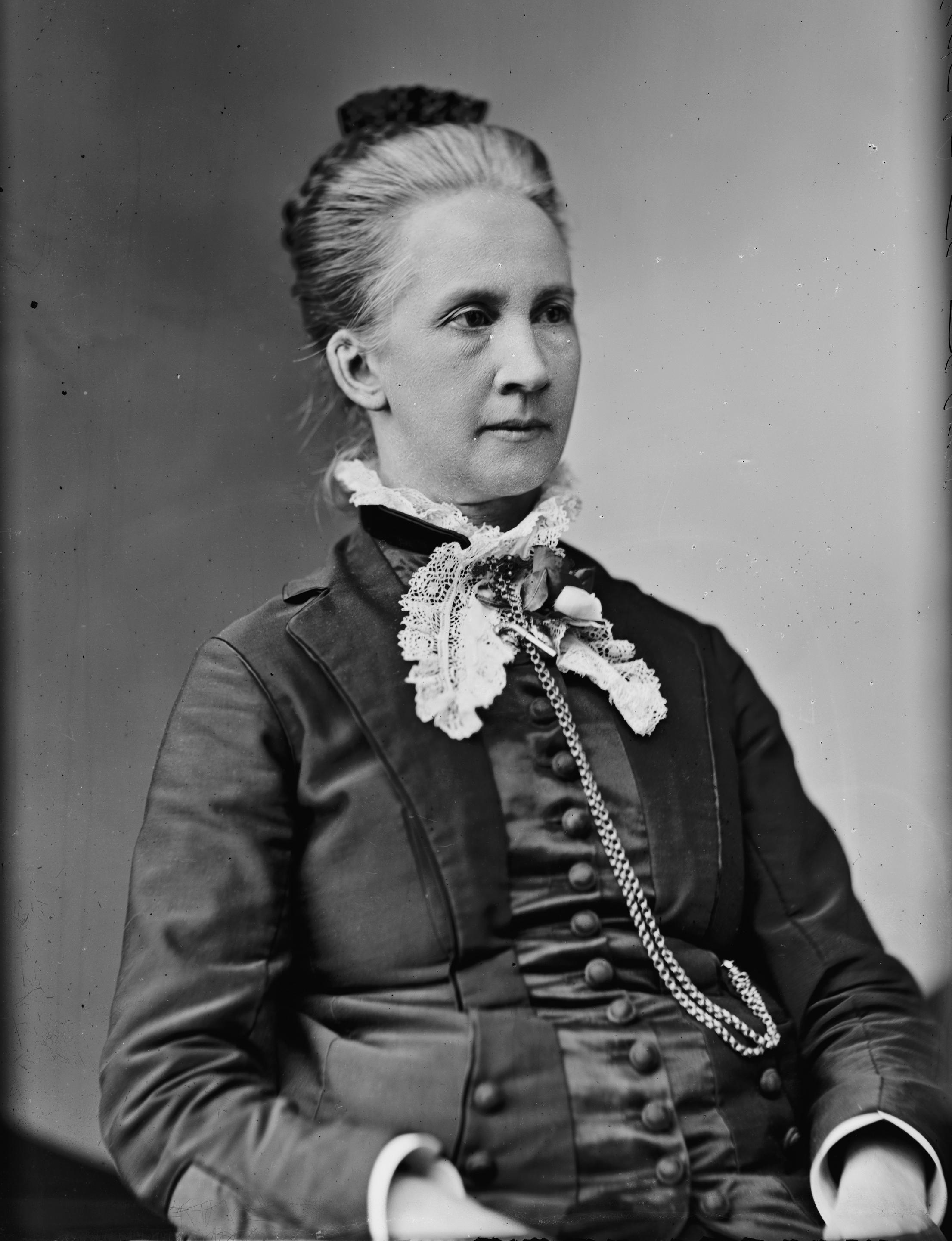
Nel 1872 Grant firmò la legge Arnell, di cui fu coautrice la suffragetta Belva Ann Bennett Lockwood, che diede il diritto alla piena retribuzione per le donne con incarichi negli uffici federali (la prima del suo genere nella storia del femminismo statunitense.

Nell'aprile del 1869 il presidente approvò la legge sulla protezione della proprietà delle donne sposate dagli eventuali debiti contratti dai loro mariti e la possibilità per le donne di intentare cause nella capitale federale. Nel marzo dell'anno seguente il deputato alla Camera dei rappresentanti Samuel Mayes Arnell propose un disegno di legge, la cui coautrice era la suffragetta Belva Ann Bennett Lockwood, che avrebbe permesso alle donne che lavoravano per le istituzioni federali di ricevere una retribuzione uguale a quella degli uomini per pari lavoro espresso. Due anni dopo Grant firmò una versione modificata dal Senato della legge Arnell; essa richiese che tutti gli impiegati federali fossero pagati con uno stipendio pienamente paritario, tuttavia le donne impiegate nei livelli più bassi della gerarchia ne erano escluse; la disposizione contribuì a far aumentare i salari delle impiegate dal 4 al 20% nel corso degli anni 1870. Nonostante ciò la cultura della raccomandazione e del patriarcato persistette.
Cercando di andare incontro alle richieste del nascente movimento femminista, i Repubblicani inserirono nel loro programma elettorale per le elezioni del 1872 che i diritti delle donne dovevano essere tenuti in "rispettosa considerazione".

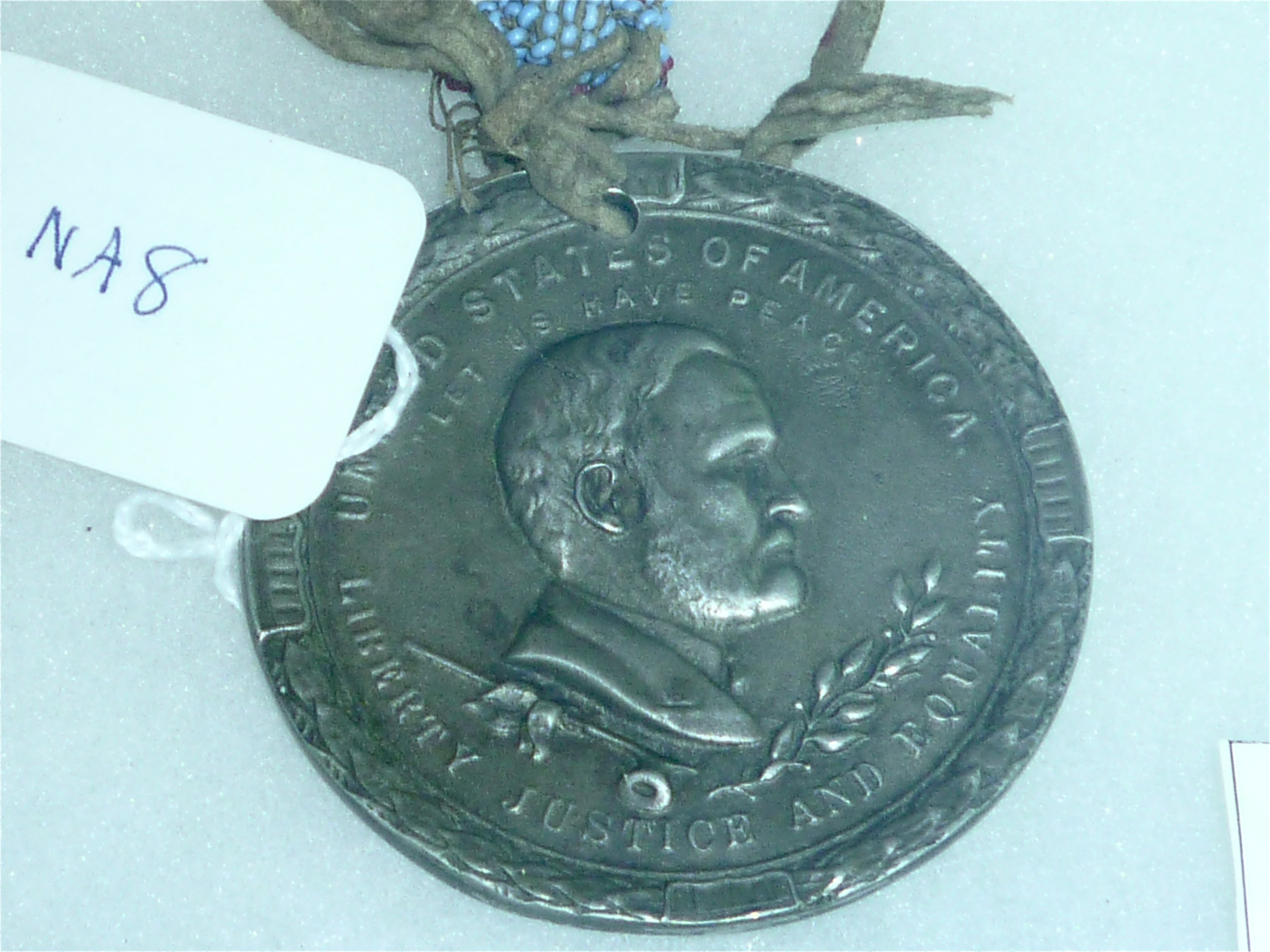
Medaglia della pace del 1871 assegnata dall'amministrazione Grant (United States of America Let Us Have Peace Liberty Justice and Equality).

### Politica pacificatrice nei confronti dei Nativi americani
Il motto della campagna repubblicana nelle elezioni presidenziali del 1868 era stato "Let us have peace" ("Diamoci la pace"); esso definì la politica di Grant di Ricostruzione del Sud ed aprì una nuova era nei rapporti con le tribù indiane del West. In uno dei suoi discorsi più famosi il presidente dichiarò:
L'obiettivo primario della sua "politica pacificatrice" fu quello di ridurre al minimo il conflitto militare con i nativi americani, in attesa "di una modifica di atteggiamento nei loro confronti che tenda alla loro civilizzazione prima e come risultato ultimo all'assunzione della piena cittadinanza". Gli amerindi avrebbero così dovuto rimanere confinati nelle riserve, dove avrebbero usufruito di sovvenzioni governative e ricevuto un'adeguata formazione educativa e morale, sotto la supervisione "benevola" dei volontari delle diverse confessioni cristiane. Gli indiani non furono pertanto più autorizzati ad inviare contingenti armati al di fuori delle riserve indiane opportunamente allestite per loro; all'esercito fu dato il compito di far applicare questa direttiva. L'obiettivo sarebbe stato l'assimilazione degli indiani all'interno della società; qualsiasi indiano avrebbe potuto in ogni momento lasciare la riserva per accedere alla piena cittadinanza. Gli indiani rimasti nelle riserve ebbero la cittadinanza solo nel 1924.
La politica federale dell'amministrazione costituì una forte inversione di rotta nei confronti dei nativi americani: "le guerre di sterminio sono demoralizzanti e intrinsecamente malvagie", affermò Grant davanti al Congresso riunito per l'occasione del secondo discorso inaugurale, nel 1873. Il presidente intensificò, sebbene non sempre riuscendo ad ottenere il successo sperato, il progetto di preservazione delle terre appartenenti agli indigeni di fronte all'irresistibile avanzata dei pionieri.

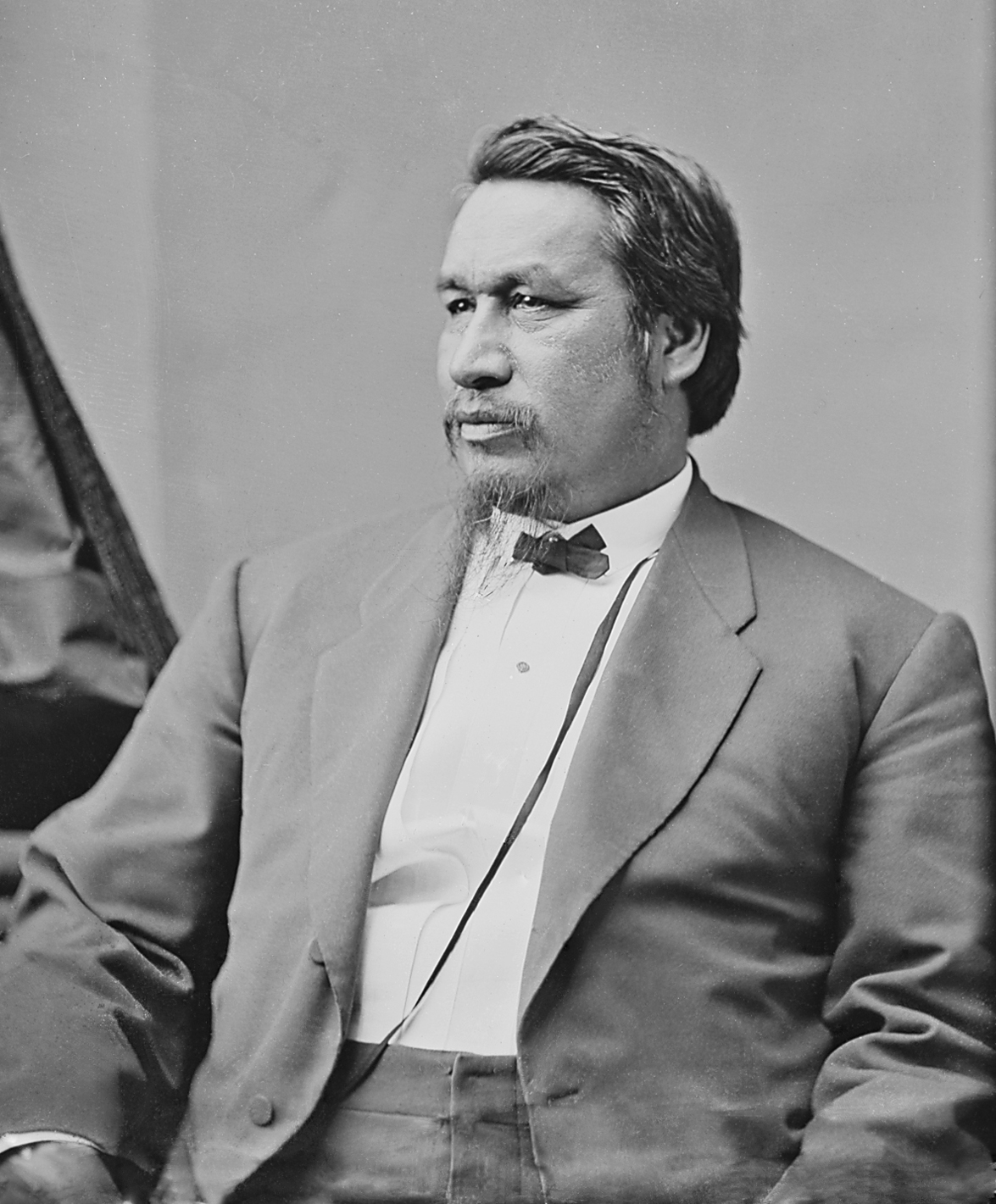
Il generale Ely Parker, assistente di guerra di Grant, divenne il primo nativo americano ad essere nominato commissario del Bureau of Indian Affairs. Fu in carica dal 1869 al 1871.

Le forze economiche che spingevano in direzione di una penetrazione sempre più massiccia condussero a svariati conflitti tra nativi, coloni e militari; i primi si trovarono pertanto nella stragrande maggioranza dei casi ad essere costretti a sopravvivere in riserva. Nel 1869 il presidente nominò Ely Parker, appartenente alla nazione Seneca e suo collaboratore durante la guerra civile, come primo commissario per gli affari indiani (il Bureau of Indian Affairs); nel corso del primo anno in cui Parker fu in carica il numero di conflitti contro gli indigeni scese del 43% passando da 101 a 58.

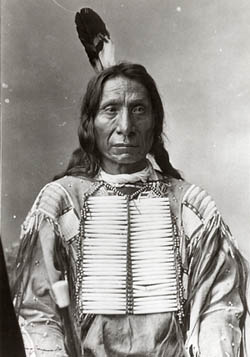
Nuvola Rossa fece visita a Grant nel maggio 1870 e fu ricevuto alla Casa Bianca.

Il capo degli Oglala Sioux Nuvola Rossa volle incontrare personalmente Grant dopo aver appreso della nomina di Parker; egli, assieme al capo dei Brulé Lakota Coda Chiazzata, giunse a Washington in treno ed ebbe un colloquio con Parker e lo stesso presidente nel 1870. Grant non dimostrò mai di avere alcuna animosità personale contro i nativi ed anzi li trattò con estrema dignità; durante l'incontro avvenuto il 7 maggio alla Casa Bianca i due dignitari indiani furono invitati a cena e ad un intrattenimento del tutto simile a quello ricevuto dal principe britannico Arturo, duca di Connaught e Strathearn l'anno precedente. Il giorno dopo, durante la loro seconda riunione, Nuvola Rossa informò Grant che i bianchi avevano violato le loro terre e che il suo popolo aveva bisogno di cibo e vestiti.
Nonostante la preoccupazione dimostrata nei riguardi dei nativi, il presidente non esitò ad ordinare a tutti i generali del West di "tenere gli intrusi fuori dai centri urbani, utilizzando anche la forza militare se necessario". Per prevenire future ostilità Grant fece pressione per un trattato soddisfacente per entrambe le parti; firmò la legge sulle appropriazioni (Indians Appropriations Act). Essa pose fine alla politica governativa di dialogo, trattando le tribù native come nazioni sovrane e indipendenti; in seguito i nativi sarebbero stati trattati solo come individui sottoposti a custodia e tutela da parte della giurisdizione dello Stato di nascita e le politiche indiane sarebbero state regolate da statuti approvati appositamente dal Congresso.
Mentre il governo del presidente si concentrava per lo più su obiettivi significativi ma limitati, come mettere "uomini buoni" in posizioni influenti e convincere i nativi americani della loro dipendenza fondamentale nei confronti del governo, i tentativi di creare un "nuovo inizio" nei rapporti furono caratterizzati da conflitti e disaccordi.

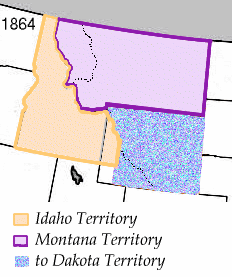
Il territorio del Montana, tratteggiato in blu.

Il 10 aprile 1869 venne creato il "Consiglio dei commissari indiani". Grant nominò membri volontari che erano "eminenti per la loro intelligenza e filantropia"; una commissione precedente era già stata istituita durante la presidenza di Andrew Johnson, nel 1868. Il Consiglio dei commissari ricevette un ampio potere di supervisione nei riguardi del "Bureau of Indian Affairs" e nell'opera di "civilizzazione" degli indigeni. A seguito del "massacro di Marias" compiuto il 23 gennaio 1870 nel territorio del Montana, quando il maggiore Eugene M. Baker fece ammazzare 173 Piedi Neri (soprattutto donne e bambini indifesi), Grant sembrò determinato a suddividere i nativi, facenti capo alle Commissioni di controllo, sotto la direzione delle diverse confessioni cristiane. Nel 1872 73 agenzie indiane furono così divise per confessione religiosa, in "settori religiosi esclusivi". Delle 73 agenzie assegnate il metodismo ne ricevette 14; il quaccherismo 10; il presbiterianesimo 9; la Chiesa episcopale degli Stati Uniti d'America 8; la Chiesa cattolica negli Stati Uniti d'America 7; i quaccheri "Hicksite" 6; il battismo 5; la Chiesa riformata olandese 5; la Chiesa congregazionalista 3; altri cristiani 2; l'unitarianismo 2; l'"American Board of Commissioners for Foreign Missions" 1 e il luteranesimo 1. La distribuzione così fatta creò un'immediata atmosfera d'insoddisfazione tra molti altri gruppi i quali accusarono di essere stati trascurati. I criteri selettivi rimasero vaghi e alcuni critici notarono che questa cosiddetta politica della pace in realtà violava la libertà religiosa (principio fondamentale costituzionalmente) dei popoli nativi. Tra i cattolici quest'insoddisfazione portò alla creazione nel 1874 del "Bureau of Catholic Indian Missions".
La politica pacificatrice di Grant rimase in vigore fino al 1881 quando la presidenza di Chester Arthur accolse le proteste delle organizzazioni religiose, i cui missionari erano stati espulsi dalle riserve a loro non assegnate. I quaccheri e il clero di matrice protestante controllava la maggior parte dei territori indiani delle pianure centrali e meridionali del territorio indiano, mentre tutti gli altri territori circostanti rimanevano sotto il controllo degli ufficiali militari nominati dal governo.

#### Sviluppi e valutazioni storiche
La reazione del Congresso alla disfatta del 7th Cavalry Regiment nella battaglia del Little Bighorn del 1876 fu di estremo sgomento, rappresentando il palese fallimento della politica di pace del presidente. Grant diede la colpa della sconfitta al generale Custer, affermando che il sacrificio delle truppe non era inevitabile. La legge sull'appropriazione degli stanziamenti indiani da parte dei coloni, dell'agosto 1876, segnò la fine della politica di pace di Grant. Ai Sioux fu proposto di vendere le loro terre nelle Colline Nere in contanti altrimenti avrebbero smesso di ricevere forniture di cibo e altri prodotti.
Lo storico Robert M. Utley (1984) ha sostenuto che Grant, in quanto pragmatico, non vide alcuna incongruenza nel dividere i nativi tra zone guidata da religiosi e altre da ufficiali militari, aggiungendo che la sua "politica quacchera", seppur con buone intenzioni, non risolse il dilemma dell'incomprensione tra "le motivazioni, i fini e le modalità di pensiero" tra due culture così radicalmente distanti. Queste incongruenze furono evidenti con la rottura dei negoziati di pace tra l'United States Army e i leader tribali dei Modoc dell'Oklahoma nel corso della guerra modoc tra il 1872 e il 1873.
Nel 1871 la politica di pace del presidente, coordinata in Arizona dal brigadiere generale George Stoneman, richiese agli Apache di accettare di essere inseriti in riserve, dove avrebbero ricevuto forniture e istruzione agricola. Alcuni indiani però scapparono e talvolta aggredirono i coloni bianchi; in un'aggressione, che si credette condotta da guerrieri Apache, un gran numero di coloni e di corrieri postali rimasero uccisi nei pressi di Tucson. I cittadini risposero con quello poi noto come massacro di Camp Grant, dove 500 Apache vivevano, nelle vicinanze di Dudleyville. Inferociti, gli abitanti di Tucson assoldarono 92 indiani Tohono O’odham, 42 messicani e 6 bianchi per vendicarsi; la spedizione raggiunse "Camp Grant" il 30 aprile e uccise a sangue freddo 144 Apache, soprattutto donne e bambini. I 27 bambini sopravvissuti catturati finirono per essere venduti come schiavi in Messico. Nel mese di maggio i militari federali tentarono di catturare il capo Apache Cochise; nel corso della caccia uccisero altri 13 Apache. Grant rimosse immediatamente Stoneman dal suo comando.

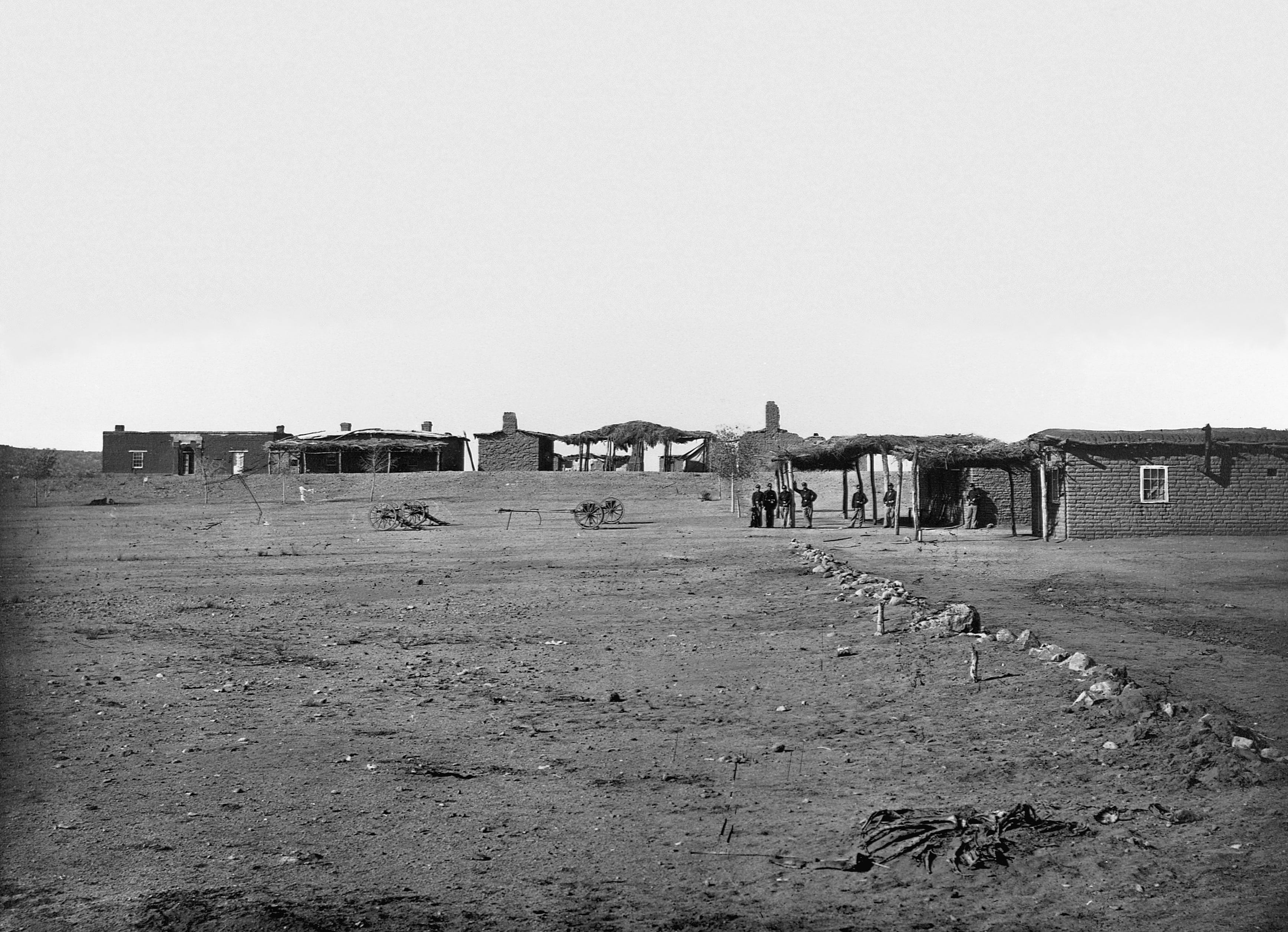
Camp Grant in una foto del 1870

Uno dei fattori più dannosi per la politica di pace fu la corruzione dilagante nel dipartimento degli Interni sotto Columbus Delano; durante il suo mandato il denaro federale destinato a rifornire di cibo e vestiti le tribù native fu invece incamerato da falsi agenti e impiegati corrotti, spesso alleati con i commercianti. Inoltre, persone che si presentavano come "avvocati degli indiani" si facevano pagare dalle tribù in cambio di una rappresentanza fasulla a Washington. Il suo predecessore Jacob D. Cox aveva gestito il dipartimento con efficienza e merito. Cox viene a tutt'oggi considerato uno dei migliori segretari dell'Interno nella storia della nazione. Quando Cox si dimise nel 1870 Grant nominò Delano a seguito di considerazioni di opportunità politica, per soddisfare i capi della corrente politica repubblicana degli "stalwart". La sua sostituzione avvenuta nel 1875 con Zachariah Chandler portò ad una radicale riforma; vennero proibiti gli "avvocati degli indiani" e licenziati i funzionari corrotti che lavoravano nel Bureau of Indian Affairs.
Il segretario alla Guerra William Worth Belknap, responsabile dei contatti commerciali con gli indiani del dipartimento della Guerra, ricevette pagamenti illeciti di profitti e tangenti da parte dei trafficanti in "affari indiani" di Fort Sill. Belknap si dimise suo malgrado e fu sostituito dal riformatore Alphonso Taft. Belknap fu processato e condannato dalla Camera ma, messo sotto giudizio dal Senato durante l'estate del 1876, fu infine assolto.
Lo storico Robert E. Ficken sottolinea il fatto che la politica di pace implicava l'assimilazione forzata degli indiani, costringendoli nella pratica a dedicarsi all'agricoltura anziché alla caccia come avevano sempre fatto, anche se gran parte della terra delle riserve era troppo sterile per l'agricoltura. Ciò portò anche ai convitti scolastici riservati agli indiani, oggetto di critiche intense fin dalla fine del XX secolo. Nota inoltre che i riformatori chiedevano che le riserve fossero "lottizzate", in modo che il territorio di tutta la riserva fosse suddiviso in lotti di proprietà di singole famiglie, che avrebbero potuto poi rivenderli a non indiani, senza porsi il problema se ciò sarebbe stato di beneficio o meno. Ficken conclude che la politica di Grant "conteneva già in sé i semi per il proprio fallimento".
Lo storico Cary Collins afferma che la "politica di pace" di Grant fallì nella zona del Pacifico nord-occidentale principalmente a causa della concorrenza tra le confessioni e della priorità data al proselitismo dalle diverse confessioni cristiane. Lo storico Robert Keller, riguardo alla politica della pace nel suo complesso, conclude che la politica di Grant rimase in vigore fino al 1882 e portò alla "totale distruzione culturale della maggior parte degli indiani".

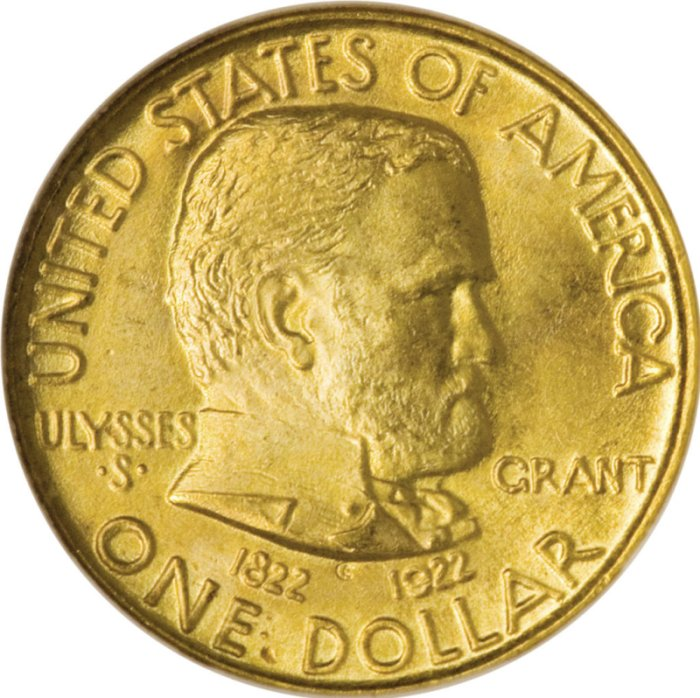
Dollaro d'oro commemorativo per il centenario della nascita del presidente Grant (1922).

### Economia e riforma del Tesoro
Il primo atto di Grant da presidente fu di firmare la legge di rafforzamento del credito pubblico che il Congresso a maggioranza repubblicana aveva appena approvato; in tal modo venne assicurato che tutti i debiti pubblici, in particolar modo i titoli di guerra, sarebbero stati pagati solamente in oro anziché in greenbacks. Il prezzo dell'oro a Wall Street scese così a 130 dollari l'oncia, il punto più basso dall'epoca della sospensione dei pagamenti in moneta metallica avvenuta nel 1862.
Il 9 maggio 1869 il presidente protesse gli stipendi di coloro che lavoravano per il governo. L'anno precedente era stata promulgata una legge che riduceva la giornata lavorativa dei funzionari federali a otto ore; tuttavia gran parte di tale legge, che consentiva di ridurre anche i salari giornalieri, fu successivamente abrogata. A protezione dei lavoratori, Grant firmò un ordine esecutivo secondo il quale "non è prevista alcuna riduzione delle retribuzioni" a prescindere dall'effettiva riduzione delle ore lavorative per gli impiegati del governo.
Il segretario al tesoro George Sewall Boutwell riorganizzò e riformò l'apparato del dipartimento del Tesoro licenziando i dipendenti non necessari, iniziando a cambiare radicalmente la struttura interna del Bureau of Engraving and Printing nell'intento di proteggere la valuta dai contraffattori e rivitalizzando la raccolta delle tasse. Queste modifiche portarono presto il Tesoro ad avere un surplus mensile. Entro il maggio 1869 Boutwell aveva ridotto il debito pubblico nazionale di più di 12 milioni di dollari, mentre per settembre era ridotto di ulteriori 50 milioni, grazie alla vendita del crescente surplus di oro nelle aste settimanali per i greenbacks e riacquistando con la valuta così ottenuta le obbligazioni del tempo di guerra. Il New York Tribune avrebbe desiderato che si acquistassero un maggior numero di obbligazioni e greenbacks, mentre The New York Times elogiò la politica del debito assunta dall'amministrazione. Nei primi due anni con Boutwell al timone, le spese complessive del Tesoro si ridussero da 322 milioni nel 1869 a 292 nel 1871. Il costo della riscossione delle tasse scese al 3,11%. Si riuscì a ridurre il numero dei dipendenti di 2.248 persone, passando da 6.052 del 1º marzo del 1869 a 3.804 del 1º dicembre del 1871. Gli introiti fiscali aumentarono di 108 milioni dal 1869 al 1872. Durante il primo mandato di Grant il debito nazionale scese da 2,5 a 2,2 miliardi di dollari.
In uno dei rari casi di intervento cautelativo durante l'amministrazione Grant, il maggiore generale Alfred Pleasonton fu licenziato per non essere qualificato a ricoprire la carica di "commissario al reddito interno". Nel 1870 Pleasonton, un protetto di Grant, aveva approvato un rimborso fiscale non autorizzato di 60.000 dollari e finì col venire associato ad una società del Connecticut sospettata di irregolarità. Boutwell interruppe immediatamente il rimborso e informò personalmente il presidente che Pleasonton era molto semplicemente un incompetente. Rifiutandosi di dimettersi su richiesta di Boutwell, il militare protestò apertamente di fronte al Congresso. Grant ebbe cura di rimuoverlo prima che potesse scoppiare uno scandalo.

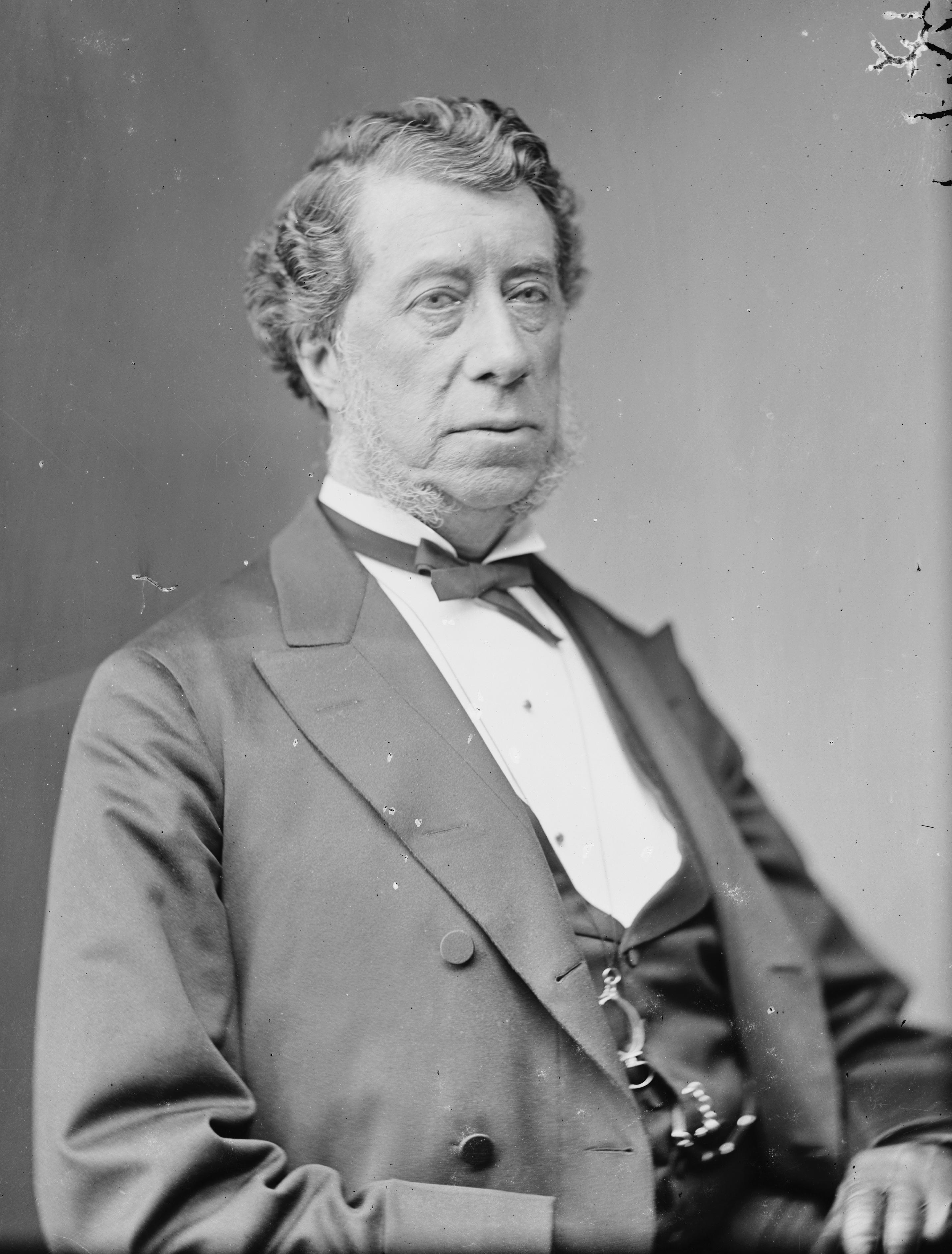
Hamilton Fish, Segretario di Stato durante tutta l'amministrazione Grant.

### Politica estera: 1869-1873
La politica estera dell'amministrazione ebbe generalmente buon esito, ad eccezione del tentativo di annettere la Repubblica Dominicana. L'annessione rappresentò "un desiderio irrealistico" del presidente, uno sforzo compiuto per alleviare la situazione degli afroamericani nel profondo Sud durante l'Era della Ricostruzione, ma costituì pure un primo passo per porre termine alla schiavitù a Cuba e alla schiavitù in Brasile.
I pericoli di un confronto diretto con il Regno Unito sulla questione delle pretese della CSS Alabama furono risolti in maniera pacifica e con un vantaggio monetario per gli Stati Uniti. I problemi riguardanti il confine con il Canada furono anch'essi facilmente condotti a termine con soddisfazione di entrambe le parti. Tutti questi risultati furono per lo più l'opera diretta della trama intessuta dal segretario di Stato Hamilton Fish, primo portavoce della cautela e del mantenimento della stabilità internazionale. Un sondaggio compiuto tra gli storici ha stabilito che Fish sia stato uno dei più grandi segretari di Stato dell'intera storia degli Stati Uniti; egli venne nominato il 17 marzo 1869 e rimase in carica nel governo di Grant fino alla scadenza naturale del suo secondo mandato, proseguendo per un brevissimo lasso di tempo anche all'inizio della presidenza di Rutherford Hayes, fino al 12 marzo.

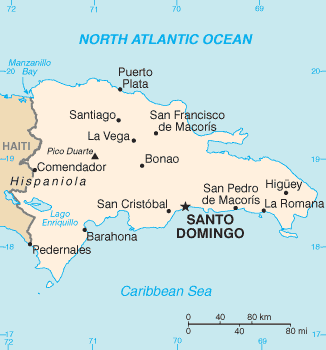
Mappa della Repubblica Dominicana.

#### Tentativo di annessione della Repubblica Dominicana
Nel 1869 Grant propose di annettere la nazione indipendente, in larga misura popolata da neri, della Repubblica Dominicana, allora conosciuta come Santo Domingo. Già durante l'ultimo scorcio della presidenza di Andrew Johnson si era tentata un'azione simile, ma la Camera dei rappresentanti aveva bocciato due risoluzioni in tal senso. A luglio il presidente inviò Orville Elias Babcock e Rufus Ingalls a negoziare il progetto di un trattato col presidente dominicano Buenaventura Báez, per annettere l'isola e acquistare per due milioni di dollari la baia di Samaná. Per mantenere il controllo della nazione e Báez al potere, senza previa autorizzazione del Congresso fu dato ordine alle unità navali di proteggere l'isola da invasioni o insurrezioni interne. Báez sottoscrisse il trattato di annessione offerto da Babcock (dietro autorizzazione del dipartimento di Stato) il 19 novembre. Il segretario Fish elaborò un progetto finale della proposta, che prevedeva 1,5 milioni di dollari per alleviare il debito pubblico dominicano, l'annessione in qualità di Stato federato, l'acquisizione dei diritti della baia di Samaná per un periodo di 50 anni con un affitto annuale di 150.000 dollari e la garanzia di protezione contro ogni intervento straniero. Il 10 gennaio 1870 il patto fu sottoposto al vaglio del Senato per la necessaria ratifica. Nonostante il suo appoggio all'annessione, il presidente però non aveva preparato a sufficienza né il Congresso né l'opinione pubblica.
Grant credeva che l'isola avrebbe saputo dimostrarsi utile tatticamente per la United States Navy (in particolare la baia di Samaná), e cercò anche di usarla come moneta di scambio: costituendo un rifugio sicuro per i liberti, ipotizzò che il conseguente esodo di lavoratori neri dal Sud verso l'isola avrebbe costretto i bianchi del Sud a rendersi conto della necessità dei braccianti neri nella loro economia e ad accettare di migliorare la loro condizione. Il presidente riteneva inoltre che il paese insulare avrebbe contribuito ad aumentare le esportazioni e abbassato il deficit commerciale. Sperò che la proprietà statunitense dell'isola avrebbe esortato la Capitaneria generale di Cuba, Porto Rico e l'impero del Brasile ad abbandonare a loro volta la pratica schiavista.

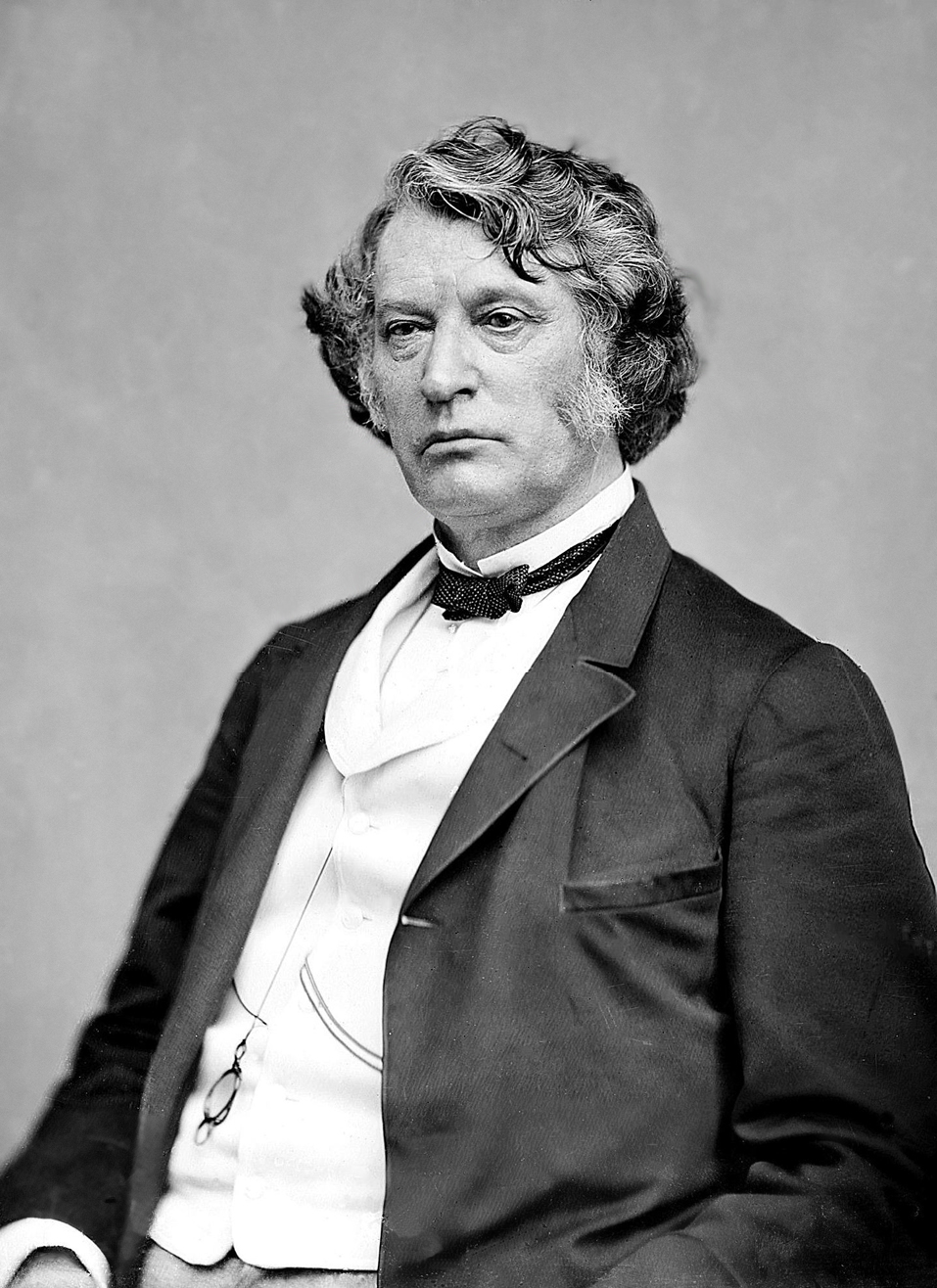
Il senatore Charles Sumner si oppose fermamente all'idea di annettere la Repubblica Dominicana.

Il 15 marzo il "Comitato per le relazioni estere" presieduto da Charles Sumner si pronunciò contro l'approvazione del trattato stipulato; Sumner, uno dei principali sostenitori dei diritti civili degli afroamericani, riteneva che l'annessione si sarebbe rivelata estremamente costosa ed avrebbe alla fine coinvolto gli Stati Uniti nella guerra civile in corso, oltre a minacciare direttamente l'indipendenza di Haiti e del resto delle Indie occidentali, ostacolando il progresso politico dei neri. Il 31 maggio Grant si presentò al Congresso per sollecitare l'approvazione del trattato di annessione. Fortemente contrario alla ratifica, Sumner guidò con successo l'opposizione al Senato; il 30 giugno l'accordo non riuscì a superare lo scoglio del Senato (il risultato fu di parità, 28 contro 28). Lo stesso governo si divise sul tentativo di annessione e Bancroft Davis, assistente del segretario Fish, si adoperò per passare segretamente informazioni a Sumner sui negoziati in corso al dipartimento di Stato.

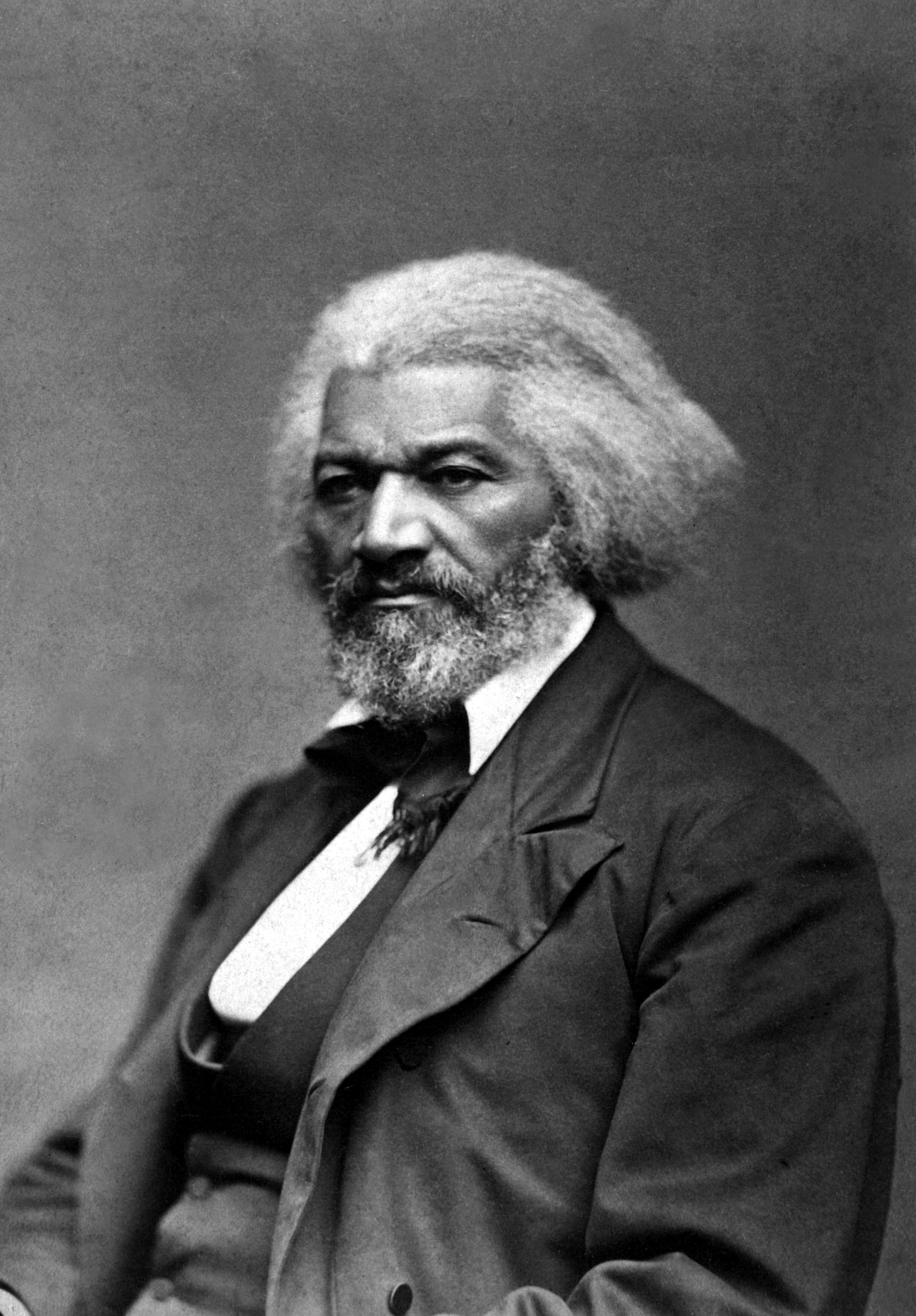
Il commissario afroamericano Frederick Douglass, nominato da Grant, riteneva che l'annessione della Repubblica Dominicana avrebbe alla fine giovato agli Stati Uniti.

Il presidente era determinato a mantenere la questione del trattato al centro del dibattito pubblico, menzionando esplicitamente l'ipotesi di annessione nel suo discorso sullo stato dell'Unione di dicembre; a gennaio del 1871 Grant riuscì a ottenere dal Congresso l'assenso per la creazione di una commissione speciale sulle relazioni con l'isola. Sumner continuò ad opporsi vigorosamente e si pronunciò ancora una volta contro l'annessione; allora il presidente nominò Frederick Douglass, uno dei massimi leader afroamericani, come uno dei commissari incaricati di recarsi nella Repubblica Dominicana. In aprile la commissione fece ritorno e pubblicò un rapporto in cui si affermava che la popolazione dominicana desiderava l'annessione e che il possesso dell'isola sarebbe stato assai vantaggioso. Per celebrarne il ritorno, Grant invitò i commissari alla Casa Bianca, ad eccezione di Douglass; i leader afroamericani ne rimasero colpiti e la questione sul mancato invito a cena fu polemicamente sollevata dall'avversario presidenziale Horace Greeley nel corso delle elezioni presidenziali del 1872. Douglass tuttavia, che rimase personalmente deluso per non essere stato invitato, continuò comunque a mantenersi fedele a Grant e ai Repubblicani. Sebbene la commissione avesse con forza sostenuto il tentativo di annessione, al Congresso non si formò un'opinione abbastanza favorevole per votare a favore del trattato una seconda volta.
Incapace di mettersi contro Sumner utilizzando le vie costituzionali dirette, il presidente rimosse immediatamente l'amico del senatore e rispettato ambasciatore John Lothrop Motley; dietro sollecitazione di Grant ai senatori, Sumner venne infine fatto decadere dal Comitato per le relazioni estere. Il presidente cercò quindi di ridefinire la propria coalizione, che divenne nota come "nuovi radicali"; iniziò pertanto a lavorare sempre più a stretto contatto con i nemici di Sumner, come Benjamin Butler, Roscoe Conkling e Oliver Perry Morton. Cedette alle richieste di Fish che i ribelli cubani venissero respinti, e spostò il baricentro delle sue nomine nel Sud dai neri radicali e dai carpetbaggers (alleati di Sumner) a Repubblicani più moderati; tale cambio di alleanze fu l'inizio della rivolta dei "Liberal Republican" dopo il 1870, quando Sumner con i propri alleati denunciarono pubblicamente il presidente, appoggiando al suo posto Greeley nel corso della campagna elettorale del 1872.
Un'indagine congressuale iniziata nel giugno del 1870 e guidata dal senatore Carl Schurz rivelò che i collaboratori del presidente Babcock e Ingalls avevano entrambi degli interessi sui terreni nella baia di Samaná, che si sarebbero molto rivalutati con la ratifica del trattato. La marina militare statunitense, con l'autorizzazione di Grant, era stata inviata per proteggere il presidente Báez da una ribellione guidata da Gregorio Luperón, mentre i negoziati sul trattato erano in corso. L'indagine era stata inizialmente chiamata a risolvere una disputa legale tra un uomo d'affari, Davis Hatch, contro l'amministrazione presidenziale. Báez aveva imprigionato Hatch senza processo per la sua opposizione al proprio governo. Hatch aveva affermato che gli Stati Uniti non erano riusciti a evitargli il carcere. Il rapporto respinse a maggioranza la richiesta di Hatch ed scagionò sia Babcock che Ingalls. L'incidente tuttavia tolse a certi senatori l'entusiasmo necessario per ratificare il trattato.

#### Insurrezione cubana
Nel 1869 l'opinione pubblica spingeva il presidente a sostenere i ribelli cubani, con assistenza militare e il riconoscimento diplomatico. Grant e Fish invece tentarono la via dell'arbitrato con l'impero spagnolo, mandando Daniel Edgar Sickles come negoziatore. Si cercava di ottenere l'indipendenza di Cuba dal dominio spagnolo e la fine della schiavitù a Cuba, possibilmente senza un intervento militare o un'occupazione armata; Fish, opponendosi alla pressione popolare, riuscì con abilità a evitare che Grant si pronunciasse a favore del riconoscimento dell'indipendenza cubana, che avrebbe messo in pericolo i negoziati in corso con gli inglesi sulle pretese della CSS Alabama. I negoziati di pace di Sickles a Madrid fallirono; Grant e Fish resistettero alla pressione pubblica; inviarono un messaggio al Congresso in cui ribadirono la necessità della neutralità nei riguardi della rivolta cubana, che in seguito si spense.

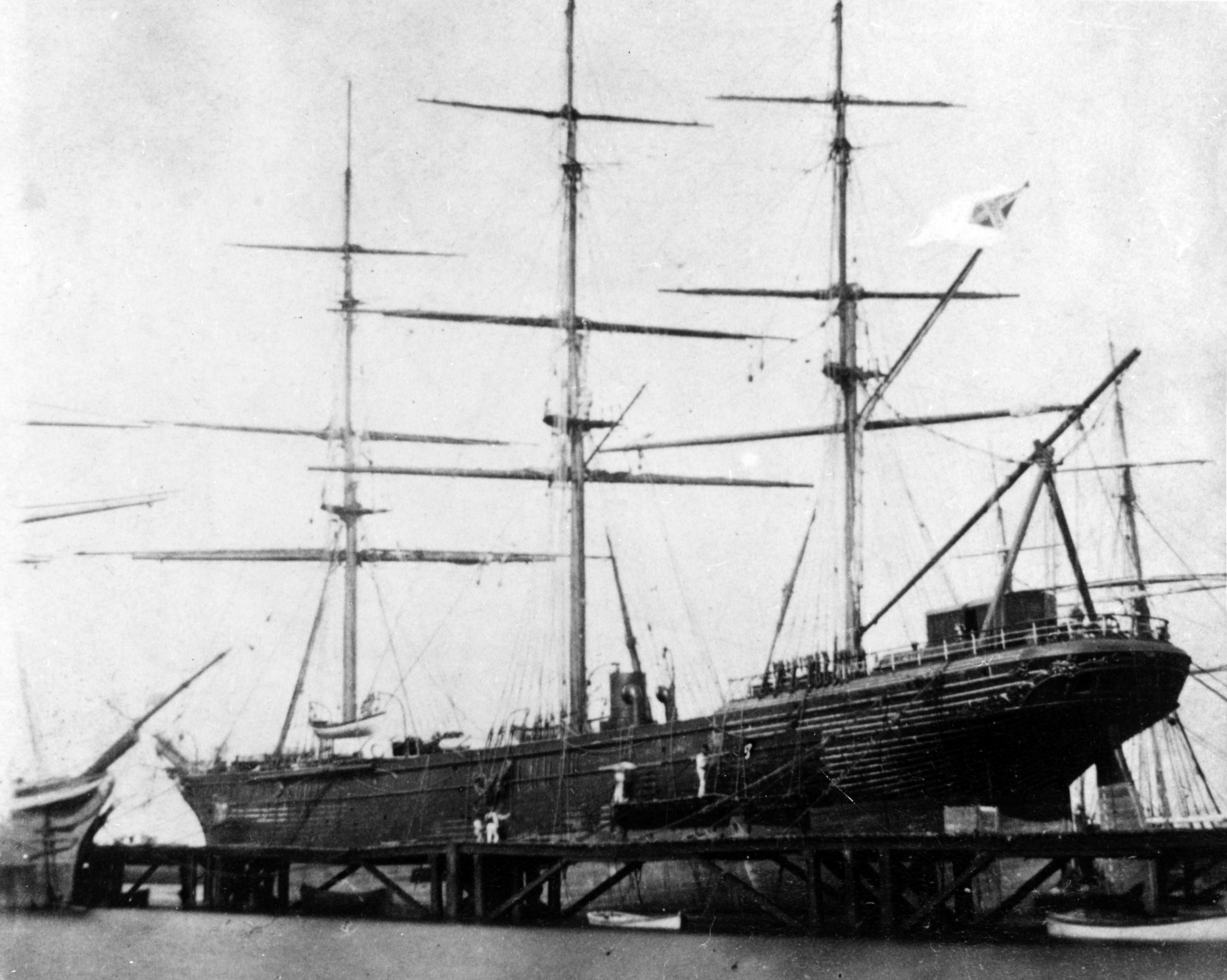
La CSS Shenandoah al molo di Williamstown (Victoria) nel 1865.

#### Trattato di Washington
Gli storici hanno accreditato il trattato di Washington del 1871 per l'introduzione dell'arbitrato internazionale come modalità di risoluzione delle controversie tramite l'avviso di esperti esterni. L'abile segretario Fish orchestrò molti degli eventi che portarono al trattato. In precedenza, William H. Seward durante la presidenza di Andrew Johnson aveva proposto, per la prima volta, di siglare un trattato concernente i danni subiti dai commercianti statunitensi da tre navi da guerra confederate, la CSS Florida, la CSS Alabama e la CSS Shenandoah, costruite nel Regno Unito. Questi danni erano noti come "pretese della CSS Alabama". Le navi avevano recato gravi danni al commercio marittimo dell'Unione nel corso di tutta la guerra di secessione e gli Stati Uniti pretendevano che gli inglesi li rimborsassero, magari includendo una cessione del protettorato del Canada.
Nell'aprile 1869 il Senato respinse in modo schiacciante una proposta che prevedeva un risarcimento troppo basso e non conteneva inoltre alcuna ammissione di colpevolezza britannica nell'aver in tal modo contribuito al prolungamento della guerra. Il senatore Sumner intervenne davanti al Congresso attaccando la regina Vittoria; chiese un enorme risarcimento e si mostrò disponibile alla cessione del Canada come contropartita. Il discorso irritò fortemente il governo britannico e i colloqui bilaterali dovettero essere rimandati.

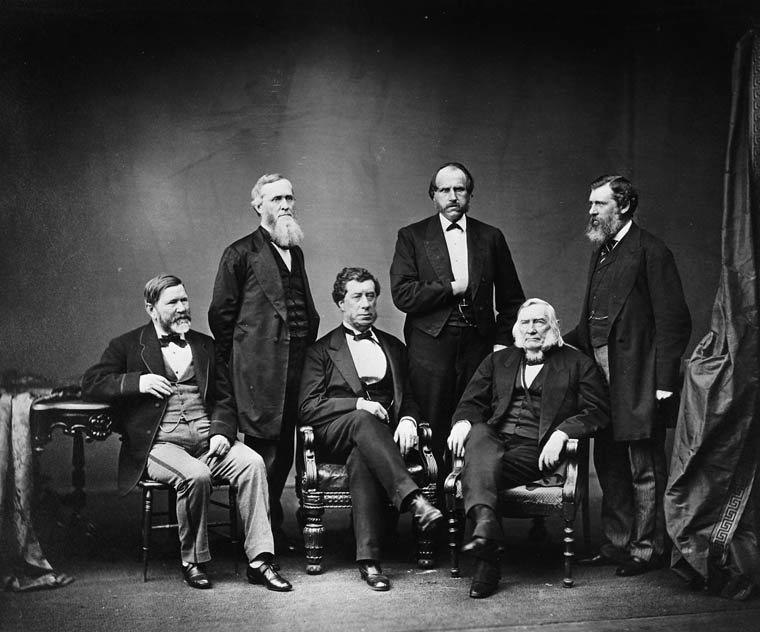
Gli alti commissari degli Stati Uniti al trattato di Washington. Il segretario di Stato Hamilton Fish ne era il presidente. In piedi da sinistra Ebenezer Rockwood Hoar, George Henry Williams e Bancroft Davis. Seduti da sinistra Robert Cumming Schenck, Hamilton Fish e Samuel Nelson.

I negoziati per un nuovo trattato ebbero inizio nel gennaio 1871, quando gli inglesi inviarono Sir John Rose ad incontrare Fish. Una commissione congiunta venne creata il 9 febbraio; composta da rappresentanti di spicco di entrambi i paesi, produsse un trattato che prevedeva che un tribunale internazionale avrebbe dovuto risolvere la questione dell'importo dei danni. Gli inglesi espressero rammarico, ma non l'ammissione di colpa, per le azioni distruttive svolte dagli incrociatori di guerra confederati. Il presidente approvò e controfirmò il trattato l'8 maggio, mentre il Senato lo ratificò il 24.
Il tribunale si riunì a Ginevra. Gli Stati Uniti vennero rappresentati da Charles Francis Adams, Sr., uno dei cinque arbitri internazionali, ed ottenne l'assistenza di William Maxwell Evarts, Caleb Cushing e Morrison Remick Waite. Il 25 agosto il tribunale decise l'assegnazione agli Stati Uniti di 15,5 milioni di dollari in oro, mentre 1,9 milioni furono attribuiti agli inglesi. Lo storico Amos Elwood Corning ha notato che il trattato di Washington e l'arbitrato "hanno tramandato al mondo un'eredità inestimabile".
Oltre all'arbitrato sul premio di risarcimento, l'accordo permise la soluzione anche di alcune altre controversie aperte sui confini e sui diritti di pesca nei Grandi Laghi. Il 21 ottobre 1872 l'imperatore Guglielmo I di Germania risolse una disputa di confine a favore degli Stati Uniti.

#### Incidente coreano
Uno dei ruoli primari della Marina statunitense nel corso di tutto il XIX secolo fu quello di proteggere gli interessi degli Stati Uniti e aprirne le vie commerciali in direzione dei mercati orientali, tra cui il Giappone e la Cina. La penisola coreana aveva però sempre rifiutato ogni scambio con l'estero. Quando l'equipaggio di una nave commerciale statunitense, rimasta bloccata, fu catturato e giustiziato, gli Stati Uniti cercarono di arrivare ad un accordo che si occupasse dei marinai in difficoltà. L'obiettivo a lungo termine sarebbe stato quello di aprire il paese ai mercati esteri nello stesso modo in cui il Giappone era stato costretto nel 1854 dal commodoro Matthew Perry, grazie ad un'esibizione di forze militari navali. Il 30 maggio 1871 il contrammiraglio John Rodgers con una flotta di cinque navi appartenenti allo squadrone asiatico giunse alla foce del fiume Salee nei pressi di Seul.

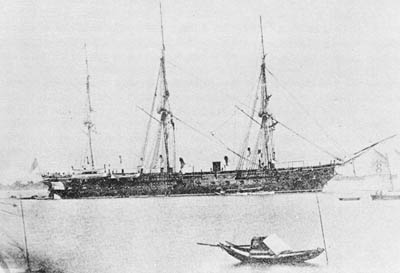
L'"USS Colorado" nel 1871 trasportava le truppe d'assalto del contrammiraglio John Rogers.

Il gruppo marittimo comprendeva l'"USS Colorado", una delle più grandi navi della Marina, dotata di 47 cannoni, 47 ufficiali e un equipaggio complessivo di 571 uomini. Mentre aspettava che gli alti funzionari coreani si decidessero a negoziare, Rogers mandò alcune imbarcazioni per sondare il fiume Salee per verificarne la navigabilità. La flotta fu investita dal fuoco proveniente da una fortezza situata nelle vicinanze, ma non subì danni rilevanti. Rogers concesse allora al governo coreano dieci giorni di tempo per scusarsi e iniziare i colloqui, ma la corte reale rimase in silenzio. Trascorso il tempo limite, il 10 giugno iniziarono una serie di manovre e assalti anfibi che distrussero cinque fortezze nemiche. Queste operazioni militari andarono sotto il nome di "battaglia di Ganghwa".

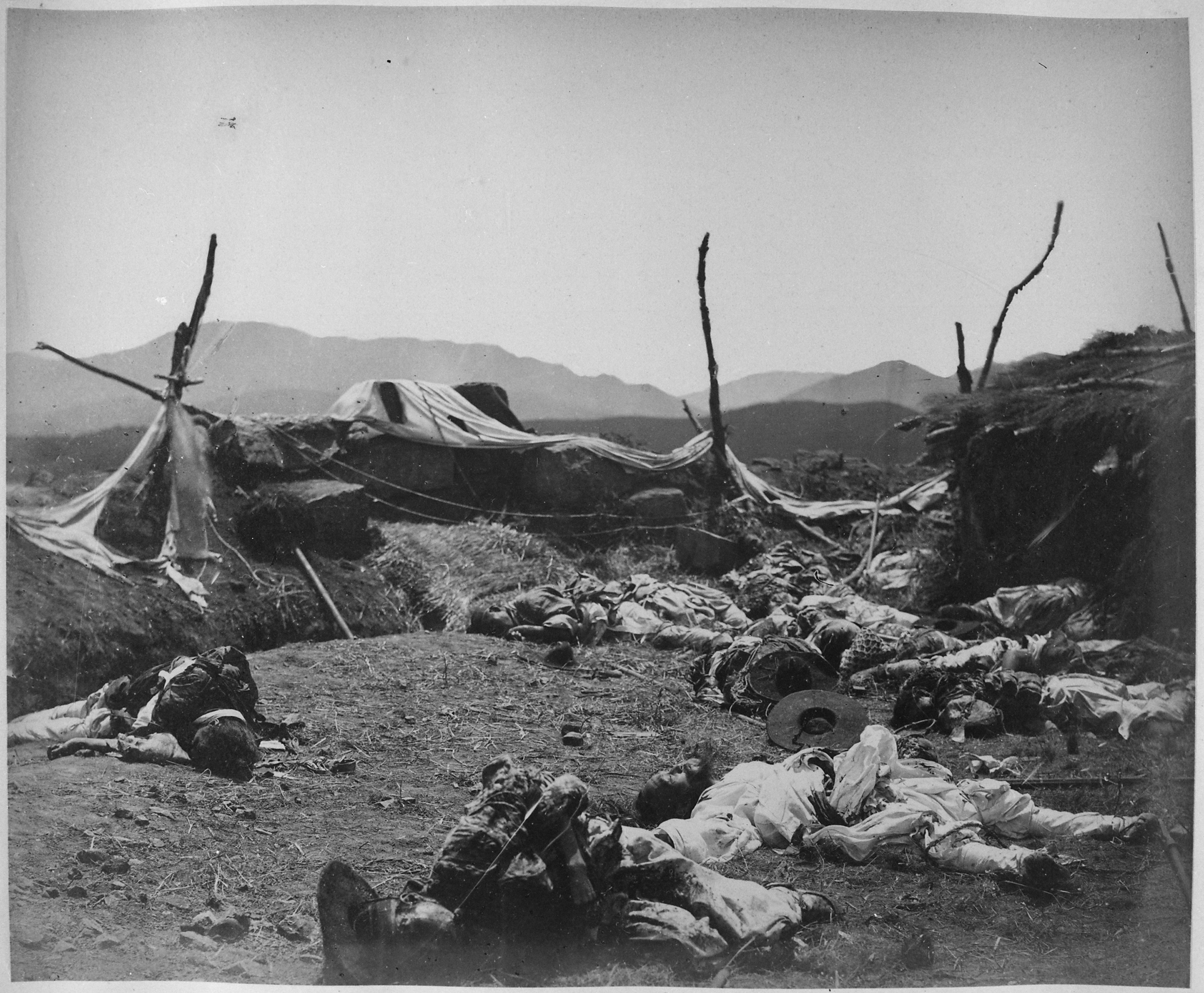
Vittime coreane dell'attacco statunitense.

Diverse centinaia di soldati coreani e tre statunitensi rimasero uccisi sul campo. La Corea continuò a rifiutare di negoziare e la flotta americana salpò. I coreani si riferiscono a questa azione militare come Sinmiyangyo. Il presidente Grant difese Rogers nel suo terzo messaggio annuale al Congresso a dicembre. Dopo un cambio di regime a Seul, nel 1881 gli Stati Uniti negoziarono un trattato, il primo della storia tra il paese asiatico e una nazione occidentale.

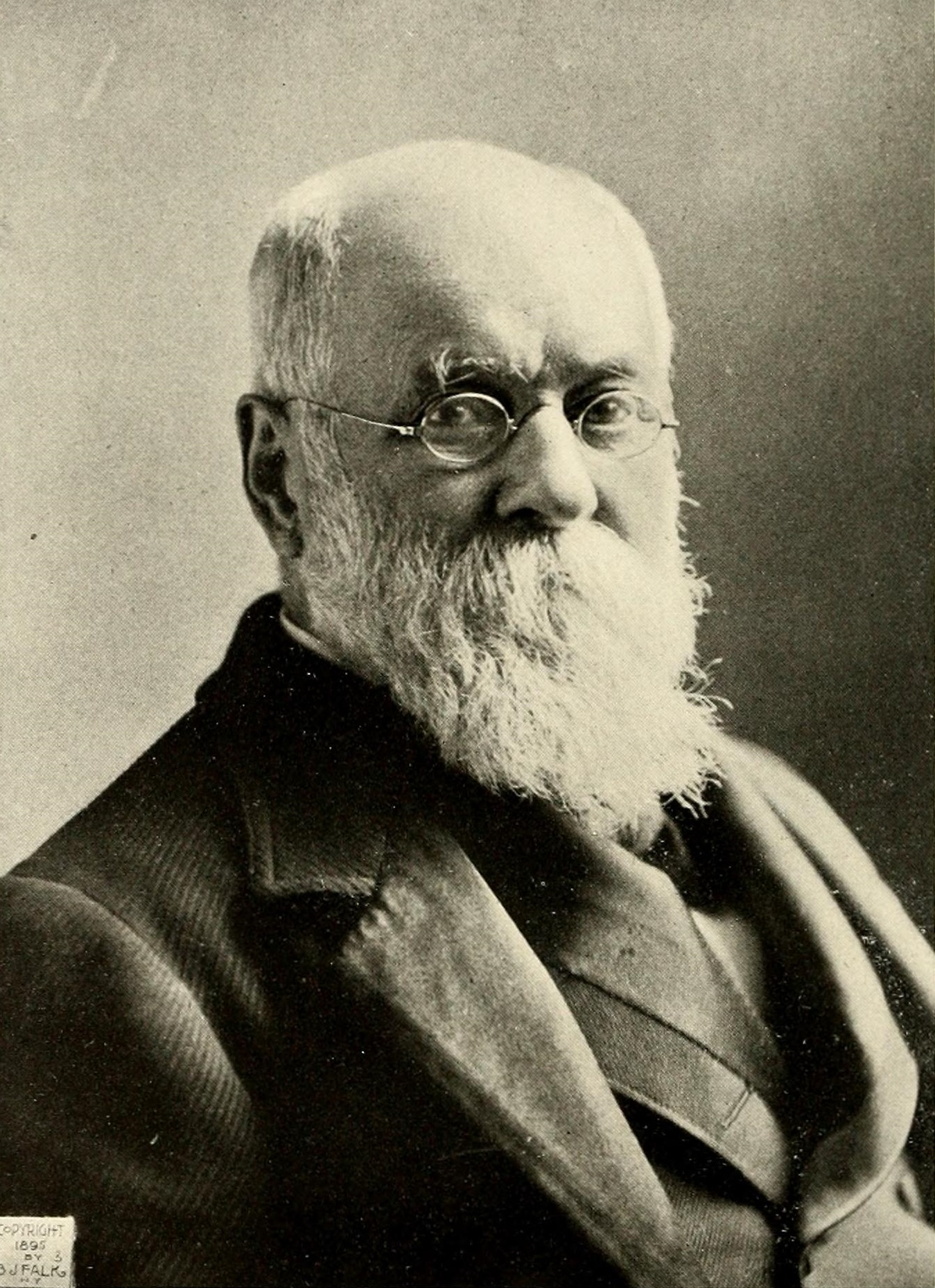
Il giornalista di sinistra Charles Anderson Dana di The Sun portò all'attenzione dell'opinione pubblica molti degli scandali scoppiati nel corso dell'amministrazione Grant.

### Corruzione e riforme: 1869-1873

#### Affare Fisk-Gould
Nel settembre 1869 gli speculatori finanziari Jason Gould e James Fisk misero in piedi una elaborata truffa per manipolare il mercato dell'oro, acquistandolo in dosi massicce per provocare una lievitazione del prezzo. Il piano era di impedire al governo la vendita dell'oro. Il presidente e il segretario al tesoro George S. Boutwell vennero a conoscenza del piano e venerdì 24 settembre ordinarono la vendita di 4 milioni di dollari in oro. I piani di Gould e Fisk furono in tal modo sventati e il prezzo dell'oro scese. Gli effetti dell'ondata di vendita di oro da parte di Boutwell si rivelarono però disastrosi. I valori azionari precipitarono e i prezzi dei prodotti alimentari scesero, rovinando gli agricoltori per diversi anni. Il piano di Gould e Fisk fu chiamato "anello d'oro" (gold ring).

#### Commissione per la funzione pubblica
La riforma del sistema politico delle nomine pubbliche, fino ad allora basate sull'appartenenza partitica (il cosiddetto spoil system) fu per la prima volta tema dei progetti governativi proprio con la presidenza Grant. I riformatori convenivano che il sistema in vigore risultasse negativo in quanto massimizzava il vantaggio dei partiti e dall'altro lato minimizzava l'efficienza e l'imparzialità dei funzionari. Lo storico John Simon dice che gli sforzi del presidente per la riforma dell'amministrazione pubblica furono onesti, ma che vennero accolti da critiche provenienti da ogni parte, tanto che alla fine si rivelarono un completo fallimento.
Grant fu comunque il primo presidente a raccomandare l'istituzione di una funzione pubblica fondata sulla professionalità; appoggiò la prima legge in tal senso nel Congresso e nominò i membri della prima "Commissione per la funzione pubblica". Questa raccomandò l'amministrazione di tenere concorsi ad esami e l'emanazione di regolamenti per l'assunzione e la promozione dei dipendenti governativi; Grant mise in atto queste idee già nel 1872, ma il tutto durò poco più di 2 anni, fino a dicembre del 1874. Nel centro delle dogane di New York, che aveva incassi per centinaia di milioni di dollari annui, i candidati per ottenere una posizione al suo interno dovettero superare un esame di ammissione scritto. Chester Arthur (futuro presidente nel 1881), scelto da Grant come direttore della dogana di New York, affermò che gli esami escludevano ed erano un deterrente per le persone non idonee per quell'impiego. Tuttavia il Congresso, non disposto a riformarsi, rifiutò ogni riforma a lungo termine, non adottando le leggi necessarie per poter rendere permanenti tali cambiamenti. Gli storici sono sempre stati tradizionalmente divisi sul fatto se il clientelismo, ovvero le nomine senza alcun sistema di merito, debba essere etichettato come corruzione.
Il movimento per la riforma del servizio pubblico (già in atto durante la presidenza di Andrew Johnson) si riflesse in due obiettivi distinti: eliminare la corruzione e le inefficienze in una burocrazia non professionale e controllare il potere che il presidente esercitava in tale campo. Sebbene molti riformatori dopo le elezioni del 1868 sperarono che Grant spingesse le leggi relative nel loro percorso al Congresso, egli però rifiutò affermando che "la riforma della funzione pubblica è interamente nelle mani del Congresso. Se i suoi membri rinunciano a chiedere nomine clientelari, questo sarà un passo in avanti. Ma c'è un'immensa quantità di varietà umana nei membri del Congresso, ed è la natura umana a cercare il potere e ad usarlo per aiutare gli amici. Non si può chiamare questo fatto una corruzione: è una condizione della nostra forma rappresentativa di governo".
Il presidente utilizzò i poteri di nomina per costruire il proprio partito personale e per aiutare i suoi amici. Protesse coloro che pensò essere delle vittime di ingiustizia o di attacchi gratuiti da parti avverse, anche quando questi risultarono essere colpevoli; credette fermamente nella fedeltà e nella lealtà in amicizia ed un autore ha finito col definire il suo sistema un'autentica "Cavalleria dell'amicizia".

Emblema usato dal dipartimento delle Poste prima della creazione dell'United States Postal Service.

#### Corruzione nelle poste
All'inizio degli anni 1870 i contratti più lucrativi delle imprese di servizio postale erano quelli concessi agli appaltatori locali sulla costa del Pacifico e nelle regioni degli Stati Uniti meridionali; questi erano conosciuti come "percorsi stella" in quanto veniva segnato un asterisco su tutti i documenti ufficiali del sistema postale. Questi percorsi remoti erano di centinaia di chilometri, fino a toccare le parti più rurali del paese a bordo di cavalli o pony (da qui nasce il termine "Pony express") e calesse. Per l'ottenimento di tali contatti, altamente ricercati, fu organizzato un intricato sistema di corruzione e offerte sottobanco; esso comprendeva imprenditori, impiegati postali e vari intermediari occasionali. Le gare truccate furono la prassi nel periodo in cui John Creswell fu direttore generale delle poste. Un'indagine federale del 1872 sull'argomento scagionò Creswell, ma una relazione di minoranza della Camera dei rappresentanti lo accusava; una tangente di 40.000 dollari arrivata al 42º Congresso, erogata da uno degli appaltatori postali, falsò i risultati dell'inchiesta. Nel 1876 un'altra indagine congressuale, questa volta promossa dai democratici, riuscì ad interrompere per alcuni anni il giro malavitoso.

#### Caso della dogana di New York
Poco prima delle elezioni presidenziali del 1872 si svolsero due indagini, una da parte del Congresso e l'altra del dipartimento del Tesoro, sulla presunta corruzione alle dogane di New York, dirette dai collaboratori del presidente Moses Hicks Grinnell e Thomas Murphy. I magazzini privati prendevano merci importate dalle banchine portuali e caricavano costi di stoccaggio sui trasportatori. L'amico di Grant, George K. Leet, rimase presumibilmente coinvolto nei prezzi esorbitanti per la conservazione delle merci e nella spartizione dei profitti. Un terzo collaboratore del presidente, Chester Arthur (futuro presidente nel 1881), attuò la riforma proposta dal segretario al tesoro George S. Boutwell, consistente nel mantenere la merce sulle banchine, sotto protezione, anziché tenerle in depositi privati.

#### Tentativo di aumentare i salari dei politici
Il 3 marzo 1873 il presidente firmò una legge che autorizzò l'aumento del salario del presidente da 25.000 a 50.000 dollari annuali e gli stipendi dei congressisti di 2.500 dollari. I deputati alla Camera dei rappresentanti inoltre ricevettero un bonus retributivo retroattivo per i due anni precedenti di carica. Ciò venne realizzato in segreto e collegato a un disegno di legge di stanziamenti generali. I giornali riformisti però rapidamente diedero risalto alla legge e sia questa sia il bonus furono abrogati nel gennaio del 1874.

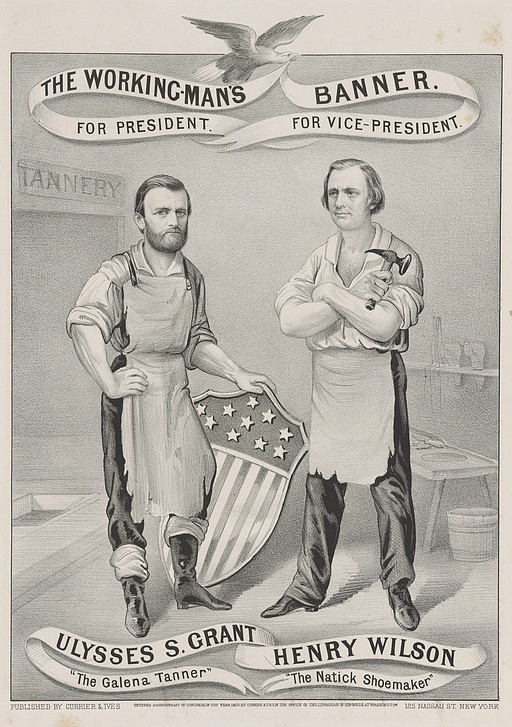
Manifesto per la campagna elettorale repubblicana del 1872

## Elezioni presidenziali del 1872
Quando il suo primo mandato entrò nel suo ultimo anno, il presidente era decisamente popolare in tutto il paese, nonostante le accuse ricorrenti di corruzione che circondarono la sua amministrazione. Quando i Repubblicani si riunirono per la Convenzione nazionale, Grant fu scelto all'unanimità come candidato; gli venne affiancato Henry Wilson per la vicepresidenza, selezionato a seguito delle voci circolanti su presunte corruzioni a carico del vicepresidente in carica Schuyler Colfax. Il programma elettorale chiedeva dazi doganali elevati e la prosecuzione delle politiche radicali di Ricostruzione, mantenendo i cinque distretti militari negli Stati del Sud.
Durante il primo mandato di Grant, un numero significativo di colleghi di Partito erano diventati sempre più disillusi. Stanchi di scandali e contrariati da diverse politiche del presidente, provocarono una scissione dando vita al "Liberal Republican Party"; alla Convenzione tenutasi a maggio l'editore del New York Tribune Horace Greeley fu nominato candidato, in coppia con Benjamin Gratz Brown. Sostennero la riforma della funzione pubblica, bassi dazi e la concessione di un'amnistia per tutti gli ex soldati confederati; volevano anche terminare al più presto la Ricostruzione e ripristinare l'autonomia degli Stati del Sud.
I Democratici, che in tal frangente non disponevano di un candidato forte, accolsero l'occasione di consolidare il voto contro Grant e appoggiarono Greeley e Brown; questa fu l'unica volta nella storia degli Stati Uniti che uno dei due partiti maggiori si schierò dietro al candidato di un terzo partito.
Come già i presidenti in scadenza prima di lui, anche Grant non fece personalmente campagna elettorale; un'organizzazione efficiente di partito composta da migliaia di beneficiari di nomine la portò avanti al suo posto. Frederick Douglass appoggiò Grant, ricordando agli elettori afroamericani che aveva portato alla dissoluzione del Ku Klux Klan. Greeley intraprese verso la fine di settembre un giro di conferenze attraverso cinque Stati, durante il quale pronunciò all'incirca 200 comizi; la sua campagna elettorale fu segnata da errori e momenti imbarazzanti.

Mappa dei risultati: gli Stati vinti da Grant sono in rosso.

Ad ogni modo, per colpa del conflitto politico sorto tra i liberali repubblicani e i democratici a causa di diversi errori commessi durante la campagna elettorale, Greeley, fisicamente in difficoltà, non fu mai davvero in partita; Grant vinse abbondantemente con 286 grandi elettori sui 352 disponibili, con il 55,8% del voto popolare a livello nazionale. Il successo del presidente condusse anche ad una larga maggioranza repubblicana in entrambe le Camere congressuali. Stremato dalla dura campagna elettorale, Greeley morì poche settimane dopo le elezioni: come forma di estremo rispetto nei suoi confronti il presidente partecipò alla celebrazione funebre.

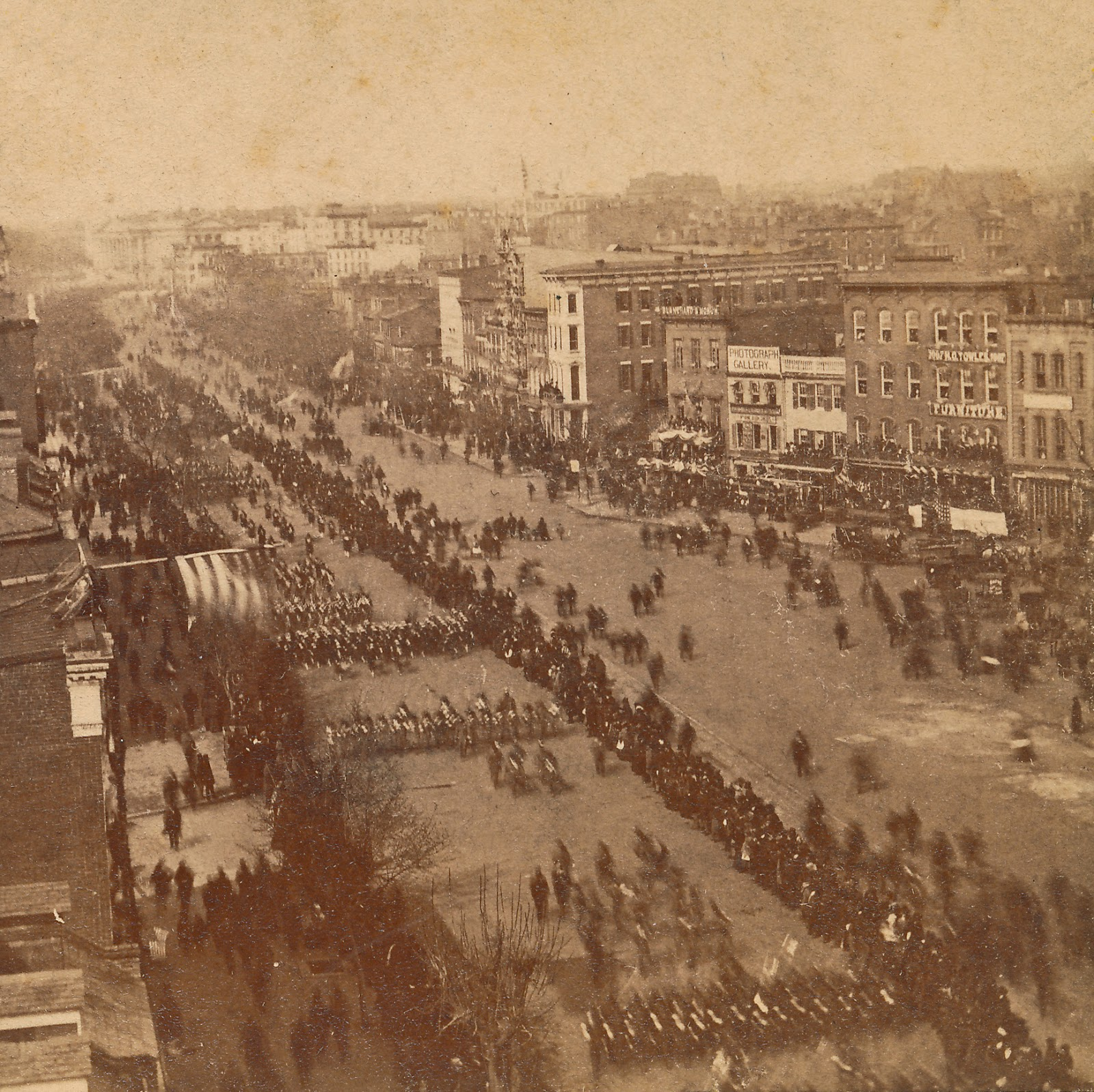
Parata della seconda inaugurazione di Grant sulla Pennsylvania Avenue.

## Secondo mandato
La seconda inaugurazione si svolse martedì 4 marzo del 1873. Il vicepresidente Wilson morì due anni dopo, a 263 giorni dal termine, e la carica di vicepresidente rimase vacante per non toccare l'equilibrio del governo.
Partendo dalla Casa Bianca, una parata d'onore scortò Grant lungo la Pennsylvania Avenue, di recente pavimentata e addobbata con striscioni e bandiere, fino a quando giunse di fronte al Campidoglio per la cerimonia di giuramento e di insediamento. Il presidente della Corte suprema Salmon Portland Chase gestì e presenziò al tutto. Fu una delle più fredde inaugurazioni delle storia statunitense, con una temperatura di soli 6 gradi all'alba. Dopo il giuramento, ebbe inizio la sfilata inaugurale; The Washington Star osservò che "le pareti delle abitazioni e le finestre private lungo l'intero percorso erano affollate fino all'eccesso". La sfilata consistette in una serie di unità militari insieme a bande musicali a piedi e a organizzazioni civiche; i militari, con le loro divise sgargianti, risultarono essere i più vistosi: parteciparono in 12.000, tra cui diverse compagnie di militari afroamericani. Al ricevimento inaugurale parteciparono oltre 6.000 persone.
Si prestò molta cura per assicurare un'ampia disponibilità di spazi e un elegante assortimento di antipasti, cibo e champagne; fu anche costruito per l'occasione un grande edificio temporaneo di legno, in Judiciary Square, per ospitare l'evento. Il presidente, arrivato alle 11:30, diede personalmente inizio alle danze attorniato da ospiti sia neri che bianchi i quali si misero a ballare insieme (ciò non mancò di attirare le critiche di una certa stampa che storse il naso). Il giorno seguente si continuò con un ballo mascherato a cui però il presidente non partecipò.

### Seguito della Ricostruzione e dei diritti umani e civili
Grant mostrò una notevole energia nel far applicare sia il XIV emendamento sia il XV emendamento e portò all'incriminazione di migliaia persone che violarono i diritti civili degli afroamericani; non esitò ad utilizzare la forza militare per reprimere le insurrezioni politiche in Louisiana, nel Mississippi e nella Carolina del Sud. Guidò l'azione del dipartimento di Giustizia in difesa dei diritti civili più di qualsiasi altro presidente del XIX secolo.

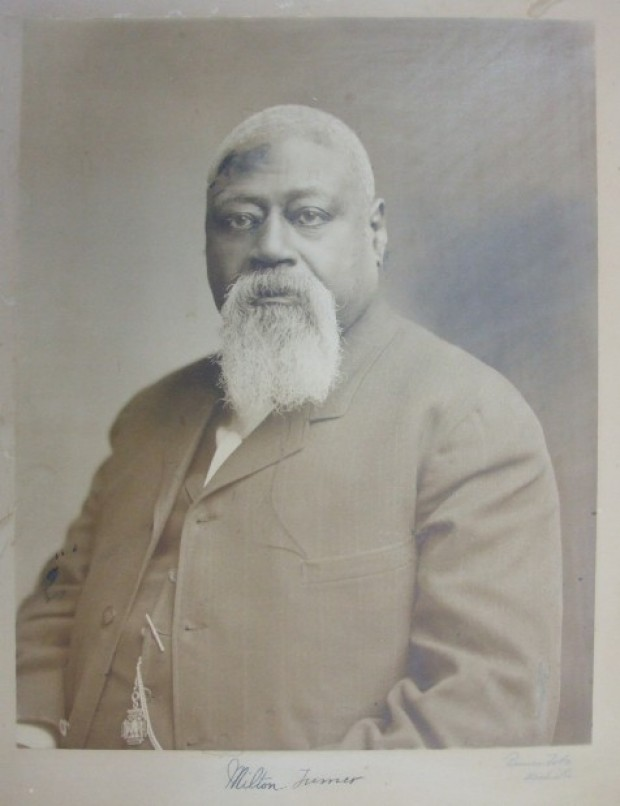
James Milton Turner, primo diplomatico afroamericano della storia statunitense

Usò i propri poteri nella loro interezza per indebolire le azioni terroristiche del Ku Klux Klan, riducendo in maniera significativa la violenza e l'intimidazione diffusa negli Stati Uniti meridionali. Nominò James Milton Turner come primo diplomatico nero presso una nazione straniera (console generale in Liberia).
I suoi rapporti con Charles Sumner, leader nella promozione dei diritti civili, si guastarono irrimediabilmente dopo che questi si era fermamente opposto al piano del presidente per annettere la Repubblica Dominicana grazie ad un trattato; come diretta conseguenza gli uomini vicini al senatore e i suoi alleati finirono marginalizzati e lo stesso Sumner venne scalzato dalla presidenza della Commissione per le relazioni estere. Egli partecipò alla scissione dei "Liberal Republican" nelle elezioni presidenziali del 1872, con lo scopo di contrastare la rielezione di Grant.
La resistenza conservatrice ai governi statali repubblicani crebbe dopo il 1872, nacquero nuove organizzazioni paramilitari segrete nel profondo Sud; nel Mississippi, in Carolina del Nord e del Sud e nella Louisiana le "Red Shirts" (Camicie rosse) e la "White League" (Lega bianca) operarono apertamente e furono meglio organizzate rispetto al KKK. I loro obiettivi principali erano quelli di liberarsi dei Repubblicani, cacciarli dai governi del Sud e restituire il potere ai bianchi conservatori, utilizzando qualsiasi metodo, anche illegale. Fedele ai suoi veterani, Grant rimase determinato a fornire agli afroamericani la protezione necessaria.

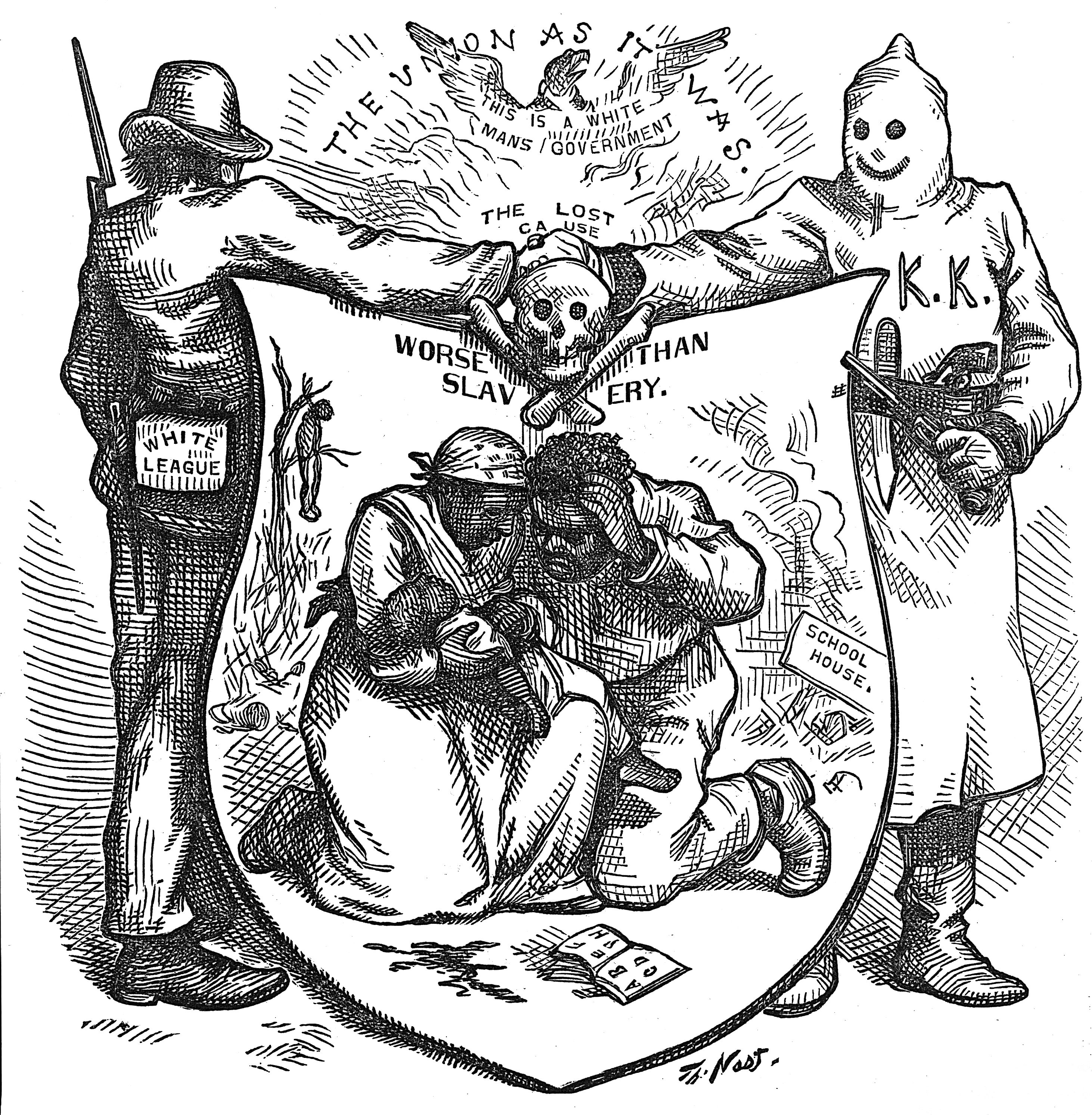
Almeno fino al 1874 l'organizzazione paramilitare della "White League", in collaborazione con i membri rimasti del Ku Klux Klan, terrorizzarono i Repubblicani afroamericani in tutto il territorio della Louisiana.

#### Massacro di Colfax
Le elezioni del 4 novembre 1872 mostrarono che la Louisiana era uno Stato nettamente diviso. Due candidati rivendicavano la vittoria per la carica di governatore della Louisiana; atti di violenza quotidiani erano commessi per intimidire i Repubblicani neri. Il partito fusionista dei "Liberal Republican" e i Democratici sostenevano la vittoria di John McEnery, mentre i Repubblicani continuavano ad appoggiare William Pitt Kellogg. Due mesi più tardi, il 13 gennaio, entrambi i candidati prestarono giuramento come governatori; un giudice federale stabilì che Kellogg fosse il legittimo vincitore, ordinando che fosse la sua maggioranza a insediarsi. La "White League", che aveva appoggiato McEnery, si preparò ad usare la forza militare con l'intenzione di rimuovere Kellogg dalla carica. Grant ordinò alle truppe di far rispettare l'ordine del tribunale e di proteggere il governatore; il 4 marzo le forze federali e la milizia statale riuscirono a sconfiggere l'insurrezione del movimento fusionista favorevole a McEnery.

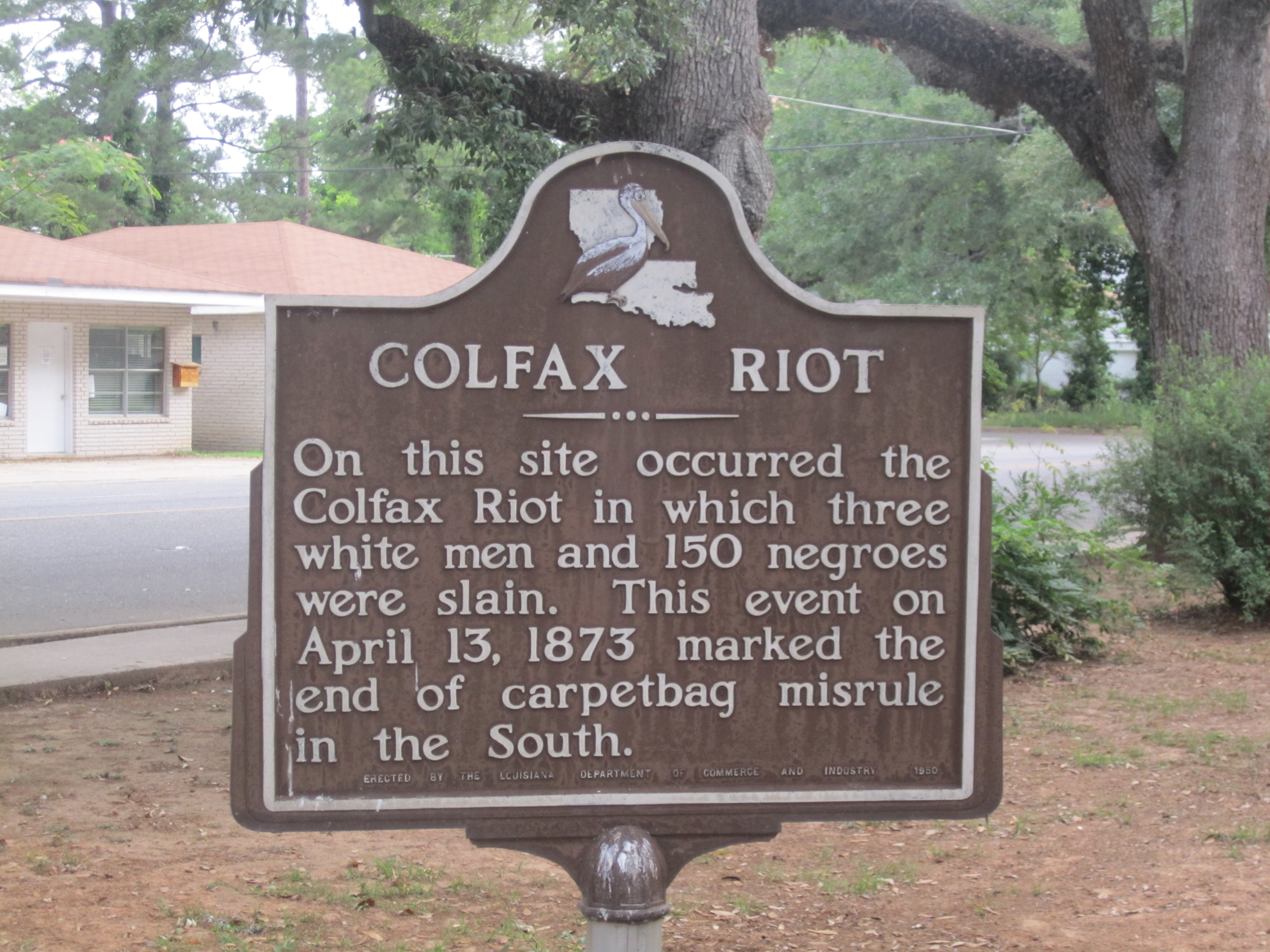
Targa commemorativa del massacro di Colfax

Sorse poi una disputa su chi avrebbe dovuto prendere gli incarichi di giudice e di sceriffo presso la sede giudiziaria di Colfax, nella parrocchia di Grant. I due incaricati di Kellogg presero il controllo del tribunale il 25 marzo con l'aiuto della truppe della milizia di Stato, composte da afroamericani. Il 13 aprile le forze della "White League" attaccarono il tribunale e massacrarono 50 miliziani neri. Durante gli scontri furono uccisi in totale 105 neri, che difendevano la corte di giustizia. Passò alla storia come il massacro di Colfax. Il 21 aprile Grant invio il 19º reggimento di fanteria per ripristinare l'ordine; il 22 maggio il presidente emise un nuovo proclama di ripristino dell'ordine in tutta la Louisiana. Il 31 maggio McEnery disse finalmente ai suoi seguaci di obbedire agli "ordini perentori" di Grant. Questo risultato condusse ad una temporanea pace a New Orleans e nella maggior parte dello Stato ad eccezione, ironia del caso, proprio della parrocchia di Grant.

#### Guerra Brooks–Baxter in Arkansas
Nell'autunno del 1872 i Repubblicani si divisero nell'Arkansas, arrivando alle elezioni con due candidati per la carica di governatore dell'Arkansas, Elisha Baxter e Joseph Brooks. Le elezioni furono caratterizzate da massicci brogli, nonostante ciò Baxter venne dichiarato il vincitore legittimo e assunse l'incarico; Brooks però non rinunciò e, nel 1874, un giudice locale stabilì che Brooks aveva diritto alla carica e gli fece prestare giuramento. Entrambe le parti mobilitarono unità di miliziani armati e gli scontri presto insanguinarono le strade. Circolavano molte voci su chi dei due avrebbe avuto l'appoggio del presidente Grant, ma questi prese tempo richiedendo una sessione congiunta del governo statale per deliberare in modo pacifico chi avrebbe dovuto assumere l'incarico; Baxter però si rifiutò di partecipare. Il 15 maggio Grant emise un proclama in cui si dichiarava la vittoria di Baxter e come conseguenza le ostilità cessarono.
Nell'autunno 1874 nuove elezioni locali fecero giungere al potere i "redeemers" e i Democratici, che procedettero a scrivere una nuova costituzione statale, a far decadere Baxter e a nominare Augustus H. Garland al suo posto; pochi mesi dopo, all'inizio del 1875, il presidente stupì il paese rovesciando il proprio precedente verdetto, annunciando così che Brooks era stato legittimamente eletto nel 1872. Brooks tuttavia non entrò mai in carica; Grant gli affidò l'incarico molto ambito, in quanto dotato di grande potere clientelare, di sovrintendente generale delle poste a Little Rock. Brooks morì nel 1877 ma l'episodio gettò ulteriore discredito su Grant.

#### Sommossa di Vicksburg

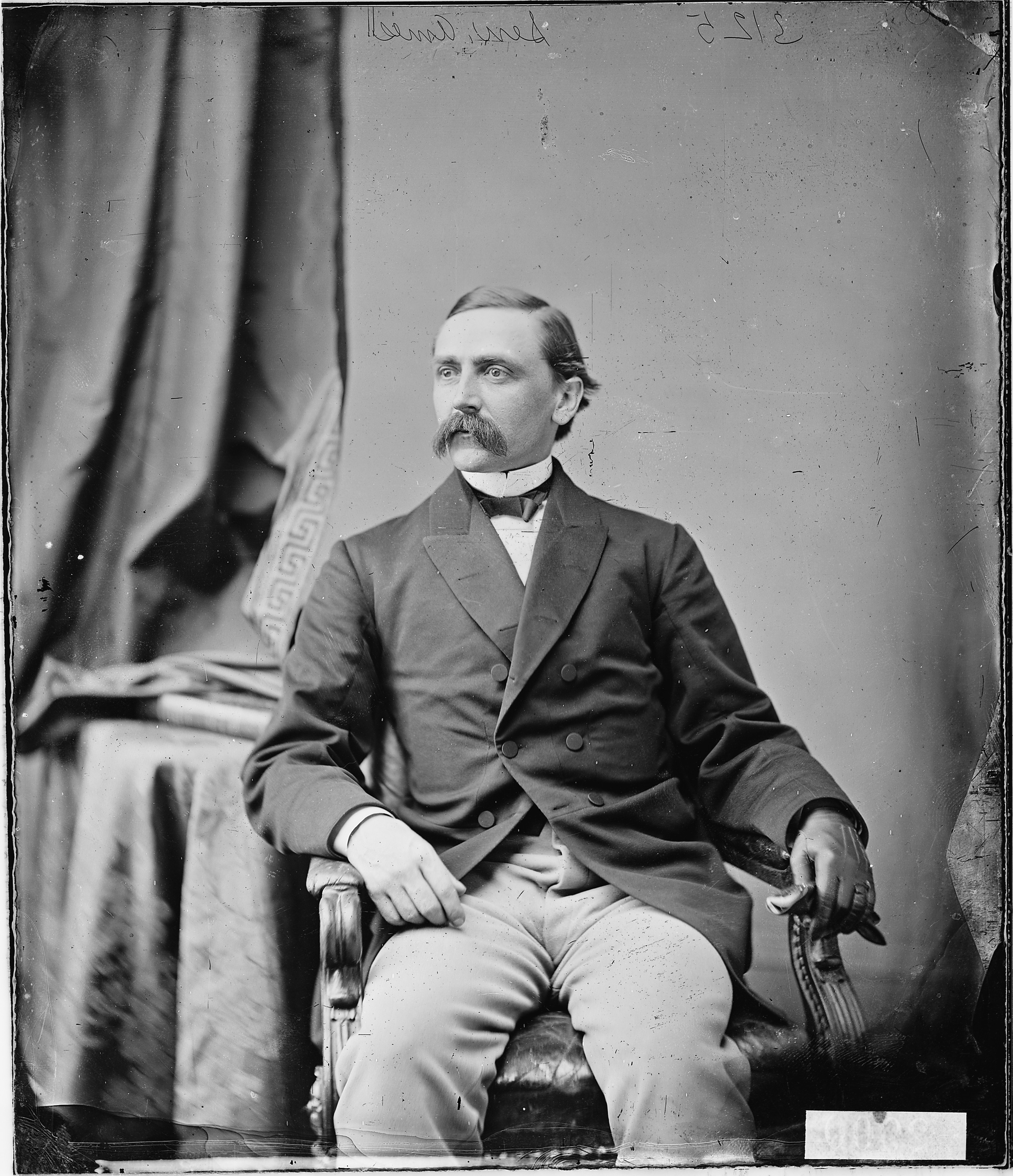
Il governatore del Mississippi Adelbert Ames

Nell'agosto del 1874, al governo cittadino di Vicksburg furono eletti candidati del "Partito riformista bianco", costituito sia da Repubblicani sia da Democratici; il loro programma era principalmente la riduzione delle spese e delle tasse cittadine. Nonostante le intenzioni, il movimento si mostrò presto razzista; i dirigenti bianchi della città cercarono lo scontro con il governo della contea di Warren, a maggioranza afroamericana. La "White League" riuscì a scacciare, con minacce di morte, Crosby, lo sceriffo nero della contea e responsabile dell'erario. Crosby chiese aiuto al governatore del Mississippi Adelbert Ames per recuperare la carica; Ames gli disse di radunare altri afroamericani e di usare la forza per mantenere la carica. A quel tempo Vicksburg aveva una popolazione di 12.443 abitanti, di cui oltre la metà erano afroamericani.
Il 7 dicembre Crosby e una milizia afroamericana si avvicinarono alla città; aveva dichiarato che i bianchi erano "ruffiani, barbari e banditi politici". Si verificò una serie di scontri che causarono la morte di 29 neri e 2 bianchi. La milizia bianca continuò a mantenere il controllo del tribunale e della prigione.
Il 21 dicembre Grant emanò un proclama rivolto alla popolazione di Vicksburg, imponendo l'immediata cessazione delle ostilità. Il generale Philip Henry Sheridan inviò dei rinforzi dalla vicina Louisiana che ripristinarono Crosby in carica come sceriffo, ristabilendo la pace. Interrogato sulla questione, il governatore Ames negò di aver mai detto a Crosby di utilizzare una milizia afroamericana. Il 7 giugno 1875 Crosby fu ucciso a colpi di pistola da un suo vice bianco, mentre stava bevendo in un bar: le ragioni dell'uccisione non furono mai chiarite.

#### Rivolta e colpo di Stato in Louisiana

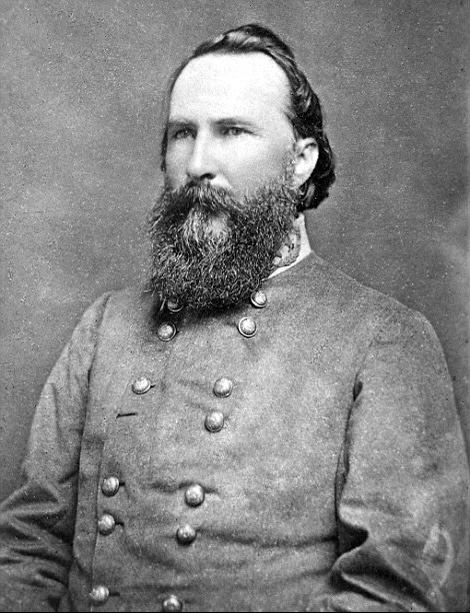
L'ex generale confederato, ed amico di gioventù di Grant, James Longstreet, assieme a una milizia di volontari afroamericani tentò di fermare una rivolta suprematista bianca a New Orleans nel settembre 1874.

Il 14 settembre 1874 la "White League" e la milizia dei Democratici riuscirono con un colpo di mano a prendere il controllo del parlamento della Louisiana, a New Orleans; il governatore repubblicano William Pitt Kellogg fu costretto alla fuga. L'ex generale dell'esercito confederato James Longstreet, con l'apporto di 3.000 miliziani afroamericani e 400 poliziotti metropolitani, avviò un contrattacco contro le milizie della White League, composte da 8.000 uomini. Questi ultimi, tutti ex soldati sudisti e molto esperti di guerriglia urbana, misero in rotta l'esercito di Longstreet. Il 17 settembre Grant mandò d'urgenza le truppe federali dell'esercito unionista, che ripristinarono il governo legittimo. Durante le controverse elezioni di novembre la tensione politica montò e la violenza e i brogli elettorali dilagarono; la situazione generale in città stava nuovamente sfuggendo al controllo. Risultarono eletti 53 Repubblicani e 53 Democratici, con i 5 posti rimanenti da far decidere al parlamento statale.
Grant osservò attentamente gli sviluppi, ed inviò segretamente Philip Henry Sheridan col compito di mantenere la legalità e l'ordine nello Stato sudista. Il generale giunse pochi giorni prima della riunione d'apertura dell'assemblea legislativa, prevista per il 4 gennaio 1875; il giorno della convocazione, i Democratici, nuovamente ricorrendo alla forza militare, occuparono l'edificio che ospitava il parlamento statale e ne presero il controllo. I Repubblicani, espulsi dall'aula, vennero scacciati con la forza anche dai corridoi antistanti e allontanati dall'edificio. All'inizio i Democratici vennero spalleggiati dalle truppe federali comandate dal colonnello Régis de Trobriand. Tuttavia, il governatore Kellogg chiese a Trobriand di permettere l'ingresso in aula dei Repubblicani. Trobriand tornò all'edificio del parlamento e, con le baionette, sgomberò i Democratici e li fece uscire. I Repubblicani ripresero il controllo dell'aula e si organizzarono da soli, protetti dalla sorveglianza dell'esercito federale. Sheridan affermò che l'esercito federale si era mostrato neutrale, in quanto dapprima aveva protetto i Democratici.

#### Legge sui diritti civili del 1875
Durante tutto il corso della sua presidenza, Grant continuò ad interessarsi ai diritti civili di tutti i cittadini "indipendentemente dalla nazionalità, dal colore della pelle umana o dalla religione professata". Il presidente firmò una nuova legge sui diritti civili (Civil Rights Act) che permise a tutti i cittadini di accedere agli esercizi pubblici, agli alberghi, ai ristoranti e ai luoghi d'intrattenimento. Questa disposizione venne realizzata in modo particolare per difendere gli afroamericani dalla discriminazione e dalla già strisciante segregazione razziale. La legge fu approvata anche in onore del senatore Charles Sumner, morto nel 1874, che aveva già presentato un disegno di legge sui diritti civili nel 1872. Nel suo sesto messaggio al Congresso Grant riassunse il suo punto di vista: "fino a quando rimango nel pieno dei miei poteri, tutte le leggi del Congresso e le disposizioni della Costituzione... verranno fatte applicare con il massimo rigore... trattate il nero come un cittadino e un elettore, come egli è e deve rimanere... Solo in tal maniera non avremo più alcuna lamentela di interferenze locali".
In un sondaggio effettuato nel 2009 dalla C-SPAN, nella categoria dei presidenti che più perseguirono una equa giustizia per tutti, Grant ottenne un punteggio di 9, entrando così nei primi dieci. La legge sui diritti civili del 1875 si rivelò di poco aiuto per i neri. Il dipartimento di Giustizia e i giudici federali in genere non l'applicarono, e la Corte suprema la dichiarò incostituzionale nel 1883. Lo storico William Gillette la definisce "una vittoria insignificante."

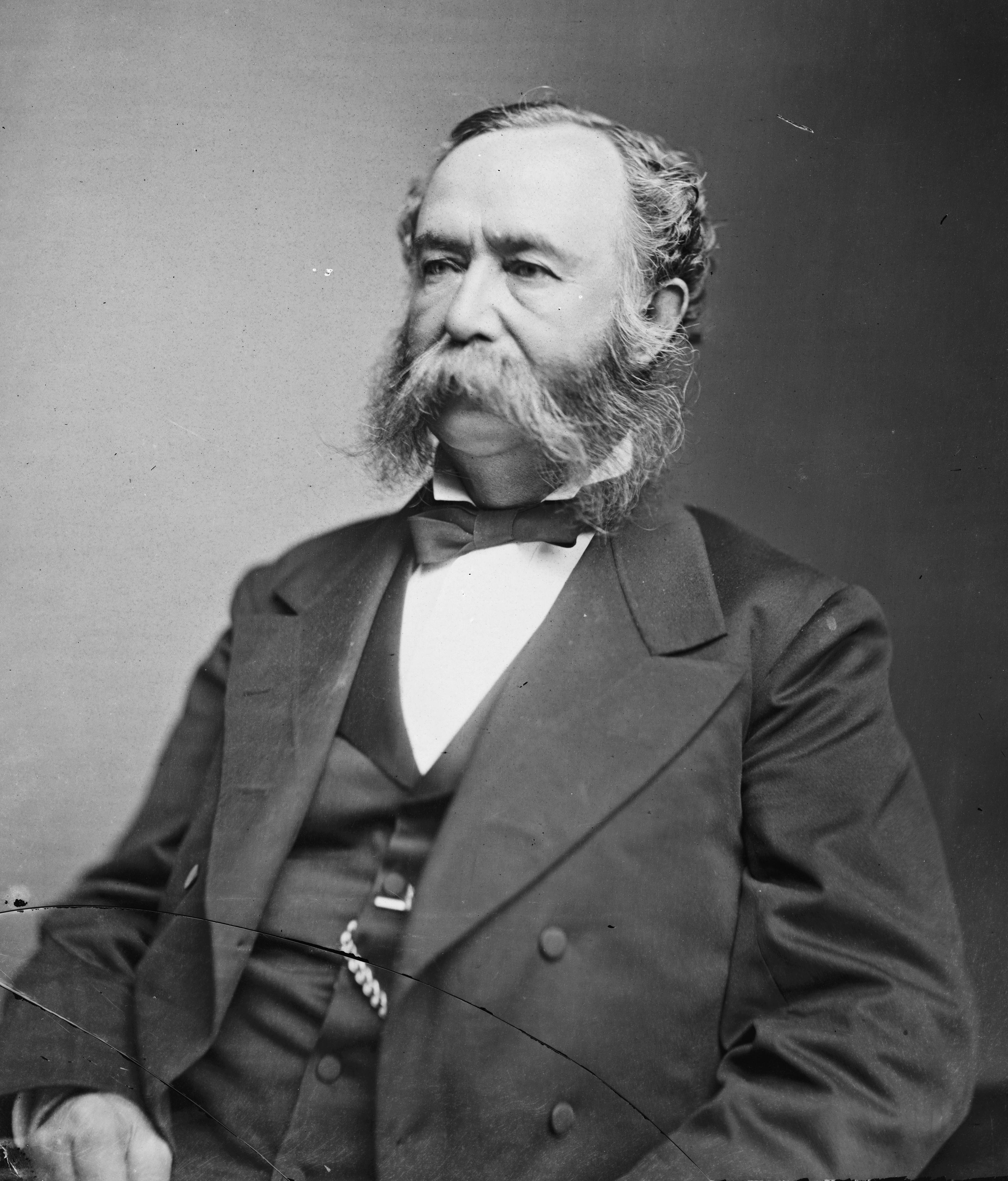
L'ex ufficiale confederato Wade Hampton III venne sostenuto dal gruppo terroristico della "Red Shirts" per ottenere la carica di governatore della Carolina del Sud nel 1876.

#### Disordini razziali nella Carolina del Sud del 1876
Durante il 1876, anno di elezioni, la Carolina del Sud si trovava in uno stato di ribellione contro il suo governatore, il Repubblicano Daniel Henry Chamberlain. I Conservatori sudisti erano determinati a far vincere le elezioni all'ex confederato Wade Hampton III, non esitando ad utilizzare forme di violenza e intimidazione; i Repubblicani invece proposero Chamberlain per un secondo mandato. I sostenitori di Hampton, che indossavano camicie rosse (e per questo vennero denominati "Red Shirts") disturbavano gli incontri degli avversari con sparatorie e urla. Le tensioni raggiunsero il culmine l'8 luglio quando cinque afroamericani furono uccisi ad Hamburg nella contea di Aiken. I membri dei "circoli del fucile" (rifle clubs), tutti con camicie rosse, risultarono essere molto meglio armati dei neri. Lo Stato fu in questo periodo governato più dalle aggressioni di massa e dallo spargimento di sangue che non dal legittimo governo di Chamberlain.
La milizia nera rispose a Charleston il 6 settembre in quella che sarebbe stata conosciuta come "rivolta di King Street". La milizia dei bianchi americani rimase all'inizio sulla difensiva, temendo il possibile intervento delle truppe federali. Il 19 settembre, tuttavia, le Camicie rosse passarono all'offensiva uccidendo apertamente tra i 30 e i 50 afroamericani nei dintorni di Ellenton; nel corso del massacro fu ucciso anche il deputato statale Simon Coker. Il 7 ottobre Chamberlain dichiarò la legge marziale intimando a tutti i membri dei "circoli del fucile" di consegnare immediatamente le armi e cessare la guerriglia armata. Nel frattempo Hampton ripeteva che il governatore Chamberlain non era in grado di governare lo Stato; per disperazione questi scrisse a Grant chiedendo un intervento federale. Lo "scontro di Cainhoy" ebbe luogo il giorno 15, quando i Repubblicani tennero un incontro a "Brick Church", vicino a Cainhoy (ora facente parte di Charleston). Sia neri che bianchi aprirono il fuoco e sei bianchi e un nero rimasero uccisi.
Il presidente, sconvolto per i fatti accaduti, emise infine un proclama il giorno 17, ordinando a tutte le persone, entro tre giorni, di cessare ogni attività illegale, disperdersi dal suolo pubblico e fare ritorno alle proprie abitazioni. Un totale di 1.144 soldati federali di fanteria furono inviati sul territorio e la violenza finalmente si fermò; la giornata delle elezioni fu tranquilla. Entrambi i contendenti dichiararono di aver ottenuto la vittoria e per un breve lasso di tempo agirono come se fossero il governatore in carica. Hampton assunse ufficialmente la carica nel 1877, dopo che il nuovo presidente degli Stati Uniti Rutherford Hayes fece ritirare le truppe federali a seguito del "compromesso del 1877" e dopo che Chamberlain abbandonò lo Stato.

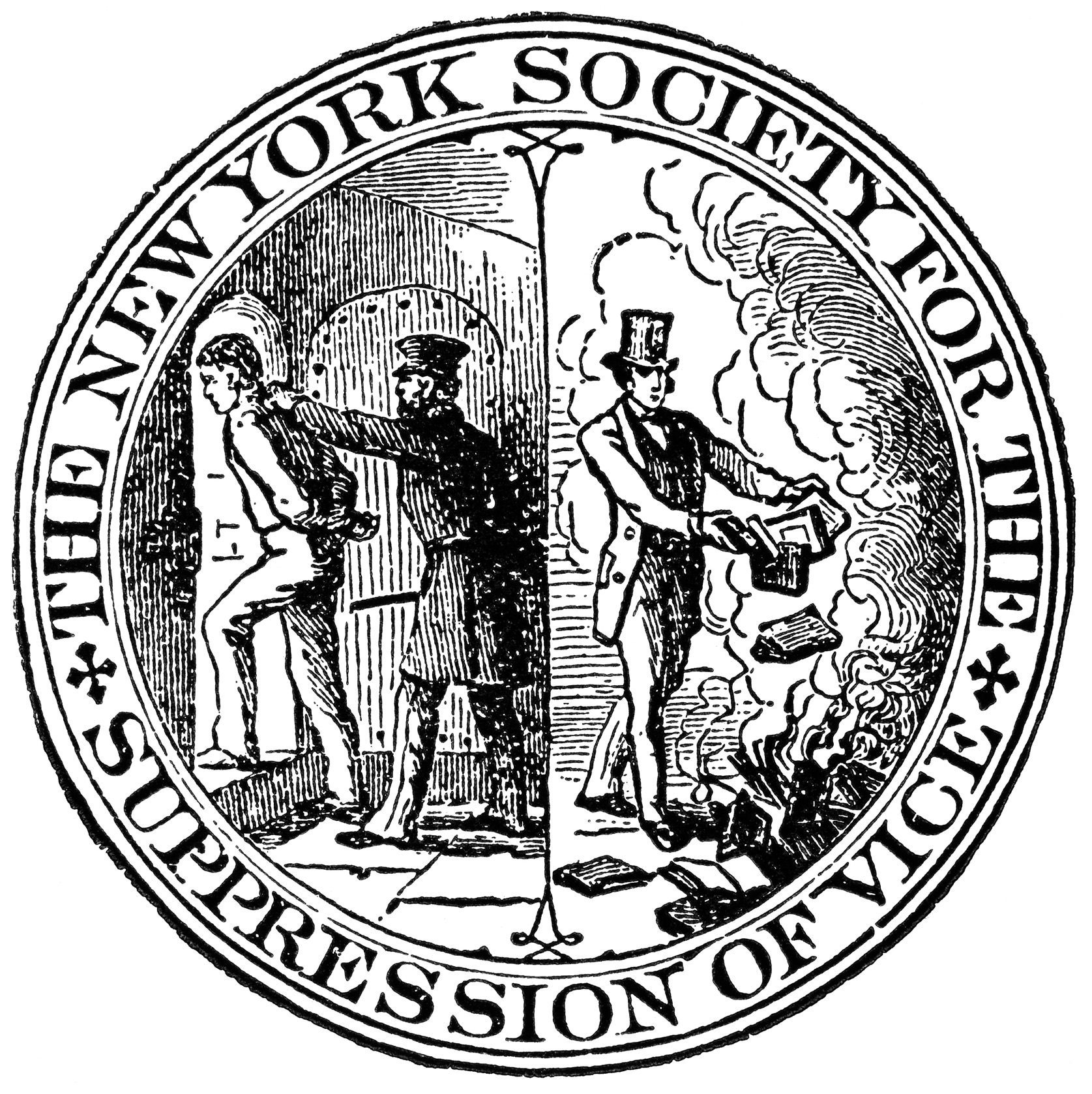
Sigillo della "Società per la soppressione del vizio" newyorkese

#### Poligamia e prostituzione cinese
Nell'ottobre 1875 il presidente intraprese un viaggio nel territorio dello Utah e rimase assai sorpreso dalla gentilezza con cui lo trattavano i mormoni; disse al governatore territoriale George W. Emery che si era ingannato nei loro confronti. Tuttavia il 5 dicembre, dopo il suo ritorno alla Casa Bianca, scrisse al Congresso, per il settimo discorso sullo stato dell'Unione che "la poligamia come istituto dovrebbe venire eliminata dalla superficie della terra". Grant credeva che la poligamia avesse il potere d'influenzare negativamente i bambini e le donne; sostenne che una nuova legge ben più dura della Morrill Act dovesse essere al più presto votata per "punire un così flagrante crimine contrario alla decenza e alla morale".
Il presidente denunciò inoltre l'immigrazione di donne cinesi nel paese per scopi di prostituzione, concludendo che questa fosse un male non minore della poligamia.

#### Supporto all'istruzione laica
Il presidente credeva fortemente nella separazione tra Stato e Chiesa e promosse la completa secolarizzazione dell'istruzione pubblica. Nel suo discorso pronunciato nel settembre 1875 sostenne "la sicurezza del libero pensiero, della libertà di parola e della libertà di stampa, della pura morale, dei sentimenti religiosi liberi e di uguali diritti e privilegi a tutti gli uomini, indipendentemente dalla nazionalità, dal colore della pelle umana o dalla religione di appartenenza". Per quanto riguarda l'istruzione pubblica sostenne che ogni bambino avrebbe dovuto ricevere "l'opportunità di una buona educazione scolastica comune di base, non mischiata a principi settari, pagani o atei. Lasciate la questione della religione all'altare familiare, alla Chiesa e agli istituti privati... Mantenete la Chiesa e lo Stato per sempre separati".

#### Supporto all'ebraismo
Il presidente si dimostrò molto dispiaciuto per aver emesso l'ordinanza di guerra che espelleva i commercianti ebrei dal Tennessee nel 1862. La comunità degli ebrei americani era arrabbiata con Grant e temeva per il loro status in America fosse a rischio, anche se il presidente Abraham Lincoln aveva costretto il generale a fare retromarcia ritirando immediatamente l'ordinanza. Grant si scusò pubblicamente per questo nel corso della campagna per le elezioni presidenziali del 1868. Appena eletto, si mise immediatamente a fare ammenda, nominando alcuni ebrei in ruoli abbastanza importanti. Lo storico Jonathan D. Sarna sostiene che:

### Questioni indiane
Con l'attuazione della politica di pace di Grant, gli scontri tra coloni, esercito federale e nativi americani decrebbero da 101 nel 1869 a 15 nel 1875. La scoperta dell'oro nelle Colline Nere del territorio del Dakota ed il completamento della ferrovia del Pacifico del nord minacciarono seriamente di farla fallire, con i coloni banchi che entrarono in competizione con i nativi per lo sfruttamento delle miniere poste nel territorio natale dei nativi e da loro considerato sacro. Le guerre indiane ricominciarono a salire, toccando le 32 nel 1876 e 43 l'anno seguente. Uno dei più celebri scontri contro gli amerindi della storia americana fu la battaglia del Little Bighorn avvenuta nel 1876. Le vittime nel solo Montana passarono da 5 nel 1875 a 613 nel 1876 per poi tornare a 436 nel 1877.

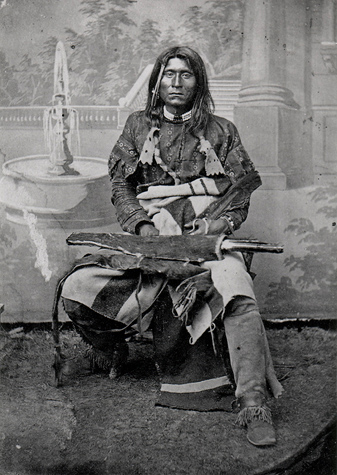
Kintpuash, protagonista della guerra modoc del 1872-1873

#### Guerra modoc
Nel gennaio del 1873 la politica pacificatrice del presidente venne contestata, appena due settimane dopo la vittoria di Grant alle elezioni presidenziali del 1872. Il presidente dovette affrontare il problema dell'esplosione dei combattimenti tra i Modoc e i coloni al confine tra la California e l'Oregon; guidati da Kintpuash, i nativi uccisero 18 bianchi per poi asserragliarsi in una forte posizione difensiva. Grant ordinò a William Tecumseh Sherman di non attaccare ma di sistemare la questione pacificamente tramite l'istituzione di una commissione. Sherman inviò allora il maggiore generale Edward Canby, il quale però fu ucciso da Kintpuash. Anche il ministro metodista Eleazar Thomas fu ucciso. Alfred Benjamin Meacham, "agente indiano", venne gravemente ferito. Gli omicidi sconvolsero l'intera nazione e Sherman telegrafò chiedendo di sterminare i Modoc, ma Grant diede ordini diversi. Kintpuash fu condannato alla pena di morte ed altri 155 dei suoi guerrieri deportati nella "Quapaw Indian Agency", in territorio indiano. Questo episodio, conosciuto come "guerra Modoc", e la successiva grande guerra Sioux, minarono gravemente la fiducia dell'opinione pubblica nella possibilità di una risoluzione pacifica delle controversie con gli indiani. Durante i negoziati tra Canby e i leader tribali, nella tenda del convegno entrarono molti più indiani di quanto fosse stato concordato; mentre si facevano sempre più ostili, Kintpuash avrebbe sparato direttamente alla testa del generale: fu l'ufficiale di più alto rango a rimanere ucciso nel corso delle guerre indiane svoltesi tra gli anni 1850 e 1890.
Il reverendo Alfred Meacham, sopravvissuto al massacro, prese le difese dei Modoc sottoposti a processo.

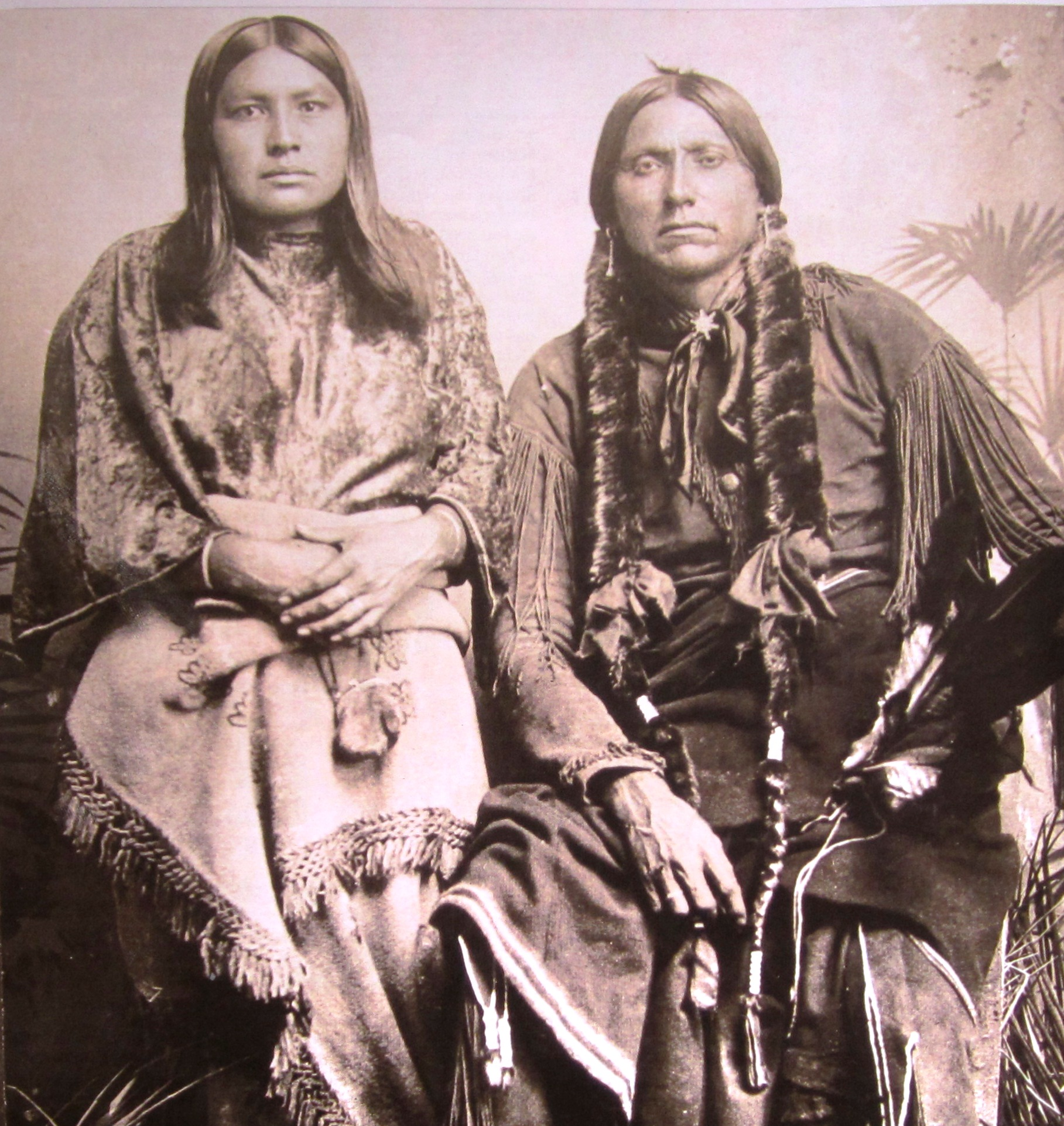
Quanah Parker assieme alla giovane moglie nel 1875

#### Guerra Red River
Nel 1874 la guerra scoppiò nelle pianure meridionali quando Quanah Parker, leader dei Comanche, condusse 700 guerrieri della tribù all'attacco della base di approvvigionamento dei cacciatori di bufali sul Canadian River, nell'odierna città fantasma di Adobe Walls, nel Texas. L'esercito, sotto il comando di Philip Henry Sheridan, lanciò una campagna militare e, con relativamente poche vittime su entrambi i fronti, costrinse gli avversari a tornare nelle loro riserva, distruggendo i loro cavalli e le loro forniture di cibo per l'inverno.

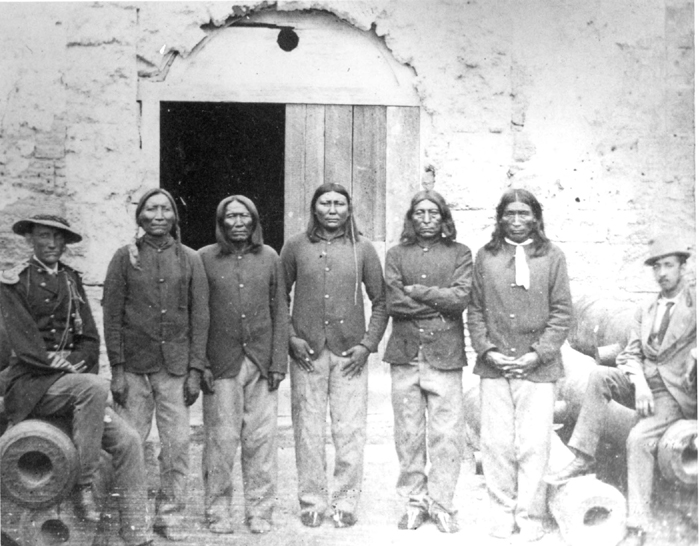
Prigionieri nativi americani della "Red River War" al Castello di San Marco (St. Augustine) nel 1875. Da sinistra a destra: Lupo solitario, Doppia visione, Cavallo bianco, Cuore di donna, Mamante (Owl Prophet) e Kiowas. L'ufficiale è il capitano Richard Henry Pratt.

Grant, che accettò il piano militare sostenuto dai propri generali, lasciò che venissero prima imprigionati e poi deportati altri 74 insorti nella Florida.

#### Corruzione all'interno del Bureau of Indian Affairs
Nel 1874, all'interno del Bureau of Indian Affairs diretto dal segretario agli Interni Columbus Delano, vigeva un malaffare diffuso. Si rivelò essere il fattore più dannoso per la politica di pace di Grant. Molti agenti che lavorarono per il dipartimento accumularono fortune e senza alcuno scrupolo si ritirarono con molti più soldi rispetto alla loro retribuzione. Delano permise ad avvocati di essere pagati dalle tribù 8 dollari giornalieri, più i costi di viaggio e cibo, per una fittizia assistenza a Washington. Anche altre accuse di corruzione vennero sollevate contro Delano, il quale si trovò alla fine costretto a rassegnare le dimissioni. Grant nominò al suo posto Zachariah Chandler; questi si dedicò con energia e con competenza a ripulire il dipartimento, licenziando tutti gli impiegati coinvolti; vietò inoltre l'accesso a Washington dei falsi avvocati indiani.

#### Grande guerra Sioux del 1876
Nel 1874 era stato scoperto l'oro nelle Colline Nere del territorio del Dakota. Gli speculatori e i coloni bianchi vi si precipitarono e cominciarono a scavare miniere sui terreni riservati alla tribù dei Sioux, secondo quanto stabilito dal trattato di Fort Laramie (1868). L'anno successivo, nel tentativo di evitare il conflitto che pareva sempre più imminente, Grant incontrò Nuvola Rossa offrendo 25.000 dollari per acquistare la terra e renderla di proprietà governativa. La proposta fu però rifiutata.

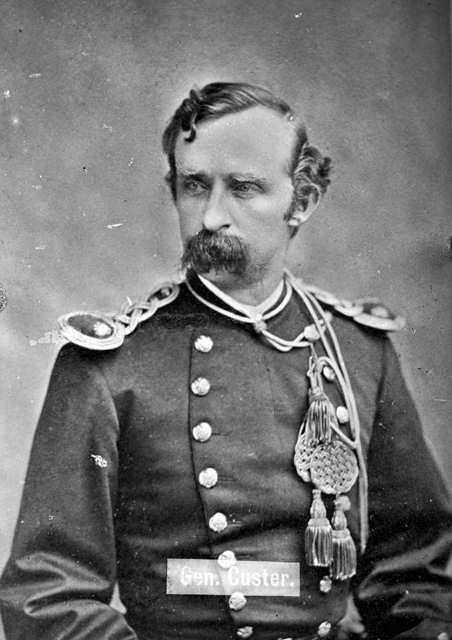
Il colonnello del 7th Cavalry Regiment George Armstrong Custer nel 1875

Il 3 novembre 1875, durante una riunione ufficiale alla Casa Bianca, Sheridan informò Grant che l'esercito era troppo poco numeroso e non poteva prendersi il compito di difendere le tribù dai coloni; il presidente gli ordinò allora di sospingere gli indiani nelle riserve. Sheridan mise in atto una strategia di convergenza, utilizzando colonne militari per forzare i Sioux nelle riserve. Il 25 giugno successivo una di queste colonne, guidata dal colonnello George Armstrong Custer, si scontrò con i Sioux nella battaglia del Little Bighorn e fu massacrata. Si stima in 253 il numero di soldati federali e civili uccisi sul campo, a fronte dei 40 indiani.

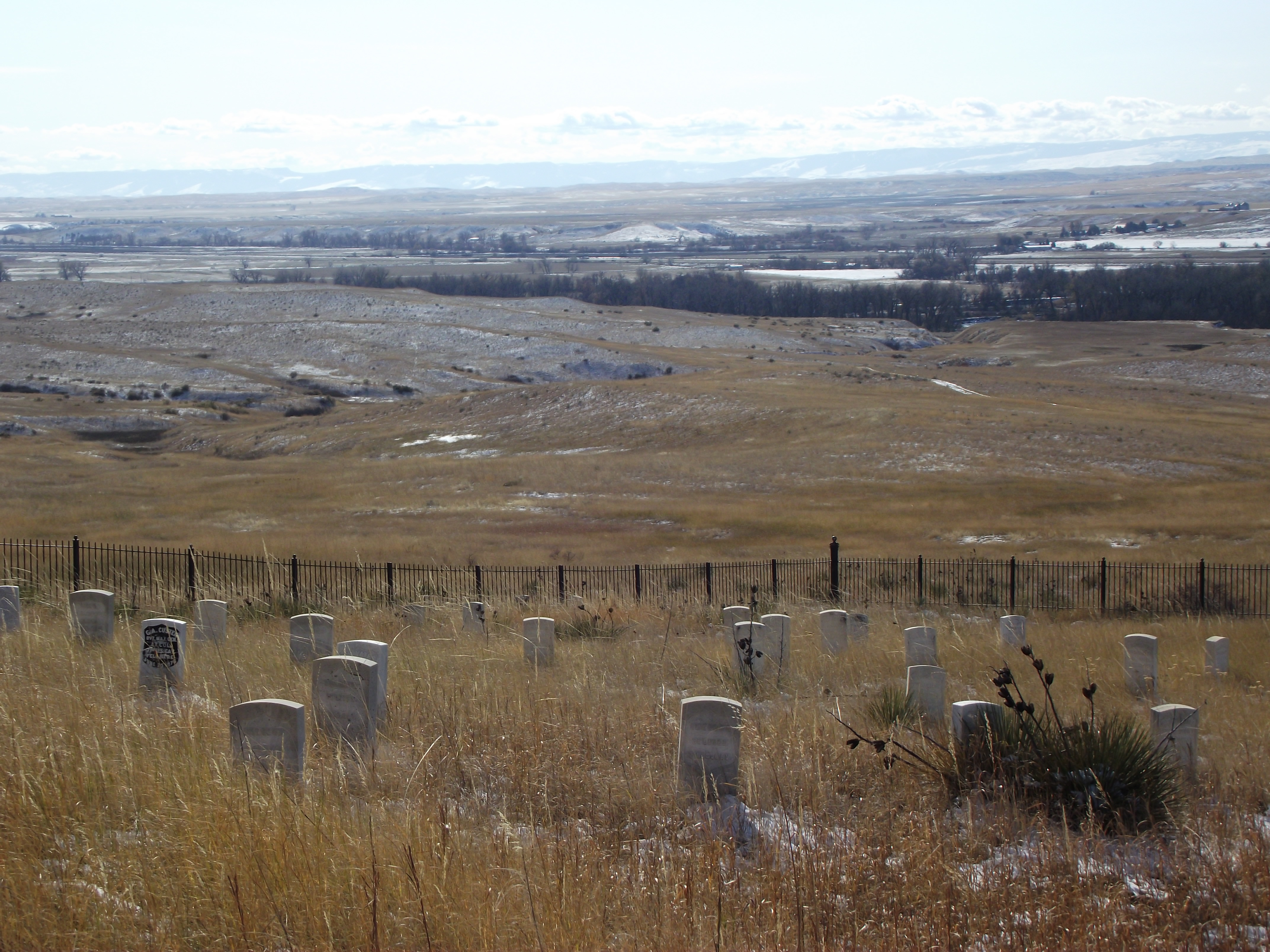
Custer e l'ultimo dei suoi uomini furono uccisi e sepolti qui. Il villaggio indiano era dall'altro lato della linea di alberi che segnavano il fiume Little Bighorn. Per visitare l'antico campo di battaglia oggi è necessario entrare nella riserva indiana dei Crow. Tutto è rimasto esattamente uguale a come era nel 1876.

L'esito della battaglia e la morte di Custer sconvolsero la nazione. A Sheridan venne assegnato il compito di vendicare l'offesa subita, riuscì a pacificare le Grandi Pianure e deportò i Sioux sconfitti nelle riserve. Il 15 agosto Grant firmò una disposizione per dare alla nazione Sioux 1 milione di dollari in razioni di prima necessità, mentre questi ultimi dovettero rinunziare definitivamente a tutti i diritti di possesso sulle Colline Nere, ad eccezione di un tratto di terreno di 40 miglia ad Ovest del 103º meridiano. Il 28 agosto un comitato composto da sette persone, direttamente nominato da Grant, stabilì ulteriori condizioni per poter ricevere assistenza dal governo; i meticci e gli uomini-squaw (bianchi con mogli indiane) furono espulsi dalla riserva Sioux. Per poter ricevere le razioni governative gli indiani avrebbero dovuto lavorare la terra. Seppur con qualche riluttanza residua, il 20 settembre i capi indiani, la cui gente si trovava oramai alla fame, accettarono le richieste del comitato e firmarono l'accordo.
Nel corso del conflitto indiano Grant era entrato in aperto conflitto con Custer, dopo che quest'ultimo prestò testimonianza circa la corruzione all'interno del dipartimento della Guerra, diretto dal segretario alla Guerra William Worth Belknap; il presidente aveva già fatto arrestare Custer per violazione del protocollo militare a Chicago e gli aveva impedito di condurre un'ulteriore campagna contro i Sioux. Grant si decise a farlo rilasciare dopo che fu messo sotto gli ordini di Alfred Terry. Appena due mesi dopo la morte di Custer, Grant scrisse una lettera aperta alla stampa in cui dichiarò: "ritengo che il massacro di Custer sia stato un sacrificio di truppe, portato avanti unicamente dalla volontà di Custer, completamente non necessario - completamente non necessario"". Mentre l'intera nazione era ancora sconvolta, la politica di pace di Grant si tramutò improvvisamente in militarista; il Congresso in riunione congiunta stanziò fondi per l'invio all'Ovest di altri 2.500 soldati, due fortini furono costruiti, l'esercito assunse tutte le funzioni precedentemente svolte dalle agenzie indiane, mentre ai nativi venne proibito l'acquisto di fucili e munizioni.

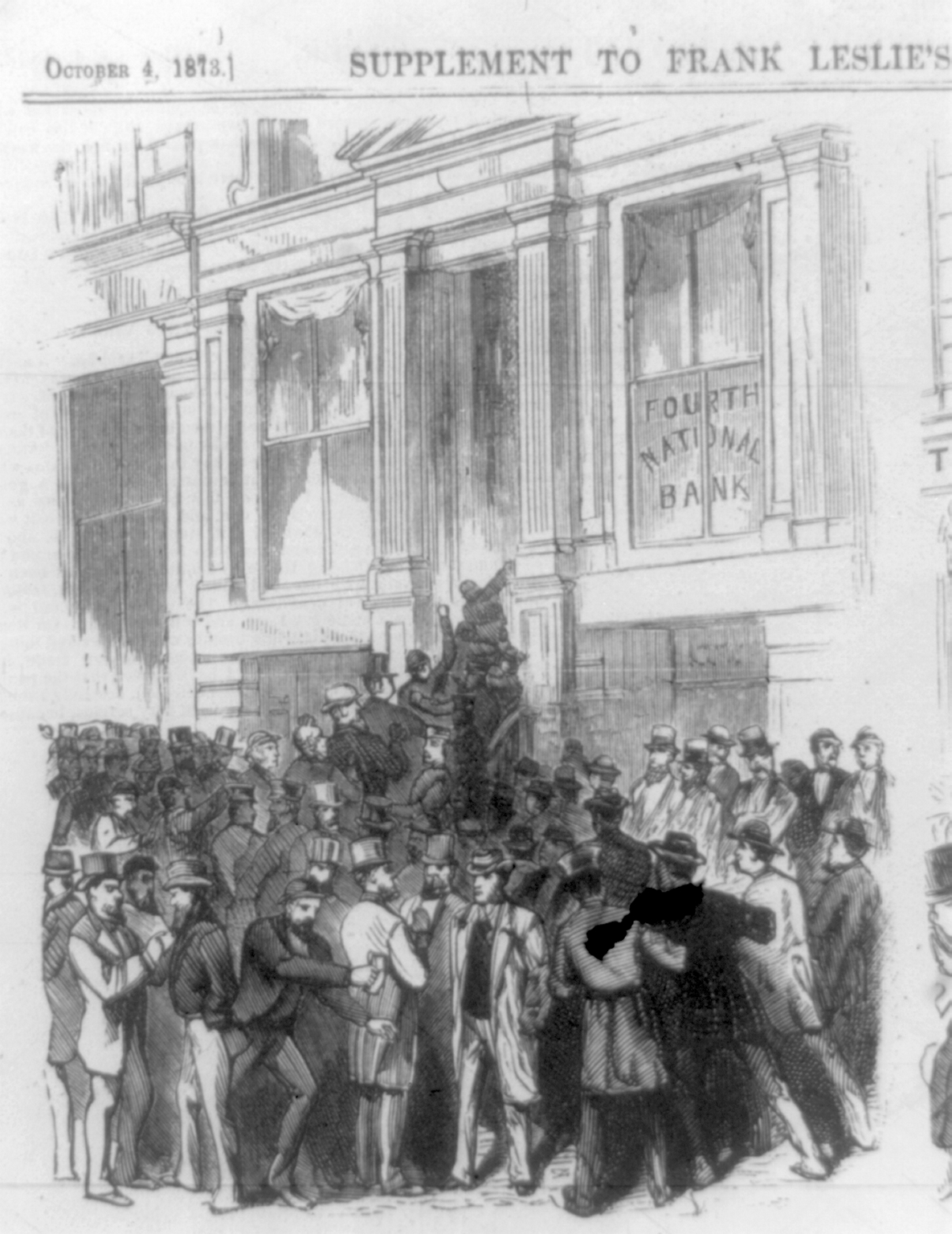
L'assalto ad una banca newyorkese (bank run), Frank Leslie's Illustrated Newspaper.

### Economia

#### Panico del 1873
Il cosiddetto panico del 1873 fu l'inizio di un periodo di forte recessione economica mondiale, iniziata quando la borsa di Vienna subì un forte crollo a giugno. Lo sconvolgimento dei mercati finanziari si diffuse ben presto anche a Berlino e in tutto il resto dell'Europa; la fase di panico raggiunse infine anche New York quando due importanti istituti bancari andarono in bancarotta, la "New York Warehouse & Security Company" il 18 settembre e la principale finanziatrice delle ferrovie, la "Jay Cooke & Company", il giorno dopo. La depressione che ne risultò durò per cinque anni, rovinò migliaia di aziende, contrasse i salari del 25% tra il 1873 e il 1876 e contribuì sostanzialmente ad incrementare il tasso di disoccupazione, portandolo al 14%.

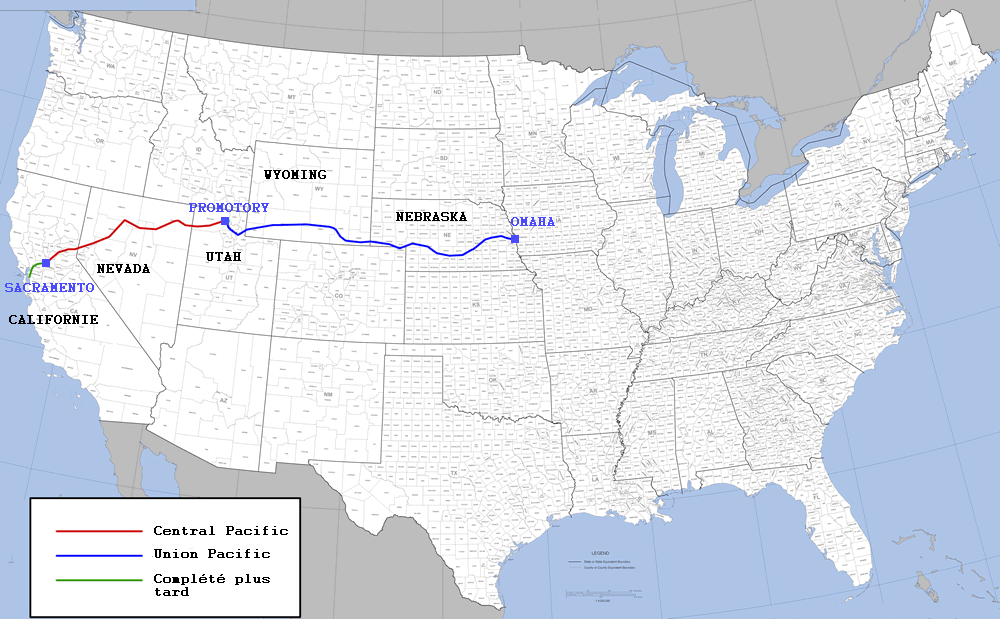
Il completamento del tragitto della First Transcontinental Railroad

Una delle ragioni del panico negli Stati Uniti fu la stretta creditizia, che colpì specialmente le ferrovie, che da qualche anno ricevevano enormi finanziamenti, stimati a più di 20 milioni di dollari. A partire dal 1865, per otto anni erano stati costruiti migliaia di chilometri di rete ferroviaria. La severa politica monetaria adottata dal segretario al tesoro George Sewall Boutwell contribuì a rendere instabili i mercati. La legge sul conio del 1873 rese l'oro il metallo de facto a scapito dell'argento.
Il 20 settembre 1873 l'amministrazione Grant provò a dare una risposta all'inquietudine generalizzata. La borsa valori di New York fu chiusa per dieci giorni. Il nuovo segretario al Tesoro William Adams Richardson acquistò 2,5 milioni di obbligazioni al 5,20% in cambio di oro; il 22 settembre acquistò 3 milioni di obbligazioni con greenbacks a corso legale e altri 5,5 milioni con buoni del Tesoro. Il 29 seguente pagò gli interessi su 12 milioni di obbligazioni acquisite dalle banche. A partire da ottobre e fino al gennaio successivo il segretario emise un totale di 26 milioni di greenbacks. Queste azioni contribuiranno a frenare i principali effetti del panico generale, aumentando la liquidità nelle banche commerciali.
Gli storici nel corso del tempo hanno accusato il governo di non aver risposto prontamente alla crisi e di non aver preso misure adeguate. Le politiche monetarie sia di Boutwell prima che di Richardson poi si rivelarono incoerenti durante il biennio 1872-73. Il panico del 1873 compì il suo corso nonostante i numerosi ma limitati sforzi messi in campo dall'amministrazione.

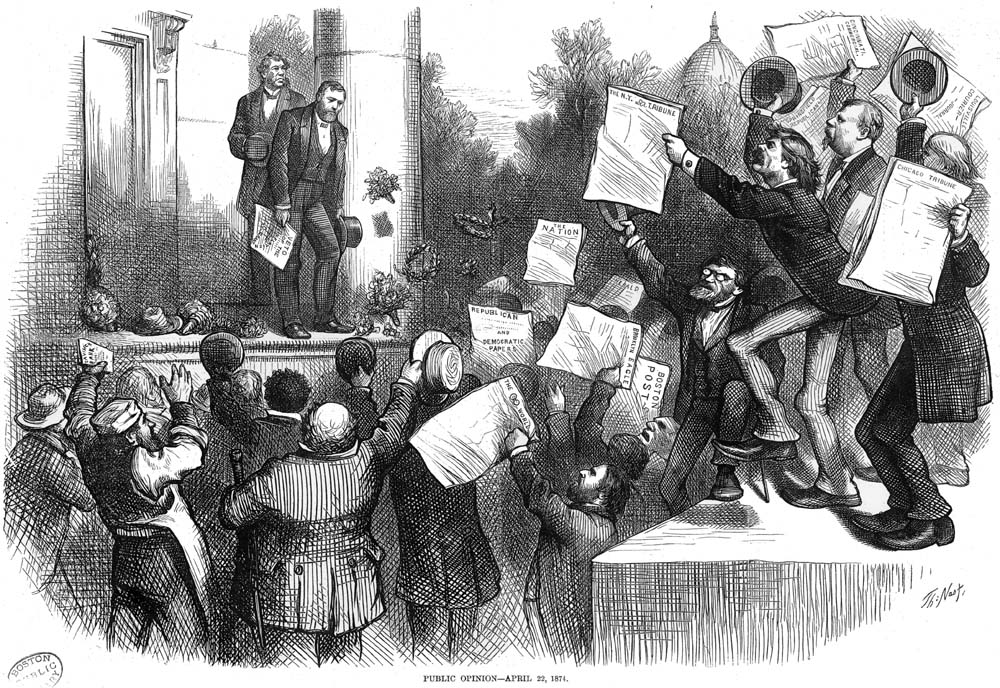
Vignetta satirica di Thomas Nast sulla rissa scoppiata a proposito del veto presidenziale posto sull'Inflation Bill.

#### Veto all'Inflation Bill
La rapida crescita industriale degli Stati Uniti negli anni successivi alla guerra di secessione prese brutalmente fine con il panico del 1873. Molte banche, sovraesposte, fallirono. Come si è visto, nel tentativo di aumentare la liquidità del sistema bancario, il segretario del Tesoro W. A. Richardson emise 26 milioni in greenbacks. Molti sostenevano che tali provvedimenti non fossero legali. Nel 1874 il Congresso adottò una politica inflazionistica, per stimolare l'economia, e approvò la legge sull'inflazione del 1874, che avrebbe rilasciato ulteriori 18 milioni in greenbacks fino all'ammontare totale di 400 milioni. I banchieri dell'Est fecero pressioni su Grant per porre il veto sulla misura, poiché essi temevano una svalutazione delle obbligazioni e contavano sugli investitori stranieri, che conducevano i loro affari principalmente in oro. Il governo di Grant si trovò profondamente diviso su questo tema, con il conservatore segretario di Stato Hamilton Fish che minacciò di dimettersi se il presidente avesse firmato il disegno di legge. Il 22 aprile 1874, dopo aver valutato le proprie ragioni per firmare il disegno di legge, Grant inaspettatamente pose il veto e ciò contro la strategia elettorale dei Repubblicani, poiché credette che avrebbe distrutto il credito nazionale.

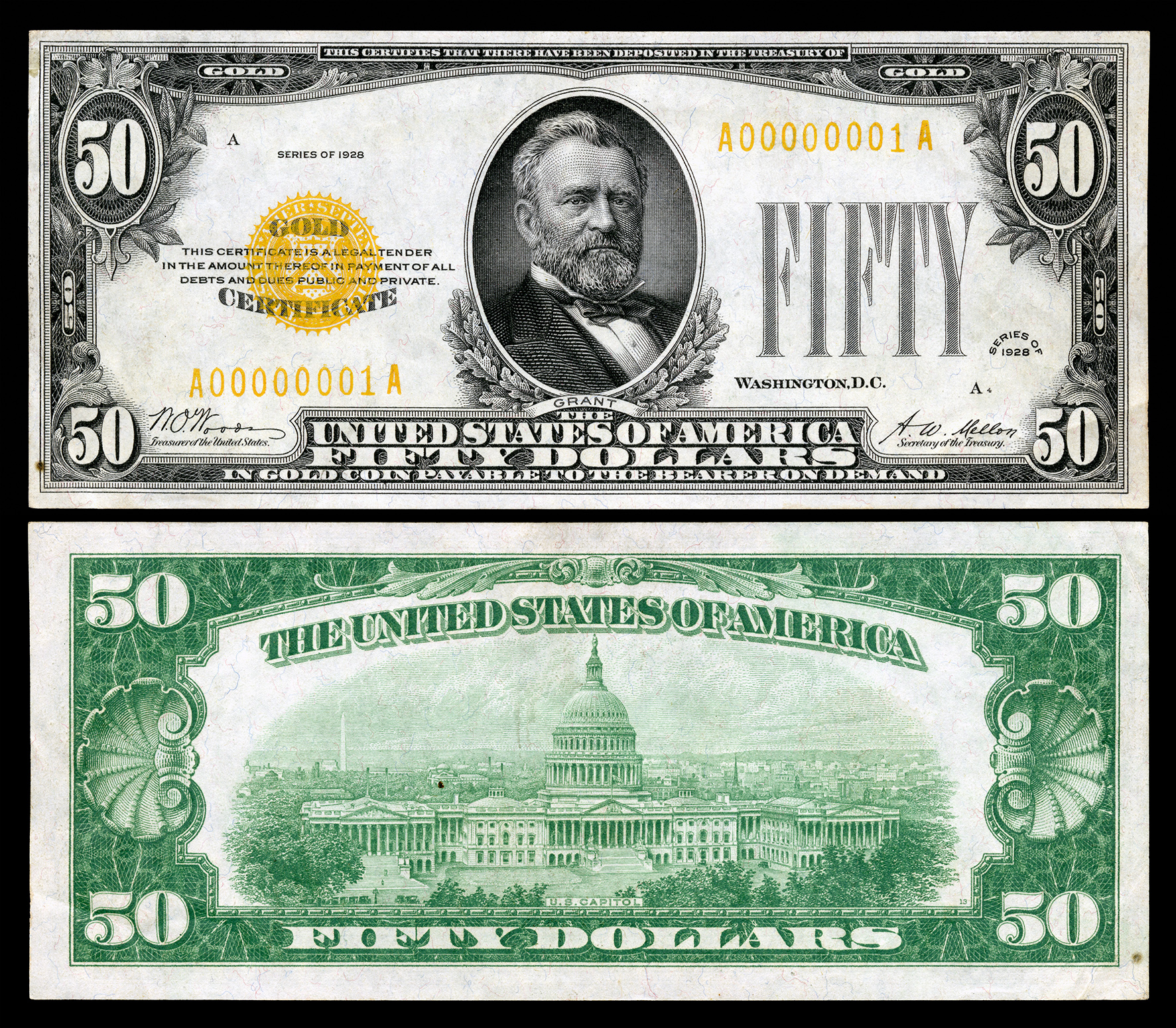
Banconore da 50 dollari del 1928 con l'effigie del presidente

#### Legge sul cambio della moneta

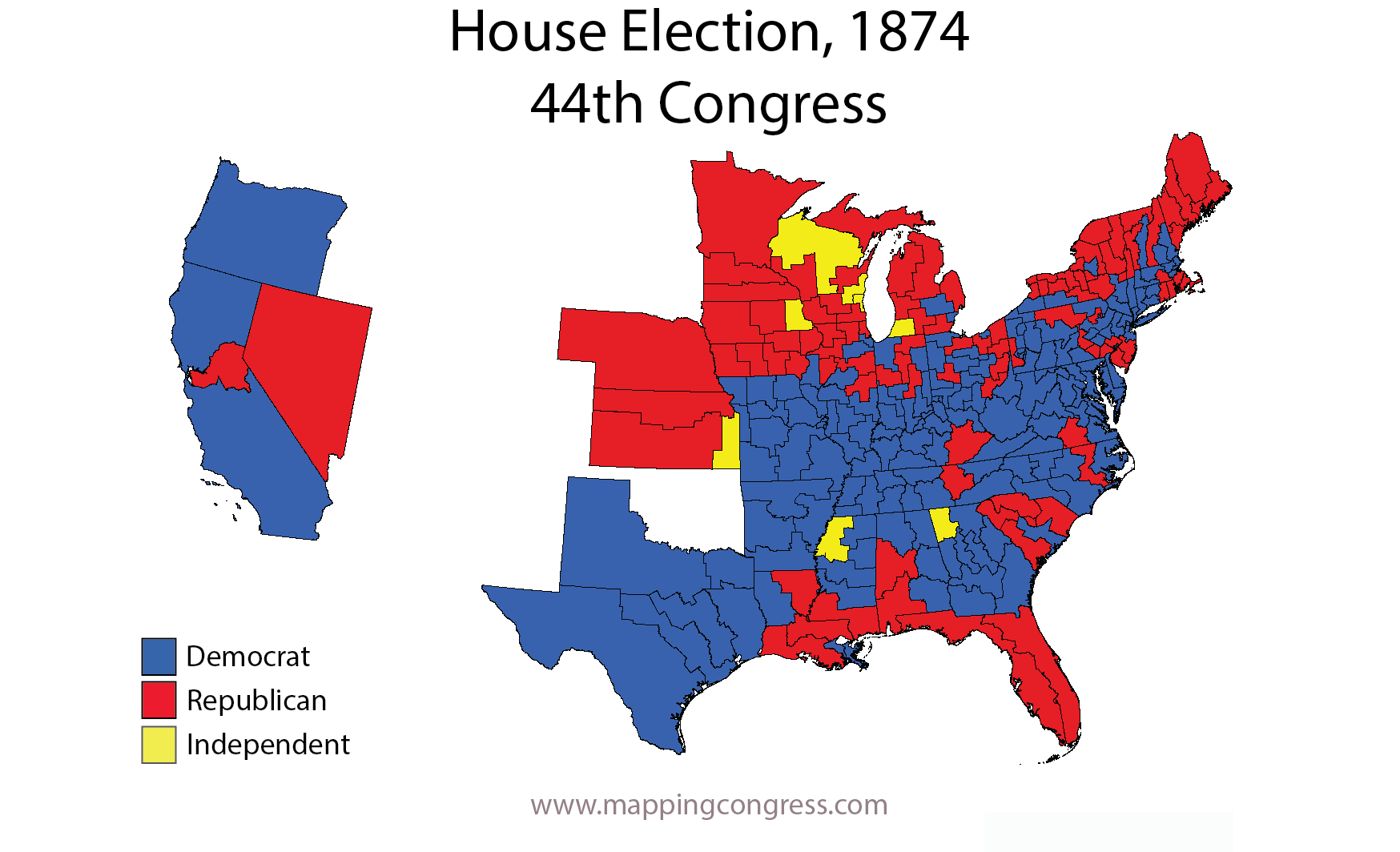
Risultati per l'elezione del 44º Congresso: in rosso i Repubblicani, in blu i Democratici e in giallo gli Indipendenti.

Il 14 gennaio 1875 Grant controfirmò la legge detta Resumption of Specie Act e, molto felice, scrisse una nota al Congresso congratulandosi per la sua approvazione; il testo della legge era stato redatto dal senatore repubblicano dell'Ohio John Sherman e prevedeva che la carta moneta in circolazione sarebbe stata scambiata con monete d'oro e d'argento; sarebbe entrata in vigore il 1º gennaio 1879. La norma introdusse anche misure graduali per ridurre la quantità di greenbacks in circolazione. A quel tempo esistevano banconote dal valore molto basso, inferiore a 1 dollaro, queste avrebbero potuto essere scambiate con argento. L'effetto della legge fu di stabilizzare la valuta e rendere i soldi dei consumatori "buoni come l'oro". In un'epoca ancora priva di un sistema di banca centrale per controllare l'inflazione, il provvedimento stabilizzò l'economia. Il presidente lo considerò il segno distintivo della sua amministrazione.

### Trionfo democratico del 1874
Nelle elezioni congressuali di medio termine del 1874, i Democratici ottennero un ottimo risultato; la crisi economica difatti aveva scoraggiato i Repubblicani, e molti altri problemi finirono con l'aggiungersi. Queste elezioni segnerono un punto di svolta, poiché gli avversari del presidente presero il controllo della Camera; ciò anticipò l'imminente fine dell'Era della Ricostruzione, a cui i Democratici si erano a più riprese opposti. Gli storici sottolineano la depressione economica e gli attacchi all'amministrazione per i suoi innumerevoli scandali come i fattori chiave del voto.. La progressiva distruzione delle politiche a favore dei neri nel Sud fu una delle ragioni principali del cambiamento in quell'area. Lo storico James Ford Rhodes ha invece esplorato le molteplici cause dei risultati al Nord:
Rhodes continua:

### Politica estera: 1873-1877
Gli storici accreditano al segretario di Stato Hamilton Fish una politica estera estremamente efficace. L'autore Ronald Cedric White scrive di Grant: "tutti convennero sul fatto che egli avesse scelto molto bene quando nominò Fish".

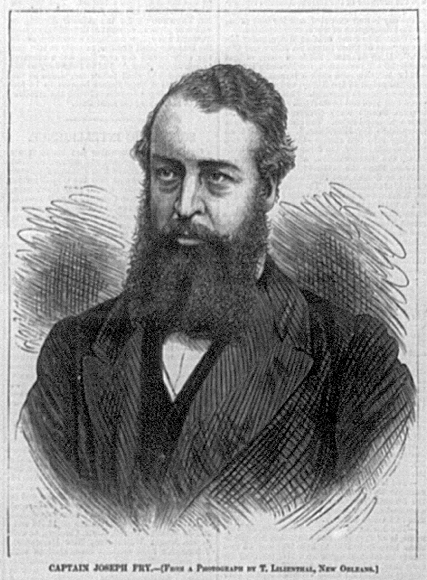
Joseph Fry, capitano della nave pirata Virginius, coinvolta nel traffico di armi ai ribelli cubani e giustiziato dalle autorità spagnole (Harper's Weekley).

#### Affare Virginius
Il 31 ottobre 1873 il piroscafo Virginius battente bandiera statunitense, che trasportava materiale bellico e uomini in armi per aiutare l'insurrezione cubana (in aperta violazione sia della legge degli Stati Uniti che di quella spagnola) fu intercettato e condotto sotto scorta nella Capitaneria generale di Cuba. Dopo un procedimento penale frettoloso i funzionari spagnoli condannarono alla pena di morte 53 insorti, 8 dei quali cittadini statunitensi; gli ordini ricevuti da oltreoceano per ritardare le esecuzioni giunsero troppo tardi. La paura di un probabile scoppio di una guerra attanagliò sia gli americani che gli spagnoli, accentuata dai dispacci bellicisti dell'ambasciatore a Madrid, il generale in pensione Daniel Edgar Sickles. Fish si mantenne invece freddo durante la crisi e, con apposite indagini, scoprì che non era chiaro se il Virginius avesse o meno il diritto di battere bandiera statunitense.
Il presidente spagnolo Emilio Castelar espresse profondo rammarico per la tragedia accaduta e si dichiarò disposto a concedere riparazioni tramite arbitrato. Fish negoziò direttamente con l'ambasciatore Polo de Bernabé; con l'approvazione di Grant gli spagnoli dovettero cedere il Virginius, pagare un indennizzo alle famiglie sopravvissute degli statunitensi giustiziati e porgere il saluto d'onore alla bandiera statunitense. L'episodio poté concludersi con una pacificazione.

#### Trattato di libero scambio hawaiano
Nel dicembre 1874 Grant tenne una cena di Stato presso la Casa Bianca in onore del Re delle Hawaii Kalākaua, il quale stava cercando di ottenere l'importazione statunitense dello zucchero hawaiano senza dazi. Grant e Fish furono in grado di ottenere un trattato di libero scambio entro il 1875, annettendo in tal maniera l'industria della canna da zucchero delle Hawaii nella sfera degli Stati Uniti.

#### Guerra liberiana Grebo
L'amministrazione Grant contribuì alla conclusione della guerra scoppiata tra il governo della Liberia e la popolazione nativa dei Grebo nel 1876, inviando nelle sue acque territoriali la nave da guerra sloop-of-war USS Alaska. James Milton Turner, primo ambasciatore afroamericano statunitense, aveva chiesto che una nave da guerra venisse inviata per proteggere le proprietà statunitensi nel paese; dopo il suo arrivo Turner negoziò l'incorporazione dei Grebo all'interno della società liberiana e nel contempo l'espulsione dei commercianti stranieri.

### Corruzione e riforme: 1873-1877
Gli scandali per episodi di corruzione nei dipartimenti del governo continuarono anche durante il secondo mandato di Grant. I Democratici, con i Liberal Repubblicani appena costituitisi, acquisirono il controllo della Camera e tennero molte riunioni di commissione nell'intento di fermare il malaffare. Lo scandalo principale di questi anni fu quello denominato "Whiskey Ring", la cui inchiesta salì fino a lambire lo stesso presidente. La miniera "Emma Silver" rappresentò un imbarazzo per l'ambasciatore nel Regno Unito Robert Cumming Schenck; questi aveva utilizzato il proprio nome nella promozione delle azioni della miniera d'argento, già in via di esaurimento. Le origini dello scandalo "Crédit Mobilier" risalivano alla precedente amministrazione di Johnson ma anche, in parte, a quella di Lincoln; tuttavia l'accesa battaglia politica al Congresso nel corso dell'amministrazione Grant fece esplodere il caso proprio in questo periodo.

#### Contratti Sanborn
Nel giugno del 1874 il segretario al tesoro William Adams Richardson concesse appalti a un certo John D. Sanborn il quale a sua volta raccolse le tasse, illegalmente trattenute, applicando commissioni molto gonfiate; i profitti vennero presumibilmente divisi equamente con Richardson e il senatore Benjamin Butler, mentre Sanborn sostenne che questi pagamenti fossero "spese". Butler aveva scritto nella legge una scappatoia per consentire a Sanborn di raccogliere le commissioni: quest'ultimo non rivelò mai con chi avesse diviso i profitti.

#### Pratt & Boyd
Nell'aprile del 1875 fu scoperto che il procuratore generale George Henry Williams aveva ricevuto una tangente, attraverso un dono da 30.000 dollari fatto a sua moglie, da parte di un'azienda commerciale, la "Pratt & Boyd", per indurre ad abbandonare le indagini sulle dichiarazioni fraudolente delle personalità dell'azienda coinvolte. Williams venne costretto a dimettersi da Grant.

#### Affare Delano
Nel 1875 il dipartimento dell'Interno fu gravemente coinvolto in casi di corruzione e incompetenza dei suoi funzionari. Venne scoperto che il segretario Columbus Delano prese delle tangenti per ottenere sovvenzioni edilizie fraudolente e pertanto cadde in disgrazia; rassegnò le proprie dimissioni il 15 ottobre. Delano aveva anche fornito falsi contratti cartografici e procurato un vistoso guadagno a suo figlio John Delano e al fratello di Grant, Orvil. Né John Delano né Orvil Grant svolsero mai alcun attività relativa alla cartografia e non ne erano neppure qualificati.
Nell'ottobre del 1875 Grant operò per riformare il dipartimento nominando Zachariah Chandler a segretario agli Interni. Egli ripulì l'Ufficio brevetti e marchi e il dipartimento degli affari indiani.

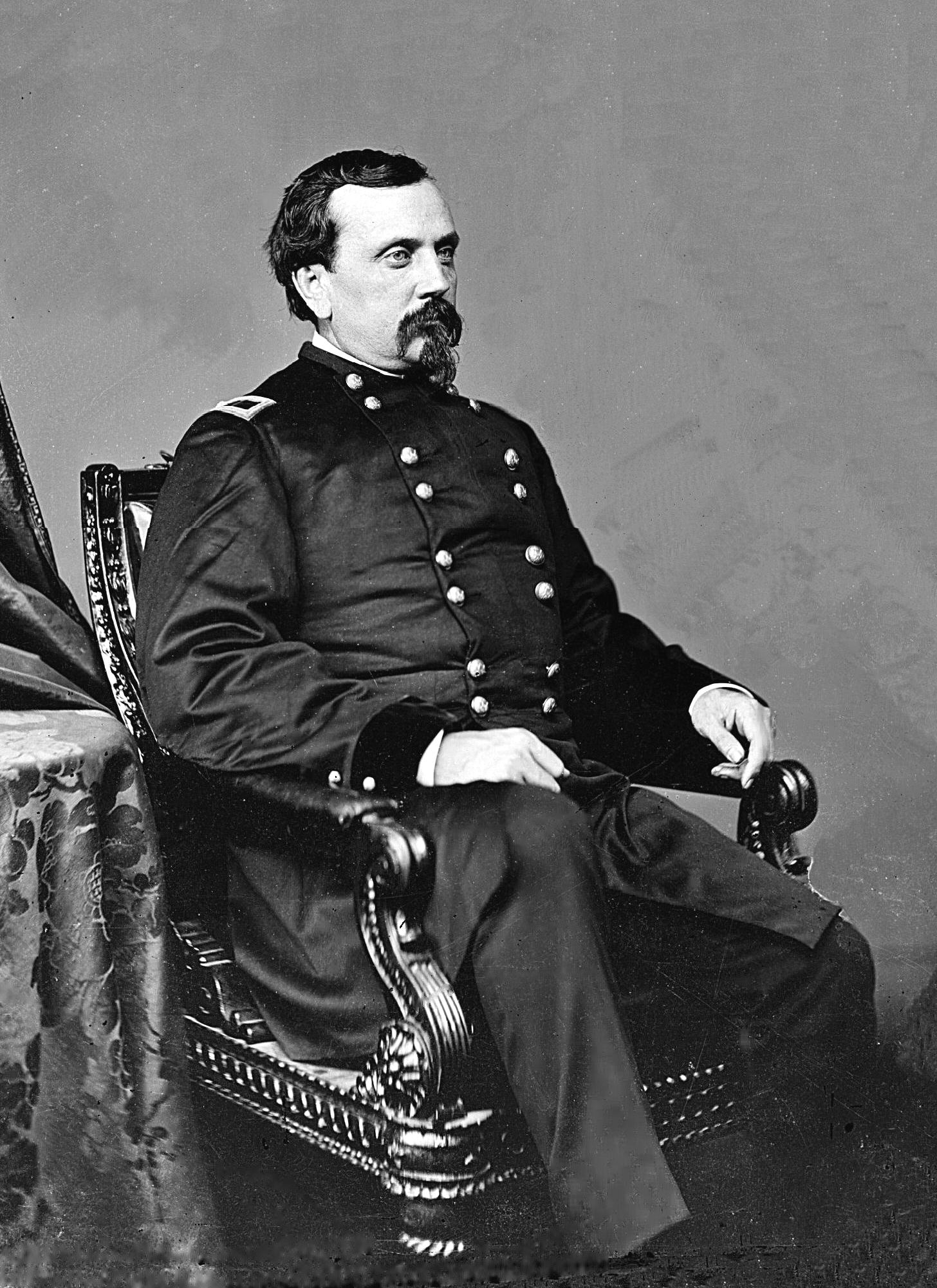
Il segretario particolare del presidente Orville Elias Babcock lavorò quotidianamente con Grant nello Studio Ovale, arrivando ad esercitare un'influenza senza precedenti e talvolta riuscendo perfino a contrastare gli sforzi dei riformatori.

#### Processo Whiskey Ring
Nel maggio del 1875, il segretario al tesoro Benjamin Helm Bristow giunse a scoprire che milioni di dollari di tasse venivano incanalati e riciclati in un giro d'affari illegale dai produttori di whisky. Ne seguirono procedimenti penali e molti finirono in prigione. Il segretario particolare di Grant, Orville Elias Babcock ne rimase immischiato e finì con il venire incriminato, ma in seguito riuscì ad essere assolto nel giudizio d'appello.
Il nuovo procuratore generale Edwards Pierrepont formò assieme a Bristow una squadra anti-corruzione per estirpare l'attività criminale durante il secondo mandato di Grant. L'"anello del whisky" era organizzato in tutti gli Stati. L'inchiesta portò a 230 incriminazioni, 110 condanne e 3.000.000 di dollari di entrate fiscali restituite al dipartimento del Tesoro. Bristow e Pierrpont portarono le prove del coinvolgimento di Babcock al presidente. Grant, chieste spiegazioni al proprio collaboratore, si sentì rispondere che i suddetti indizi non lo riguardavano e che anzi erano fasulli; Grant prese per valide le parole di Babcock. Durante il processo contro i capi dell'associazione a delinquere, il presidente testimoniò a nome del suo amico. Come diretta conseguenza Babcock fu assolto, tuttavia la deposizione di Grant fu grande causa d'imbarazzo e ne danneggiò fortemente la reputazione. Il processo Babcock si trasformò in una messa in stato d'accusa del presidente Grant da parte dei suoi oppositori politici.

#### Scandalo del posto di commercio indiano
Nel marzo del 1876 venne scoperto, grazie ad un'inchiesta della Camera dei rappresentanti, che il segretario alla Guerra William Worth Belknap stava ricevendo denaro grazie ad un'estorsione ai danni di un agente di commercio indiano, a cui consentiva di mantenere la posizione all'interno di Fort Sill. Belknap venne spinto alle dimissioni da Grant, così facendo fu assolto dalla messa in stato d'accusa iniziata dal Senato. I profitti erano stati fatti a spese dei nativi americani, che avrebbero dovuto ricevere cibo e vestiti dal governo. Alla fine di aprile il presidente si scagliò contro il tenente colonnello George Armstrong Custer, dopo che questi il mese precedente aveva testimoniato davanti a una commissione del Congresso contro il fratello di Grant, Orville, e lo stesso Belknap. Giravano voci che Custer avesse parlato con la stampa riguardo agli speculatori invischiati negli affari indiani. Custer si recò personalmente alla Casa Bianca per chiarire la questione, tuttavia Grant si rifiutò di vederlo per tre volte. Quando Custer lasciò Washington il 3 maggio per tornare a Fort Abraham Lincoln nel territorio del Dakota, era già stato rimosso dal comando generale e quindi gli fu impedita la partecipazione alla grande guerra Sioux, venendo sostituito da Alfred Terry. Tuttavia, su insistenza dello stesso Terry, Grant permise a Custer di partecipare alla campagna contro i Sioux, a condizione che non assumesse alcuna iniziativa personale. Egli però disobbedì e finì ucciso con tutti i suoi uomini del settimo cavalleria nella battaglia del Little Bighorn.

#### Scandalo Cattell
Nel marzo 1876, il segretario alla Marina George Maxwell Robeson venne incolpato da una commissione d'inchiesta della Camera, a maggioranza democratica, per aver concesso lucrosi contratti alla "Alexander Cattell & Company", una compagnia fornitrice di grano, in cambio di beni immobili, prestiti e pagamento di debiti pregressi. La commissione d'inchiesta scoprì inoltre che Robeson aveva indebitamente stanziato 15 milioni di dollari per le costruzioni della marina militare degli Stati Uniti. Dal momento che non c'era traccia di queste cifre nei documenti, e che le prove erano insufficienti per una messa in stato d'accusa, la commissione si limitò ad un ammonimento a Robeson, affermando al contempo che questi aveva creato un sistema di falsificazione di contratti e di corruzione a cui fu dato il nome di "Cattellismo".

#### Il complotto degli scassinatori
Nel settembre del 1876 Orville Elias Babcock, sovrintendente delle opere pubbliche e edili, risultò incriminato in un caso contro un'organizzazione criminale dedita al furto con scasso. Ad aprile si era svolto a Washington un processo contro imprenditori edili corrotti, durante il quale fu scassinata una cassaforte. Finti agenti del servizio segreto svaligiarono la cassaforte e tentarono di incastrare Colombus Alexander, colui che aveva fatto scoppiare l'episodio di corruzione. Babcock fu chiamato in causa come appartenente al complotto, ma in seguito fu assolto nel processo contro i ladri. Le prove suggeriscono che egli fosse coinvolto e che voleva vendicarsi di Alexander, un appassionato riformatore e critico dell'amministrazione Grant. In seguito si scoprì anche che la giuria del processo era stata sottoposta a pressioni.

Risultati ottenuti dal repubblicano Rutherford Hayes (in rosso) per contea

## Elezioni presidenziali del 1876
Per le elezioni i Repubblicani nominarono Rutherford Hayes, un conservatore in materia economica, mentre i Democratici il riformatore Samuel Tilden. I risultati diedero una quasi uguale suddivisione dei grandi elettori. Tilden ottenne il 51% del voto popolare, Hayes il 48%; tuttavia a molti repubblicani afroamericani non fu consentito votare in vaste regioni negli Stati Uniti meridionali; erano stati stabiliti prove di alfabetizzazione e limiti minimi di reddito per potersi registrare agli elenchi di elettori. Vi erano 20 grandi elettori ancora non assegnati definitivamente, e ciò produsse grandi discussioni. Entrambi i contendenti rivendicavano con forza la vittoria, tanto che da minacciare una seconda guerra civile. Grant rimase però vigile, incoraggiando il Congresso a pronunciarsi per stabilire il risultato, attraverso un'apposita per commissione; era determinato a mantenere un passaggio dei poteri pacifico. Il 29 gennaio 1877 il presidente firmò la legge che istituiva la commissione elettorale di 15 membri di entrambi i partiti, con il potere di decidere le elezioni. L'esito fu che Hayes ebbe 185 grandi elettori, appena uno in più rispetto a Tilden. L'onestà di Grant, la sua fermezza e imparzialità rassicurarono la nazione che una seconda guerra civile era scongiurata

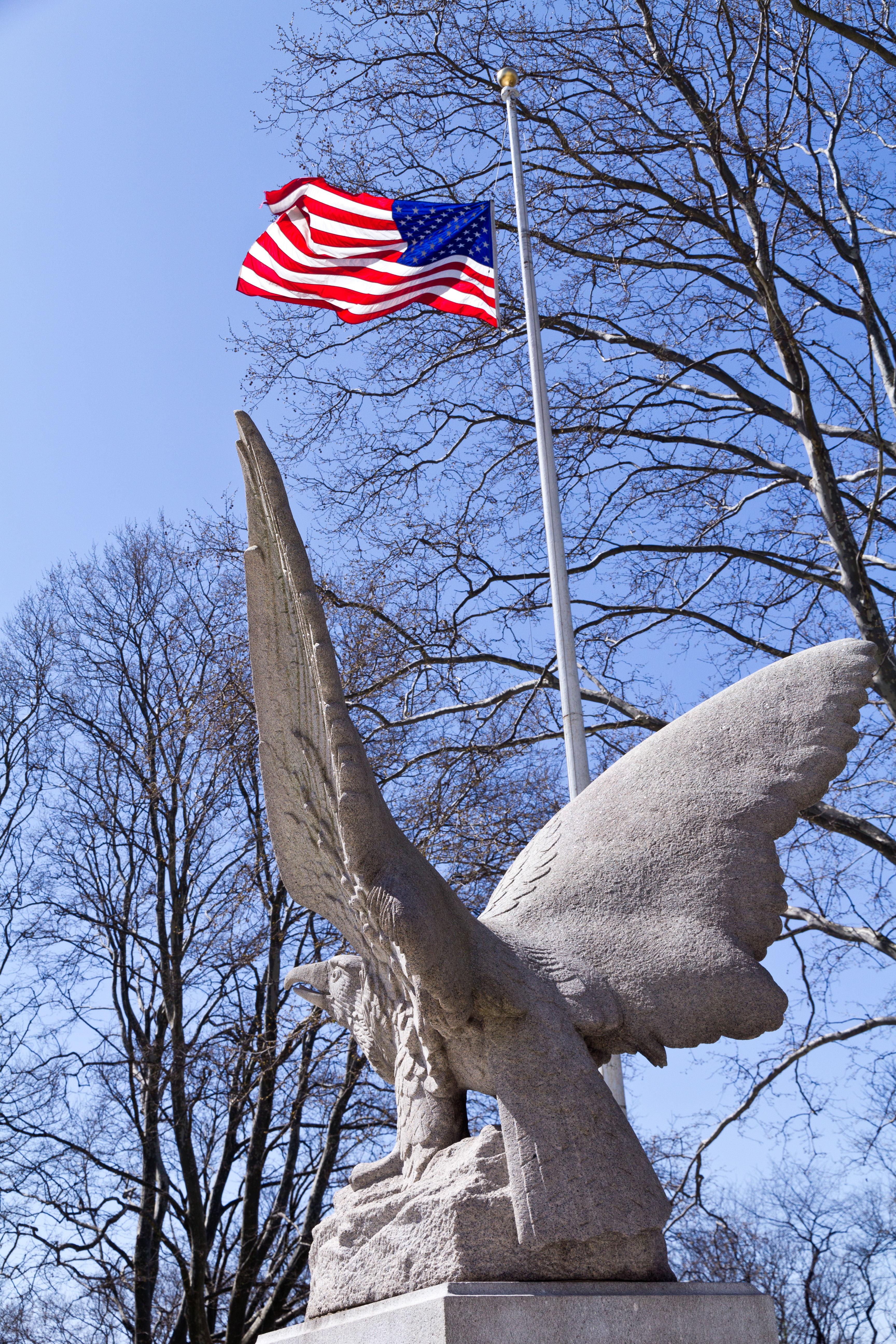
La bandiera degli Stati Uniti d'America sventola sopra l'aquila posta all'ingresso della tomba di Grant, il General Grant National Memorial.

## Valutazioni storiche
La presidenza di Grant è stata tradizionalmente vista dagli storici come incompetente e afflitta dalla corruzione. Un esame approfondito rivela comunque che il presidente riuscì a raggiungere due grandi successi, subendo altrettanti fallimenti durante i suoi due mandati. Negli ultimi anni gli storici hanno migliorato il loro giudizio, soprattutto per l'indubbio merito del suo sostegno al movimento per i diritti civili degli afroamericani. Grant aveva sempre sollecitato l'approvazione del XV emendamento e firmò la legge sui diritti civili del 1875, che garantiva a tutti i cittadini il libero accesso agli esercizi pubblici. Si appoggiò pesantemente sui Radicali nelle proprie politiche dell'Era della Ricostruzione, firmando in legge gli law Force Acts che contrastarono efficacemente il Ku Klux Klan.

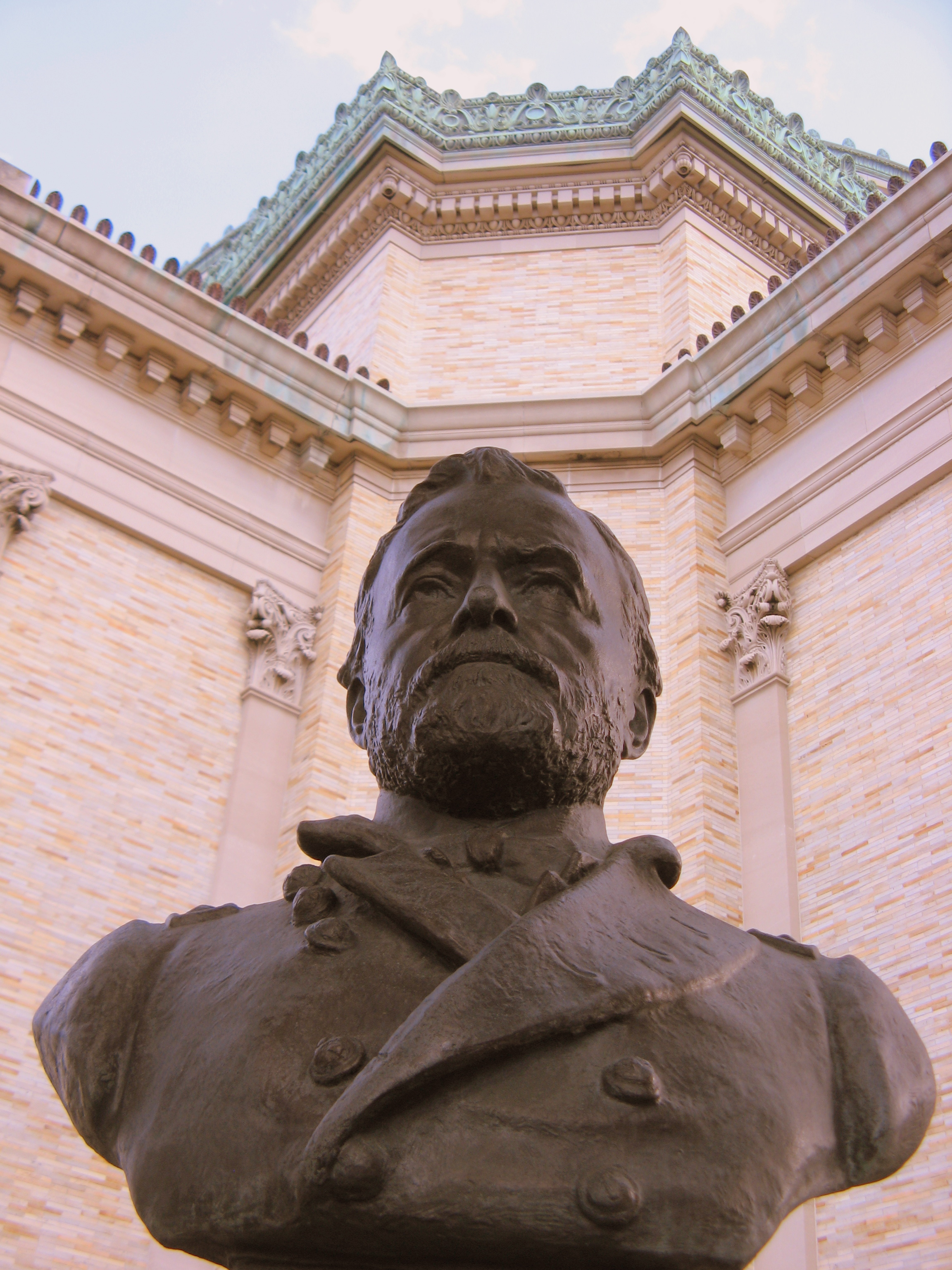
Busto di Ulysses S. Grant

In politica estera il presidente si conquistò le lodi generali per aver stipulato il trattato di Washington, risolvendo così il problema delle pretese della CSS Alabama con il Regno Unito attraverso l'arbitrato internazionale. Economicamente fu a fianco dei banchieri dell'Est e approvò la legge sul credito pubblico che rimborsava in oro il debito pubblico, ma fu anche accusato della grave depressione economica durata dal 1873 al 1877.
Sospettoso nei confronti dei politici più influenti nel Congresso, fu il primo presidente a chiedere uno speciale veto presidenziale che potesse bloccare solo parti di una legge. Il Congresso non glielo concesse. La sua presidenza fu costellata da molti scandali, a causa della scarsa qualità delle persone da lui nominate e dei suoi collaboratori personali. Il nepotismo fu praticato massicciamente da Grant e portò quasi quaranta familiari o parenti a trarre vantaggi economici da incarichi governativi. Era praticamente impossibile che Grant potesse controllare tutta la corruzione provocata dalle forze socioeconomiche dopo una costosa guerra civile, una rapidissima industrializzazione e un'espansione massiccia verso Ovest. Il suo coinvolgimento in questi scandali rovinarono la sua reputazione personale prima e quella presidenziale poi. Nonostante ciò, durante il suo secondo mandato, nominò nuovi responsabili che ripulirono la corruzione dal dipartimento degli Interni (1875), da quello del Tesoro (1874) e da quello di Giustizia (1875).

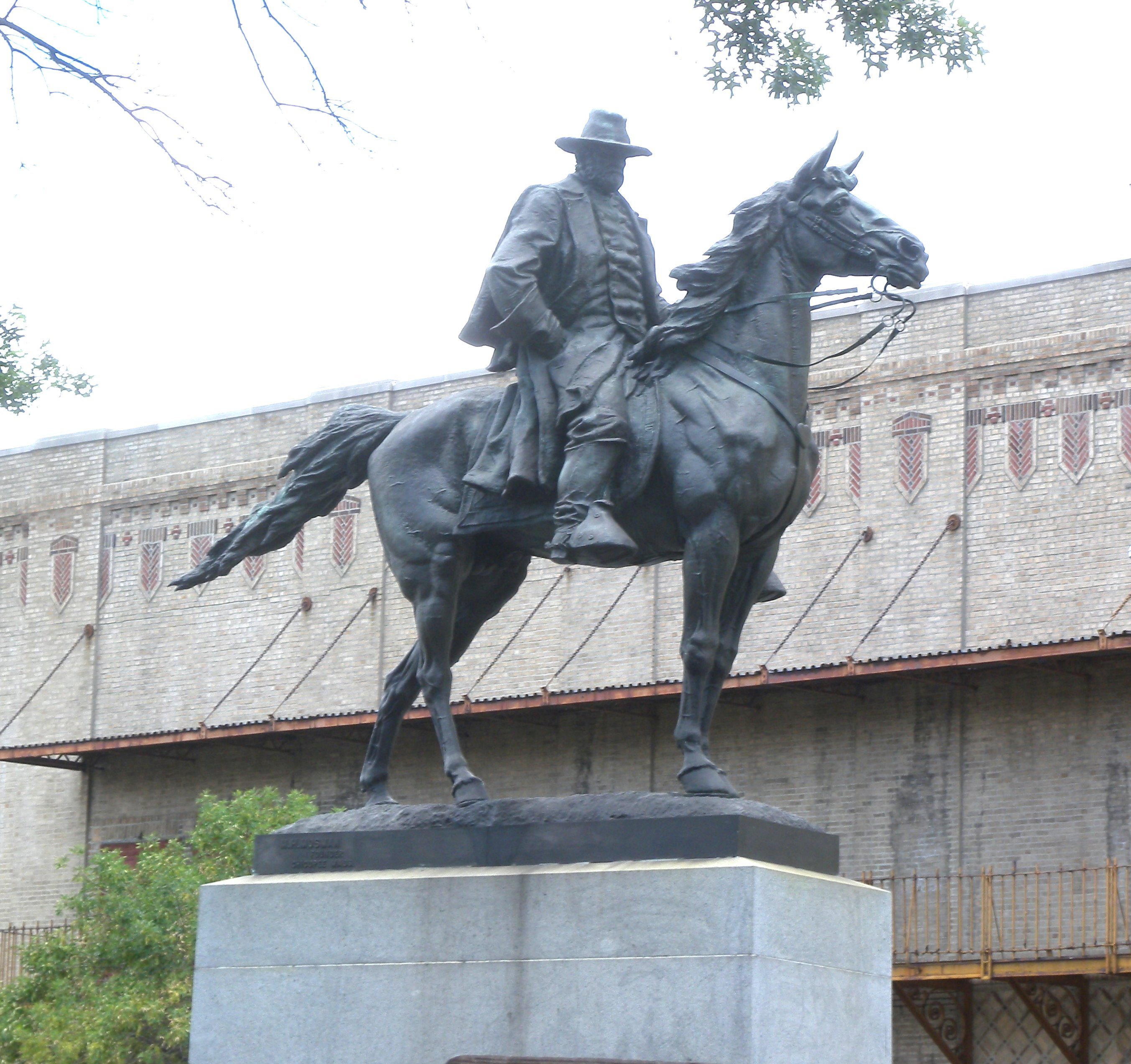
Statua equestre di Grant dello scultore William Ordway Partridge a Brooklyn

Il dipartimento di Stato sotto la direzione del segretario Hamilton Fish fu gestito in modo efficiente e praticamente esenti da scandali per tutti i due mandati. Il servizio postale fu ripulito dal riformatore Marshall Jewell (1875), che aiutò Benjamin Helm Bristow a chiudere una volta per tutte il "giro del whisky". Il dipartimento della Guerra fu risanato dal segretario Alphonso Taft, dopo le dimissioni di William Worth Belknap nel 1876. Il dipartimento della Marina, sotto il segretario George Maxwell Robeson contribuì in maniera decisiva a realizzare la rinascita navale statunitense dopo l'incidente del Virginius occorso nel 1873.

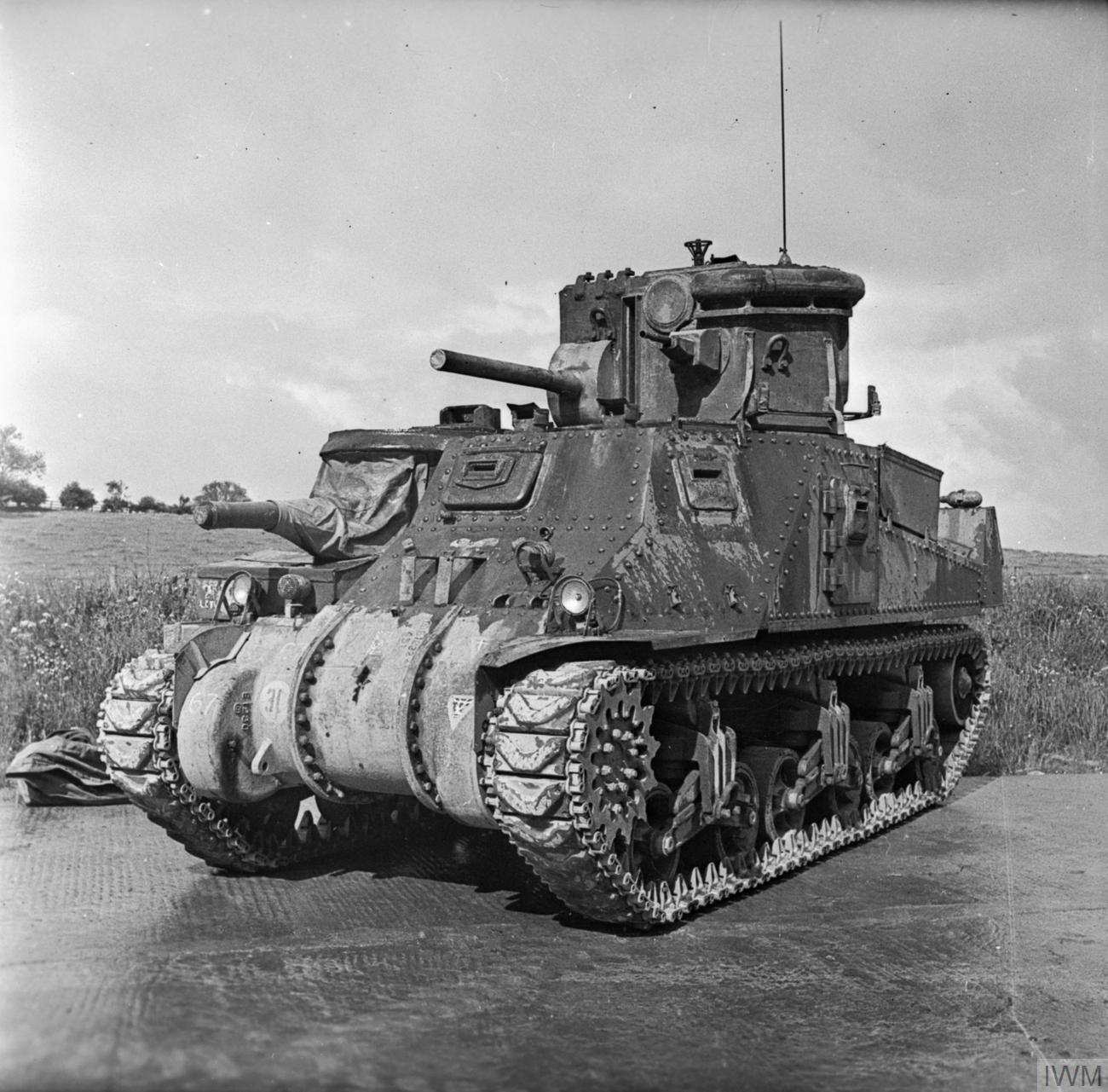
Un carro armato M3 Lee/Grant durante la seconda guerra mondiale

Il generoso trattamento riservato da Grant a Robert E. Lee dopo la battaglia di Appomattox lo aiutò a essere popolare anche al Sud. Pur mantenendo i diritti civili nell'agenda politica, il Partito Repubblicano alla fine del secondo mandato della presidenza si spostò per perseguire politiche economiche piuttosto conservatrici. La sua debole risposta al panico del 1873 danneggiò gravemente il suo stesso partito, che perdette pesantemente nelle elezioni di metà mandato del 1874. Le politiche economiche di Grant finirono col favorire Wall Street, ma alla scadenza del 1876 la nazione si trovava immersa in una profonda depressione che Grant non riuscì mai a comprendere appieno. Gli storici revisionisti durante la prima metà del XX secolo tendevano a proporre una visione romantica degli Stati Confederati d'America e della "Causa Persa", sminuendo la causa dell'Unione e proponendo la presidenza di Grant come quella di un despota corrotto.
L'analista politico Michael Barone rilevò nel 1998 che "Ulysses S. Grant è universalmente classificato tra i maggiori generali americani e le sue memorie sono considerate tra le migliori autobiografie militari mai scritte, ma è inevitabilmente considerato sia dai conservatori che dai liberali come uno dei peggiori presidenti della storia americana". Barone sostiene che "questo consenso viene comunque contestato dagli scrittori al di fuori degli storici professionisti". Barone prende l'esempio dell'avvocato Frank Scaturro, che guidò il movimento per restaurare il General Grant National Memorial mentre era ancora solo uno studente universitario e nel 1998 scrisse il primo libro dell'era moderna che ritrae la presidenza di Grant in una luce positiva. Barone ha affermato che il lavoro di Scaturro rappresenta un "esempio convincente del fatto che Grant era un uomo forte e, in molti aspetti importanti, un presidente di successo. È un argomento pieno di significato per come vediamo il corso della storia politica americana... Il lavoro di Scaturro... dovrebbe comportare una rivalutazione dell'intera tradizione Progressivi-New Deal".
Altre biografie includono quelle di Jean Edward Smith (Grant), Josiah H Bunting III (Ulysses S. Grant: The American Presidents Series: The 18th President), H. W. Brands (The Man Who Saved the Union: Ulysses Grant in War and Peace) e, più di recente, Ronald C. White (American Ulysses: A Life of Ulysses S. Grant).

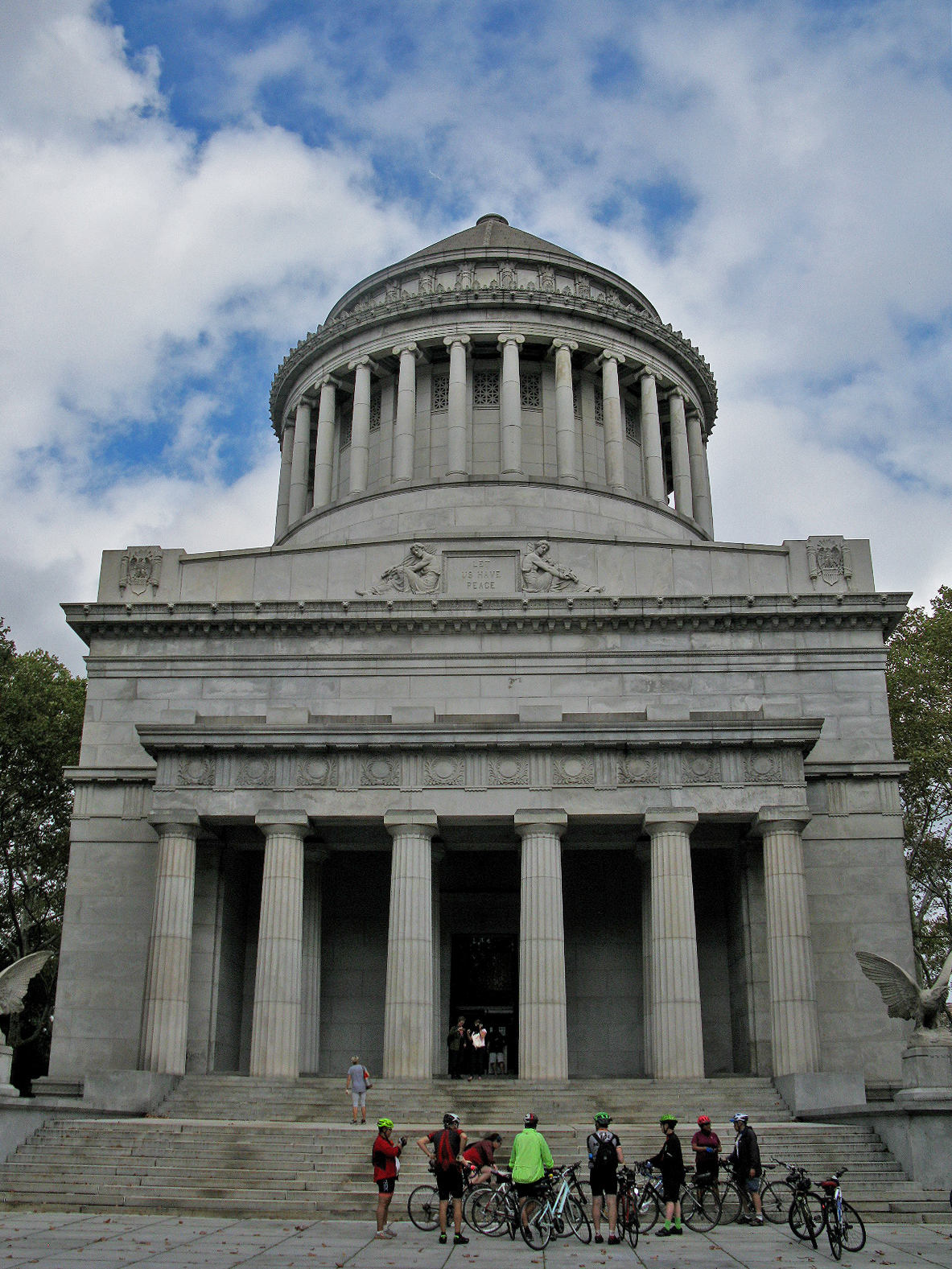
Il General Grant National Memorial

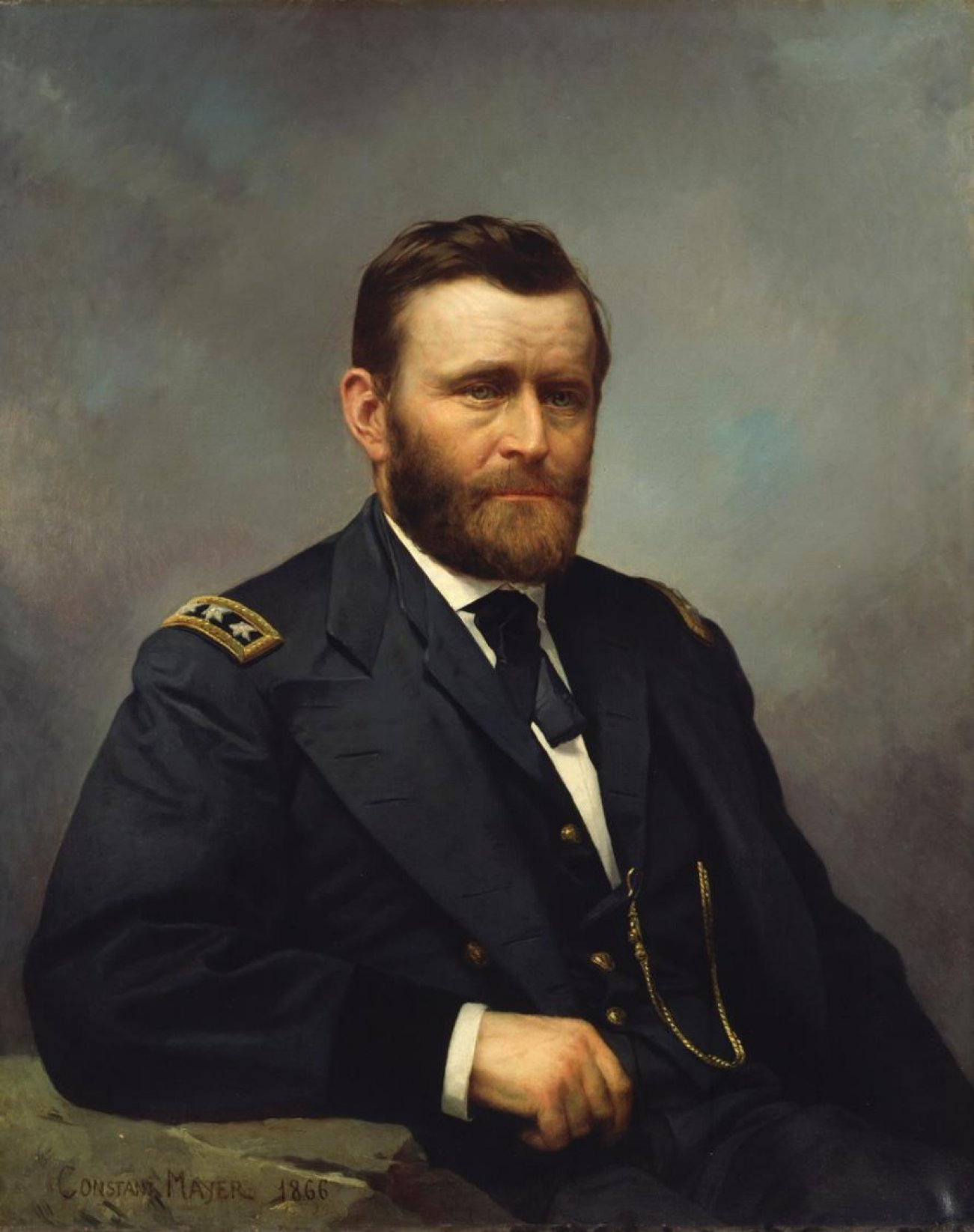
Ritratto del generale Grant di Constant Mayer (1866).

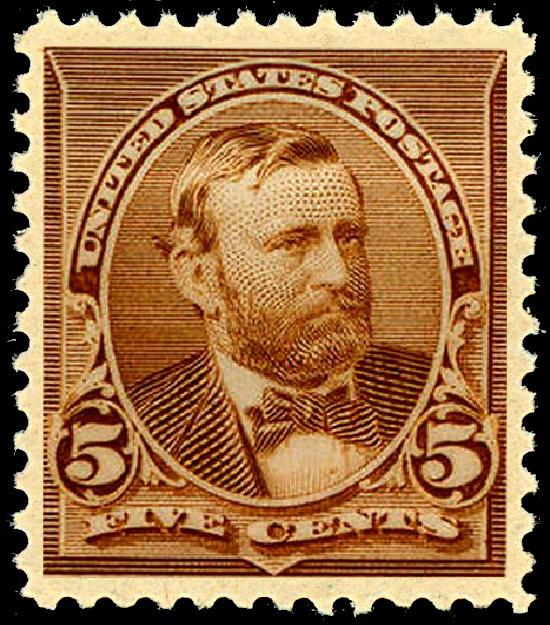
Un Francobollo dedicatorio del 1890.

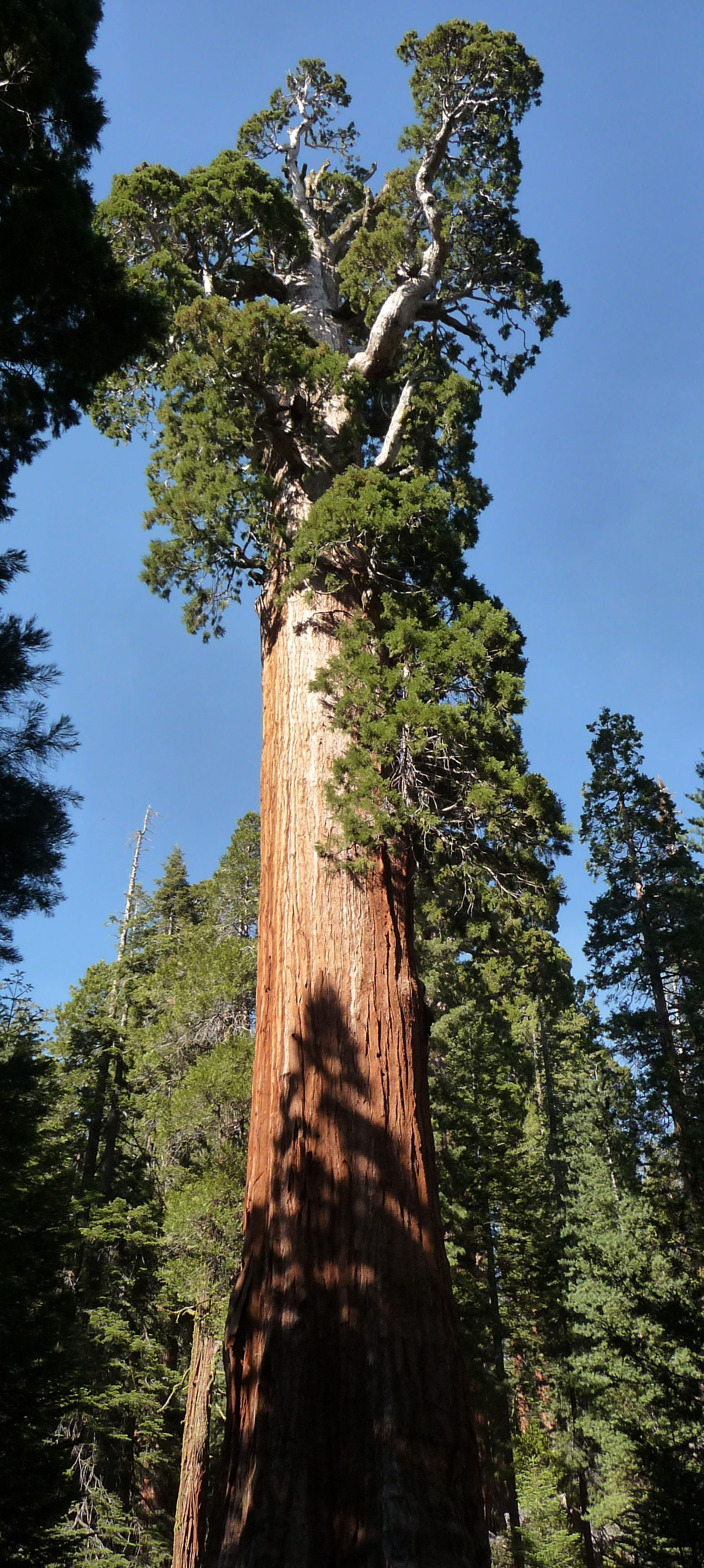
La Sequoiadendron giganteum "Generale Grant" al Parco nazionale di Kings Canyon in California.

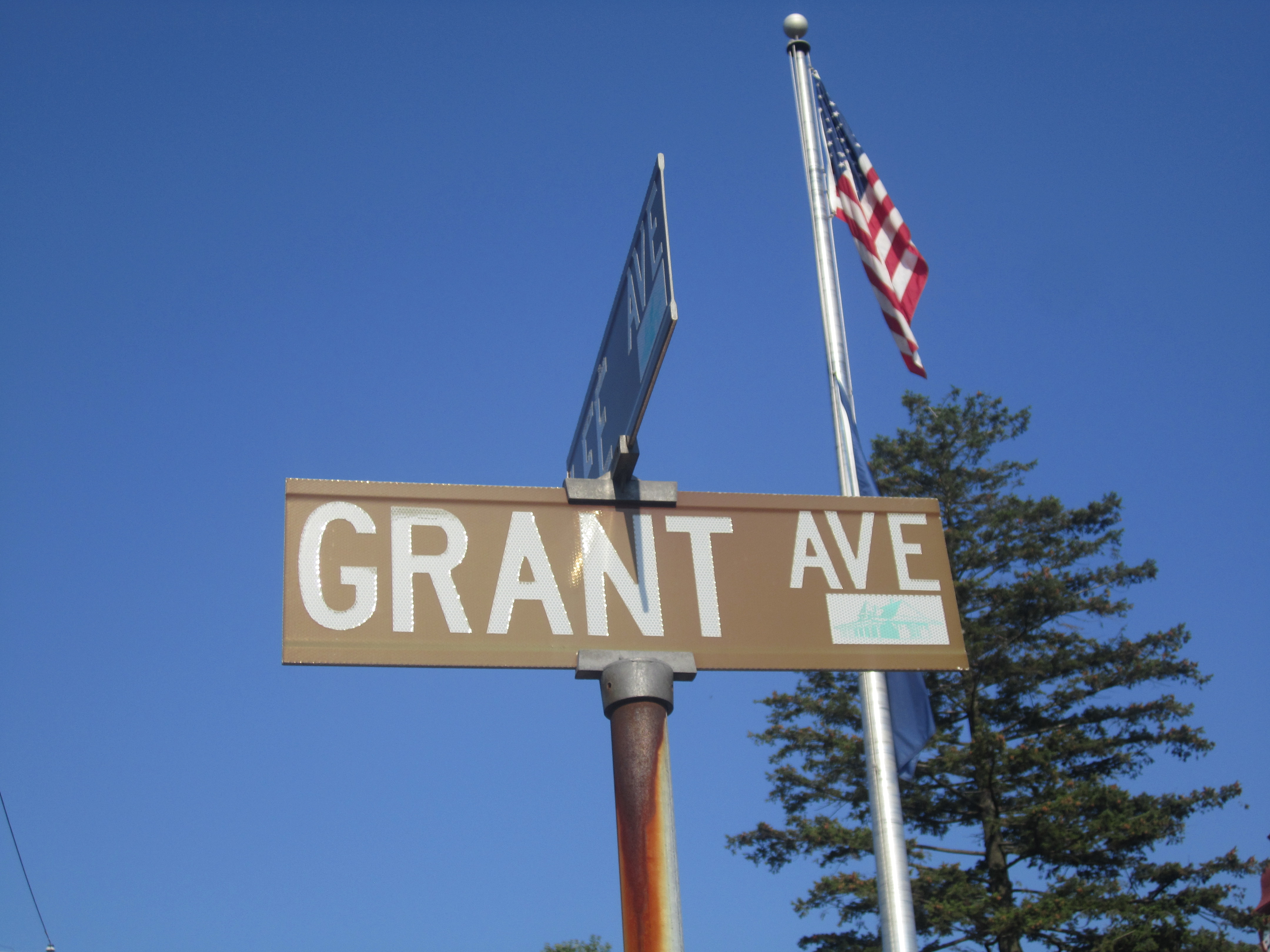
"Grant Avenue" a Manassas (Virginia).

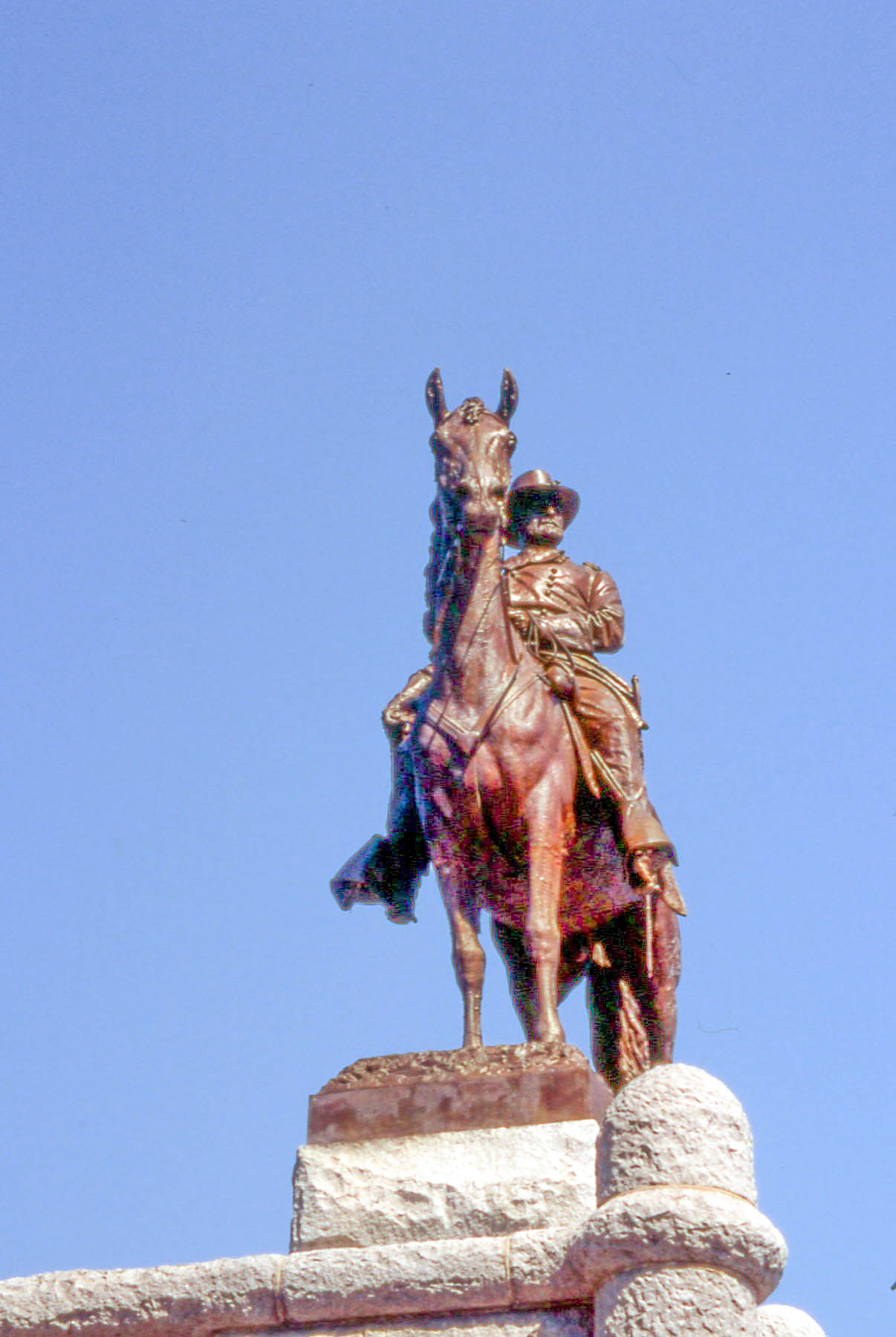
Statua equestre del generale Grant al "Lincoln Park" di Chicago.

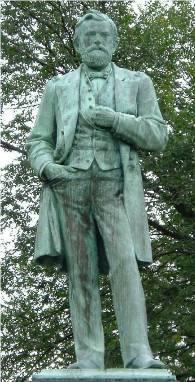
Statua del generale Grant.

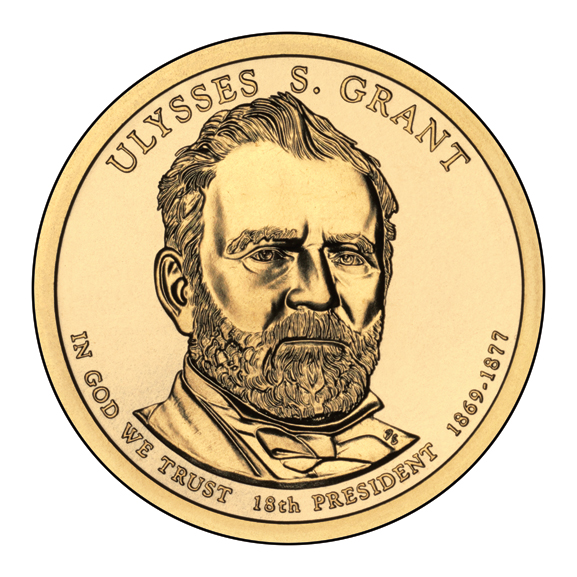
Il dollaro presidenziale con l'effigie di Grant.

### Titoli anonimi
- C-SPAN 2009 Historians Presidential Leadership Survey, su C-SPAN.org, 2009. URL consultato il 23 gennaio 2010 (archiviato dall'url originale il 13 giugno 2010).
- Henry Wilson, 18th Vice President (1873–1875), su senate.gov, United States Senate. URL consultato il 30 novembre 2009.
- The Whiskey Ring, su PoliticalCorruption.net, 9 febbraio 2009. URL consultato il 30 gennaio 2010 (archiviato dall'url originale il 27 novembre 2009).
- The American Presidency Project Election of 1876, su presidency.ucsb.edu. URL consultato il 21 aprile 2010.

### Articoli
- Amnesty and Civil Rights (PDF), in The New York Times, 23 maggio 1872.
- The Civil Rights Bill (PDF), in The New York Times, 2 marzo 1875,  pp. 1-2.
- The Conduct of the Finances, in The New York Times, 17 luglio 1872.
- The Emma Mine Scandal (PDF), in The New York Times, 4 marzo 1876.
- The Safe Burglary Case: Columbus Alexander and Major Richards of the Washington Police Examined, in The New York Times, 23 settembre 1876.
- The Safe Burglary Case: Preparing for the trial – Witnesses for the defense summoned, in The New York Times, 8 settembre 1876.
- E.G.D., The Pantaloon of the Senate: A Reminiscence of the Emma Mine Scandal, in The New York Times, 9 ottobre 1893.

### Fonti primarie
- Ulysses S. Grant, Ulysses S. Grant: Memoirs & Selected Letters, Annotated, Library of America, 1990, ISBN 978-0-940450-58-5.
- Simon, John Y., ed., The Papers of Ulysses S. Grant, Southern Illinois University Press (1967–2009)  complete in 31 volumes (archiviato dall'url originale il 25 ottobre 2012).
  -  Online version vol 1–31.[collegamento interrotto]; vol 19–28 (1994–2005) cover the presidential years; includes all known letters and writing by Grant, and the most important letters written to him.
- Richardson, James, ed. Compilation of the Messages and Papers of the Presidents (numerous editions, 1901–20), vol 7 contains most of Grant's official presidential public documents and messages to Congress
- 1869 State of the Union Message – Ulysses S. Grant.
- 1870 State of the Union Message – Ulysses S. Grant.
- 1871 State of the Union Message – Ulysses S. Grant.
- 1872 State of the Union Message – Ulysses S. Grant.
- 1873 State of the Union Message – Ulysses S. Grant.
- 1874 State of the Union Message – Ulysses S. Grant.
- 1875 State of the Union Message – Ulysses S. Grant.
- 1876 State of the Union Message – Ulysses S. Grant.
- 1869 Inaugural Address – Ulysses S. Grant.
- 1873 Inaugural Address – Ulysses S. Grant.
- Frank Warren Hackett, III: The Alabama Claims – The Treaty of Washington, in Reminiscences of the Geneva Tribunal of Arbitration, 1872, the Alabama Claims, New York City, Houghton Mifflin Harcourt, 1911,  pp. 45-50, OCLC 2621753. URL consultato il 30 gennaio 2010.
- Edward McPherson, LIII: XVth Amendment, Votes on Ratification, Proclamation of Ratification, Bills Enforcing and Votes Thereon, in The Political History of the United States of America During the Period of Reconstruction, Washington, D.C., Chapman, 1880  [First published 1871],  p. 545, ISBN 1-4255-6744-4, OCLC 492311406. URL consultato il 12 aprile 2010.
- Charles Sumner, Republicanism vs. Grantism (Speech made by Charles Sumner to the United States Senate on May 31, 1872), Washington, D.C., F. J. Rives and George A. Bailey, 1872, ISBN 978-1-120-69167-5, OCLC 504005622. URL consultato il 12 aprile 2010.
- John Russell Young, Around the World with General Grant, in Quarterly Review, vol. 150, n. 126, New York City, Leonard Scott Publishing Company, luglio–October 1880,  p. 126. URL consultato il 10 aprile 2010.
- New York State Legislature, Proceedings of the Legislature of the State of New York in memory of Honorable Hamilton Fish, Albany, New York, J. B. Lyon, printer, 5 aprile 1894,  pp. 54-57. URL consultato il 19 aprile 2010.

### Yearbooks
- American Annual Cyclopedia...1868 (1869),  online., highly detailed compendium of facts and primary sources
- American Annual Cyclopedia...for 1869 (1870), large compendium of facts, thorough national coverage; includes also many primary documents  online edition.
- Appleton's Annual Cyclopedia...for 1870. (1871)
- American Annual Cyclopedia...for 1872. (1873)
- Appleton's Annual Cyclopedia...for 1873 (1879)  online edition.
- Appleton's Annual Cyclopedia...for 1875. (1877)
- Appleton's Annual Cyclopedia ...for 1876 (1885)  online edition.
- Appleton's Annual Cyclopedia...for 1877. (1878)